# Musée de l'université de Tübingen
Le musée de l'université de Tübingen (abrégé MUT) est un établissement muséographique universitaire dont les collections sont installées dans le château Hohentübingen ainsi qu'au sein d'autres bâtiments de Tübingen, ville située dans le Land de Bade-Wurtemberg. Le musée est créé en octobre 2006,.
Le musée de Tübingen est une institution centrale de l'université Eberhard Karls. Le musée a pour mission de combiner les collections universitaires de manière organisationnelle, de professionnaliser et de constituer un laboratoire d'exposition pour l'université dans le cadre d'expositions changeantes et de collections afin de rendre « la recherche, l'enseignement et l'éducation utilisables et accessibles à un public plus large ».
Le museum de l'université de Tübigen est une structure faîtière qui réunit 70 collections,,. Le MUT a accueilli 45 000 visiteurs en 2017 et a reçu, en moyenne, 15 000 visiteurs par an depuis son ouverture.

## Historique
L'historique des collections du MUT est lié à celui de l'université Eberhard Karls, qui a plus de 530 ans d'existence.

### De la fondation de l'université jusqu'à la fin duXIXesiècle

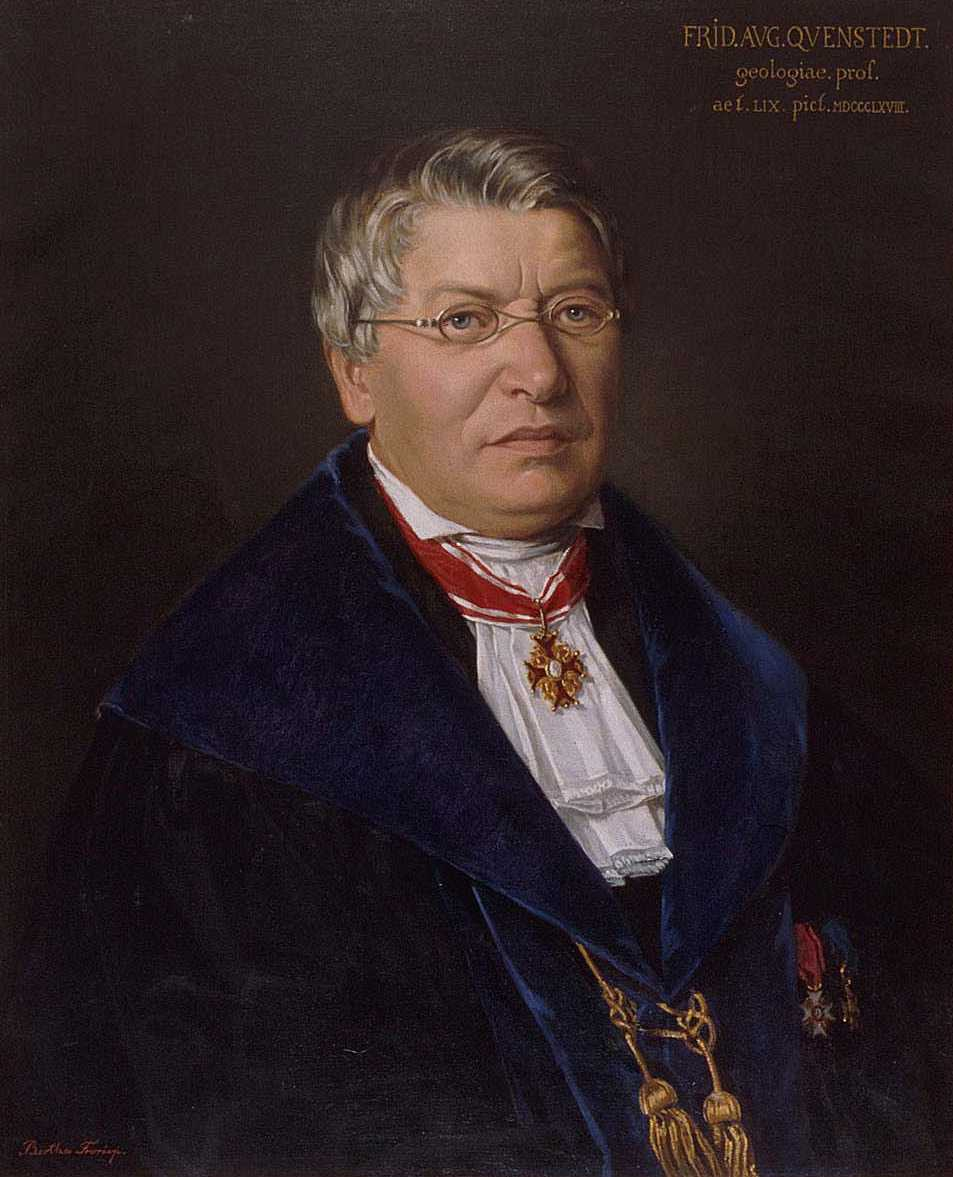
Le paléontologue et géologue Friedrich August von Quenstedt.

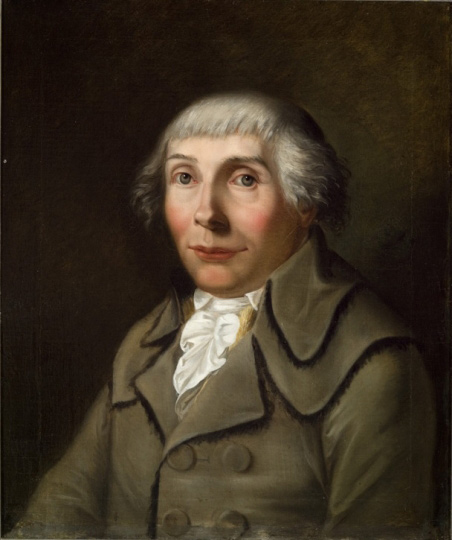
L'écrivain et essayiste allemand Karl Philipp Moritz.

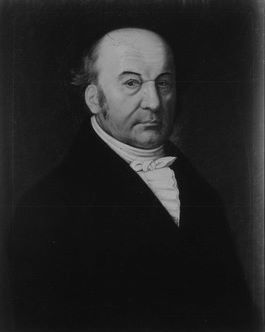
Le byzantiniste, philologue et historien Gottlieb Lukas Friedrich Tafel.

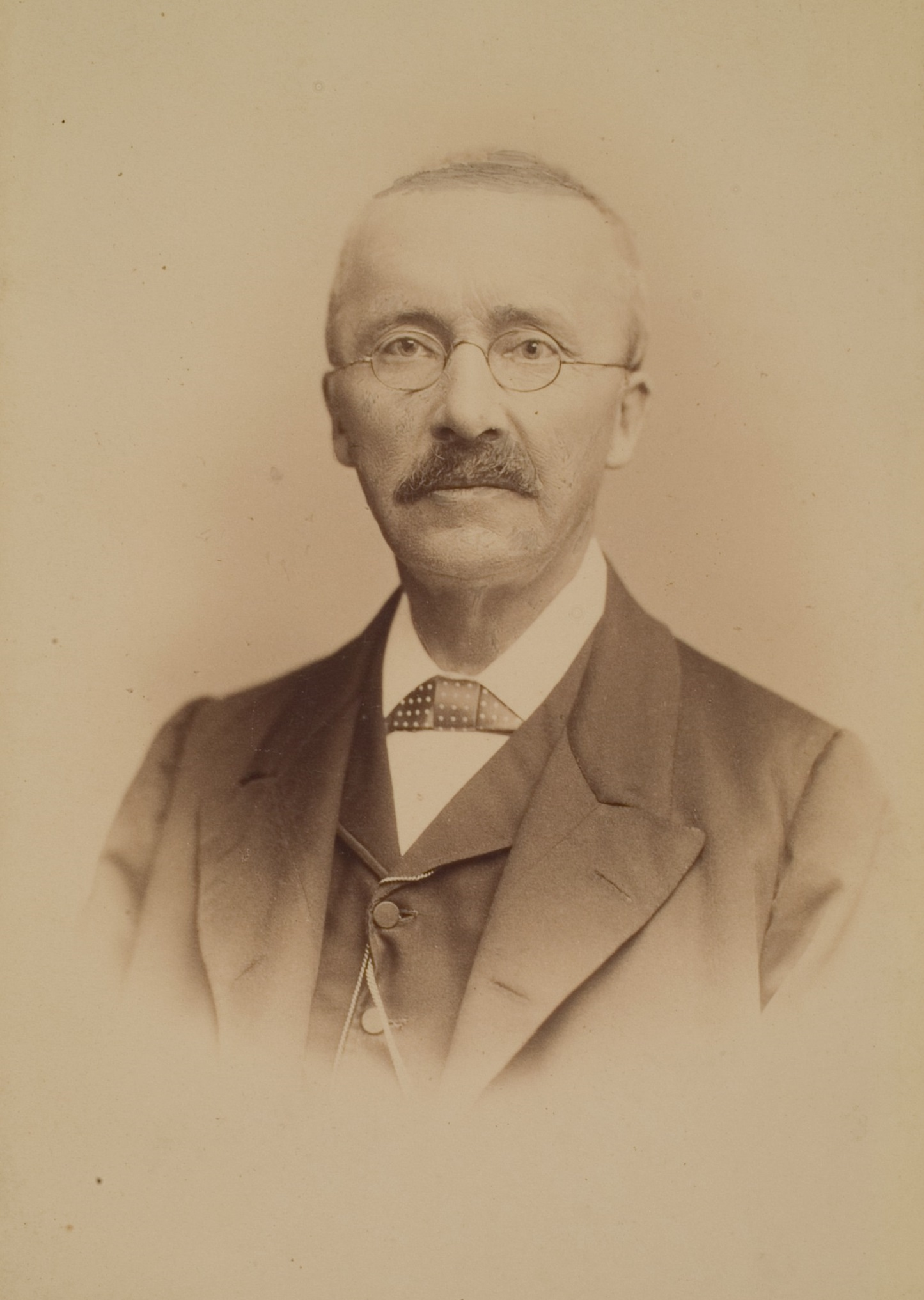
L'archéologue Heinrich Schliemann.

La collection de paléontologie — également désignée sous l'acronyme GPIT, pour Geologisch-Paläontologisches Institut Tübingen,, —, débutée en 1477, avec la fondation de l'université de Tübingen, fait l'objet d'une première organisation systématique en 1837, par le géologue et paléontologue Friedrich August von Quenstedt,,.
La collection d'arts graphiques commence à être rassemblée par l'écrivain et essayiste allemand Karl Philipp Moritz à la fin du XVIIIe siècle, dans les années 1786-1788,. Les œuvres picturales sont collectées lors d'un Grand Tour. La collection, qui comprend des œuvres de Giovanni Battista Piranesi, Bertel Thorvaldsen, Angelica Kauffmann, Jean-Jacques de Boissieu, ou encore Pompeo Batoni sont également réunis durant des voyages entrepris par Kraft Ernst von Oettingen-Wallerstein, Johann Joachim Winckelmann et Sir William Hamilton.
L'historique de la collection de pièces de monnaie antiques (grecques et romaines) remonte à la fin du XVIIIe siècle. Les monnaies antiques sont réunies par des membres de l'institut d'archéologie classique de Tübingen, institution déléguée de l'université Eberhard Karls,. La collection s'enrichit à la fin du XIXe siècle et 4 800 monnaies sont acquises en 1981.
La collection de sculptures antiques de l'université commence à être constituée en 1836 par Ernst Christian Walz (en),, et Gottlieb Lukas Friedrich Tafel (de).
La collection d'objet ethnologiques est constituée entre 1890 et 1910. Durant la même période, la collection de pièces d'époque classique commence également à s'assembler : l'institut d'archéologie classique de Tübingen acquiert le mobilier archéologique mis au jour par Heinrich Schliemann en 1895, puis celui mis en évidence par Ludwig Schwabe (en) le 3 novembre 1902, .

### Du début duXXesièclejusqu'à nos jours
En 1927, les collections d'objets archéologiques, installées dans la partie Ouest du château Hohentübingen, sont alors réparties au sein de 27 vitrines d'exposition sur une surface totale de 3 000 m2.
Plus récemment, en 1978, l'université Eberhard Karl fait l'acquisition de figurines mises en évidence au sein de la grotte de Vogelherd — site préhistorique inscrit sur la liste du patrimoine mondial —, par Gustav Riek, en 1931. Les statuettes sont ultérieurement conservées dans la librairie de l'institution universitaire, puis sont transférées au château Hohentübingen en 1998. Actuellement, les figurines retrouvées par Riek ainsi qu'une partie des découvertes réalisées depuis la campagne de fouilles de la Vogelherd en 2006 — notamment les pièces représentant un cheval sauvage, un mammouth, ou encore un lion des cavernes — sont en grande partie exposées au château de Tübingen,,. Ces pièces constituent la partie principale de la collection de préhistoire ancienne du musée universitaire de Tübingen,,.
Le MUT possède une seconde collection de pièces de mobilier provenant des sites palafittiques des lacs alpins, un autre site inscrit sur la liste du patrimoine mondial. Cette collection comprend, entre autres, des céramiques du Néolithique et des artefacts semi-fini d'un artefact issus d'un site localisé à Bodman-Ludwigshafen, près du lac de Constance.
Entre avril 2016 et mars 2018, le MUT s'associe au musée Linden pour réaliser un projet de recherche dans le domaine de l'ethnologie. Le partenariat entre les deux institutions muséographiques a pour objectif de centraliser des travaux effectués sur des pièces issues d'anciennes colonies allemandes,.

## Localisation
Le MUT est situé dans la ville universitaire de Tübingen, arrondissement et district de Tübingen, en Bade-Wurtemberg.
Les collections du musée sont abritées dans plusieurs bâtiments de la ville de Tübigen. Le musée est ainsi notamment réparti dans le château Hohentübingen, dans la Nouvelle Aula, dans la bibliothèque universitaire, à l'institut de géologie et de paléontologie,, dans les bâtiments du quartier de Morgenstelle (de), et dans les bâtiments se trouvant dans l'enceinte du jardin botanique.
L'ensemble des collections archéologique — préhistorique, classique, égyptologique, assyriologique, médiévale et biblique — ainsi que les séries numismatique et ethnologique sont conservées au Alte Museum, dans château de Tübingen. Le Alte Museum recouvre une surface totale de 2 000 m2.

Localisation des collections du musée
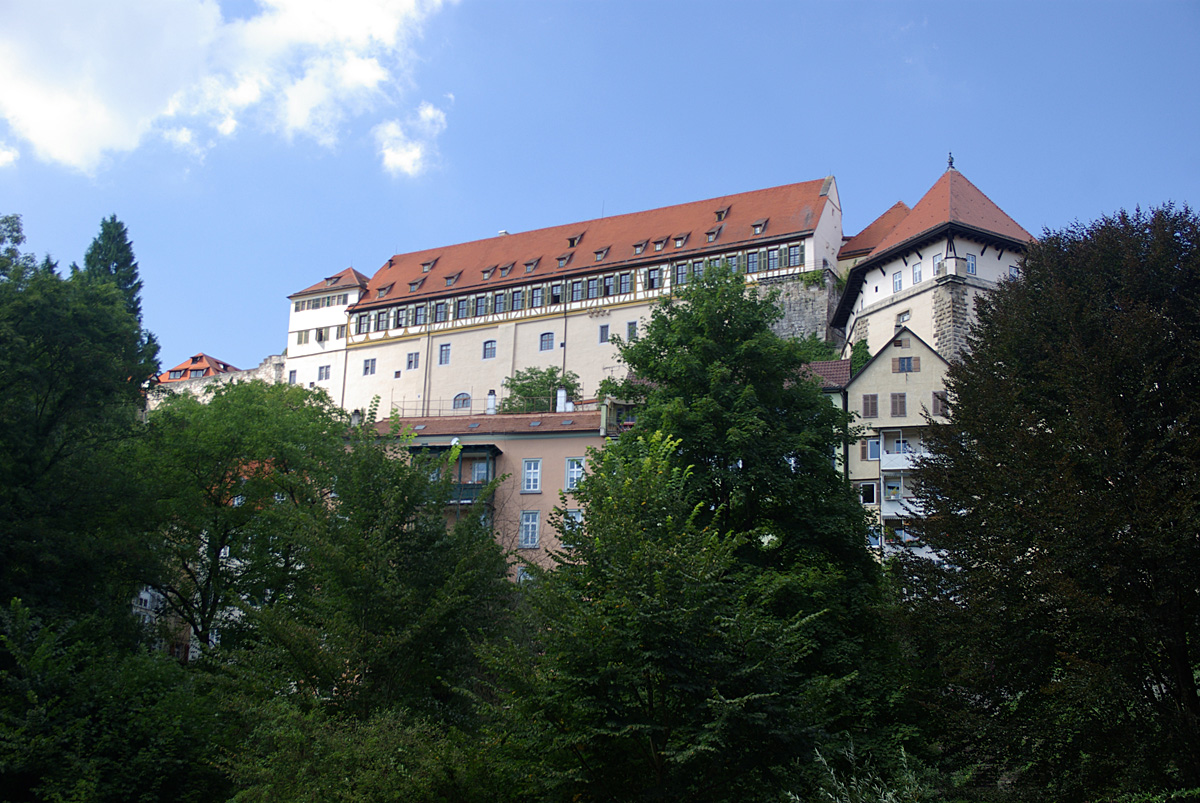
Le Château Hohentübingen.
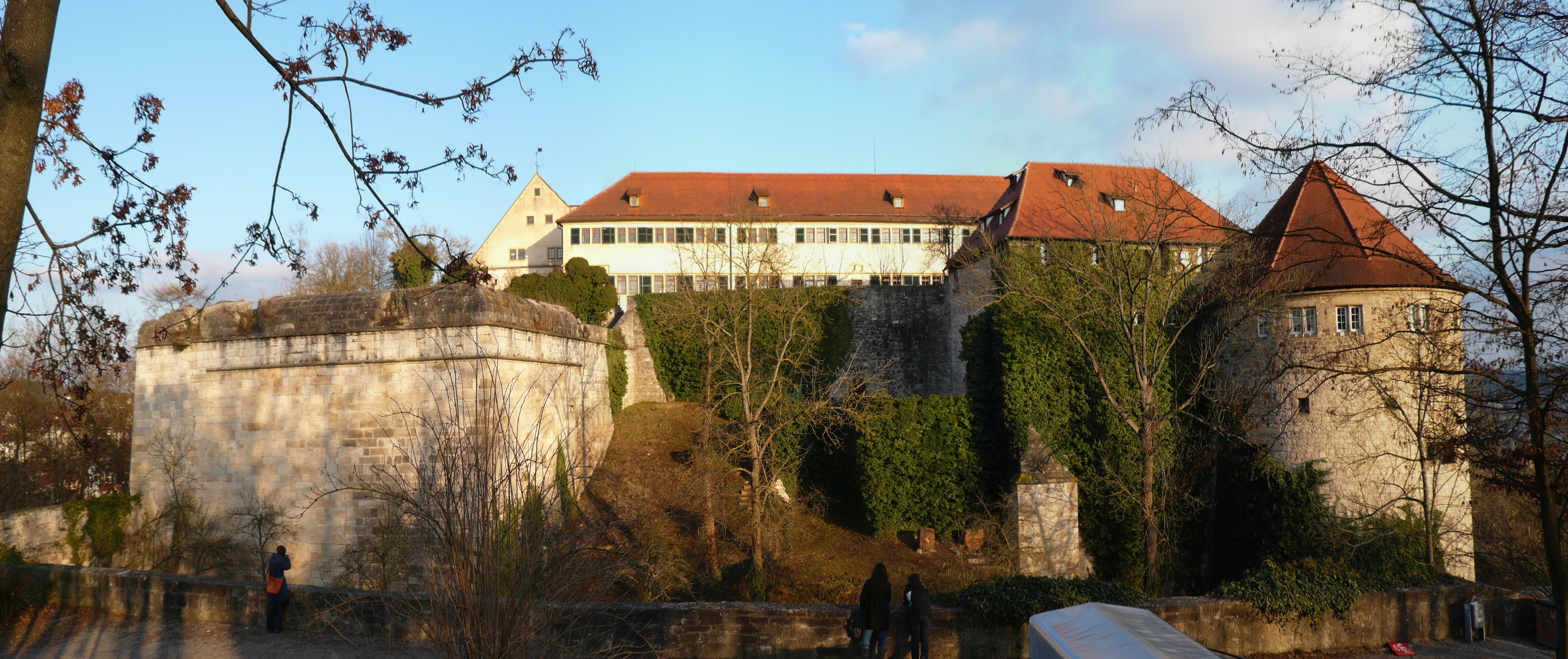
Id.
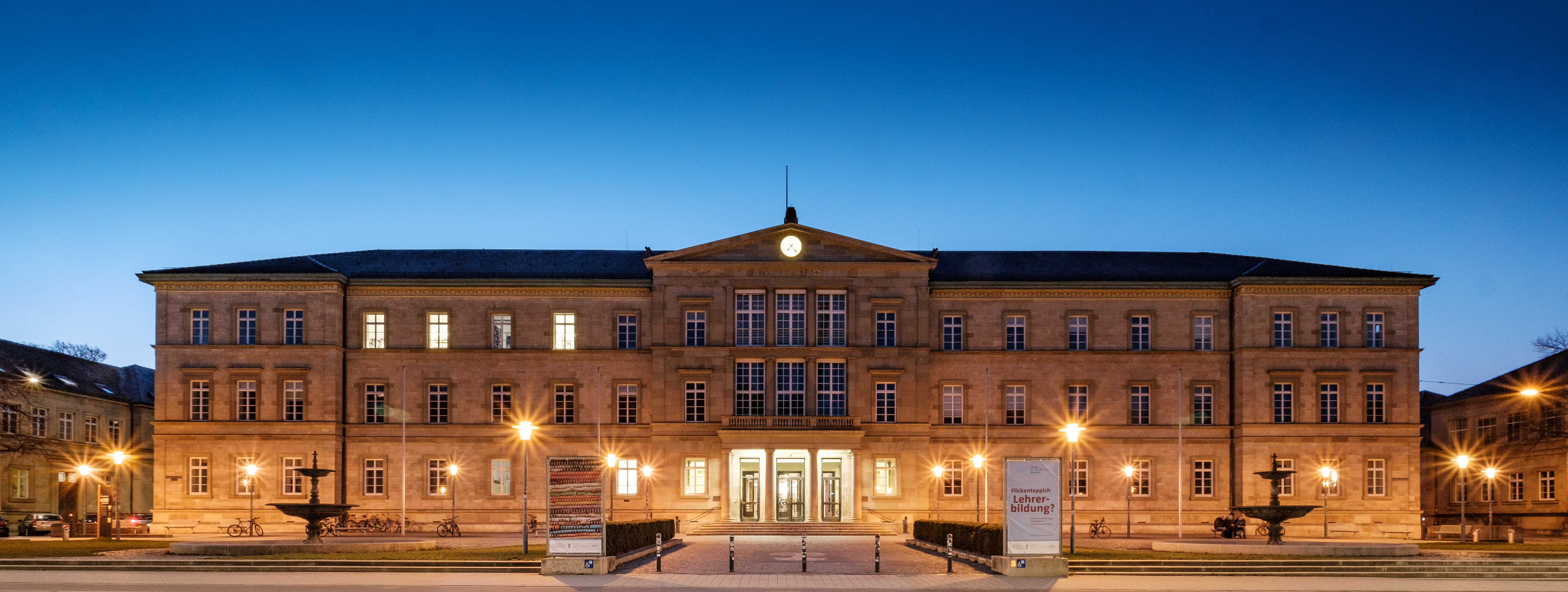
Façade de la Neue Aula.
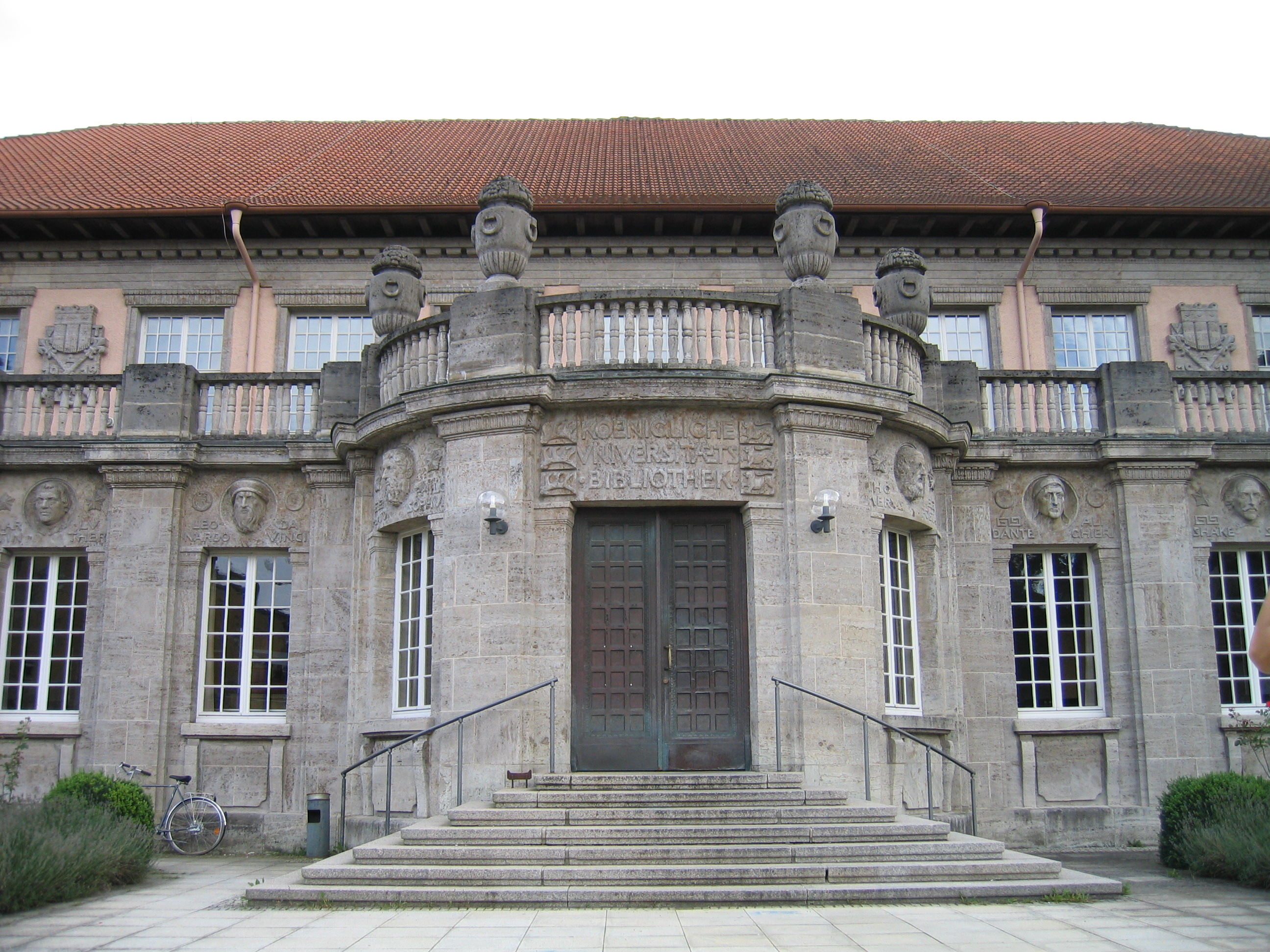
Bibliothèque universitaire.
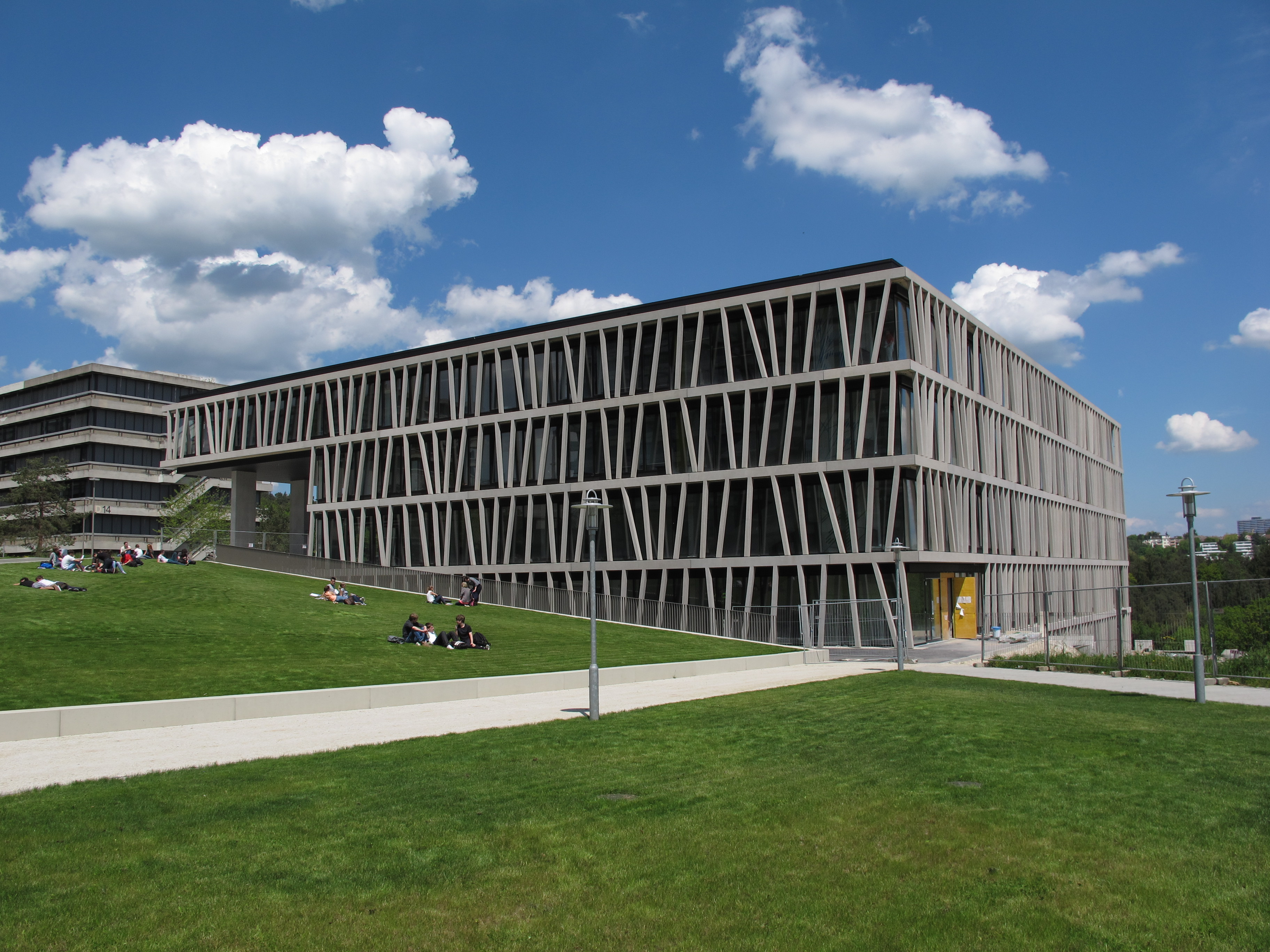
Bâtiments de Morgenstelle.
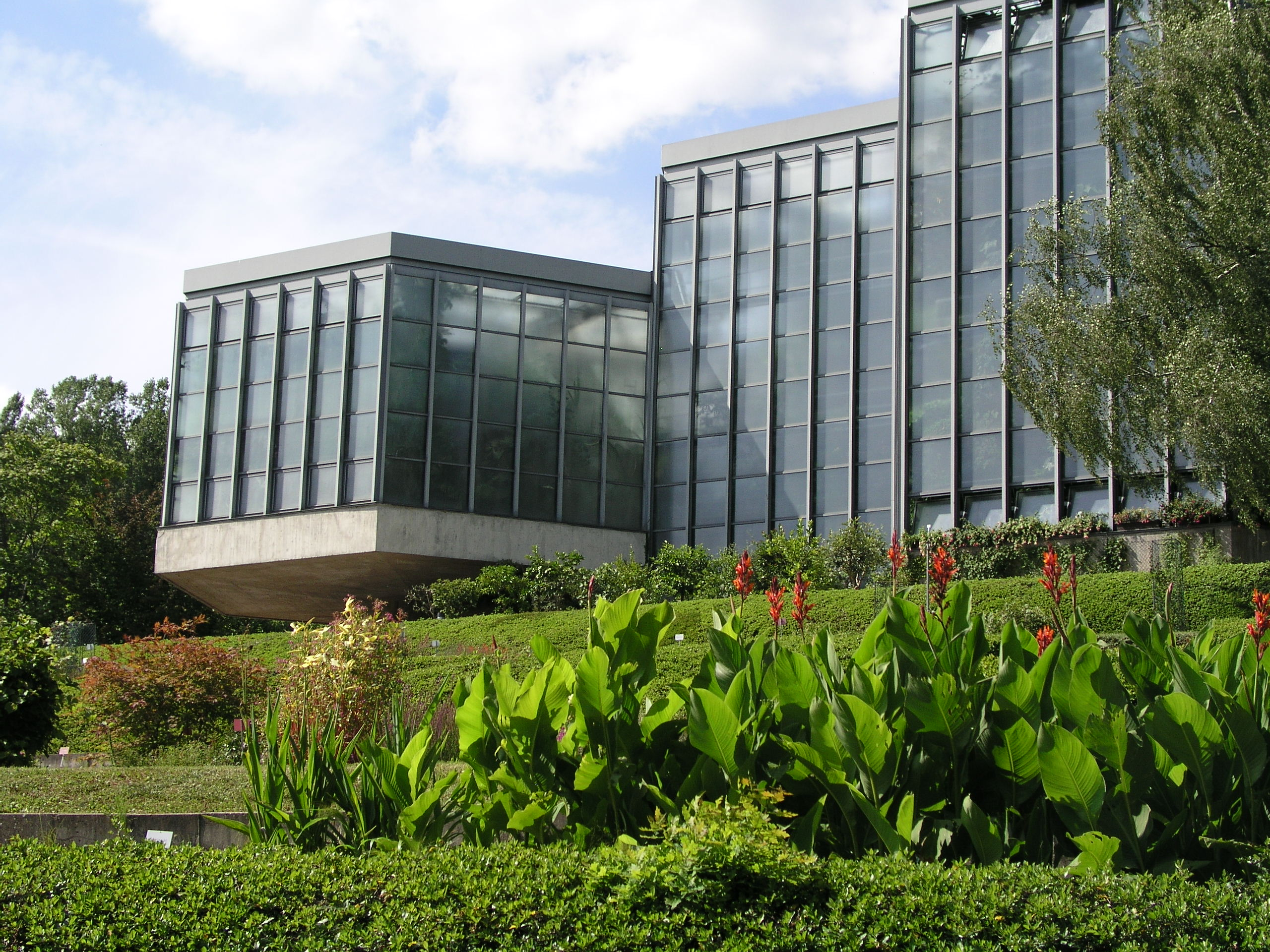
Bâtiments du jardin botanique.
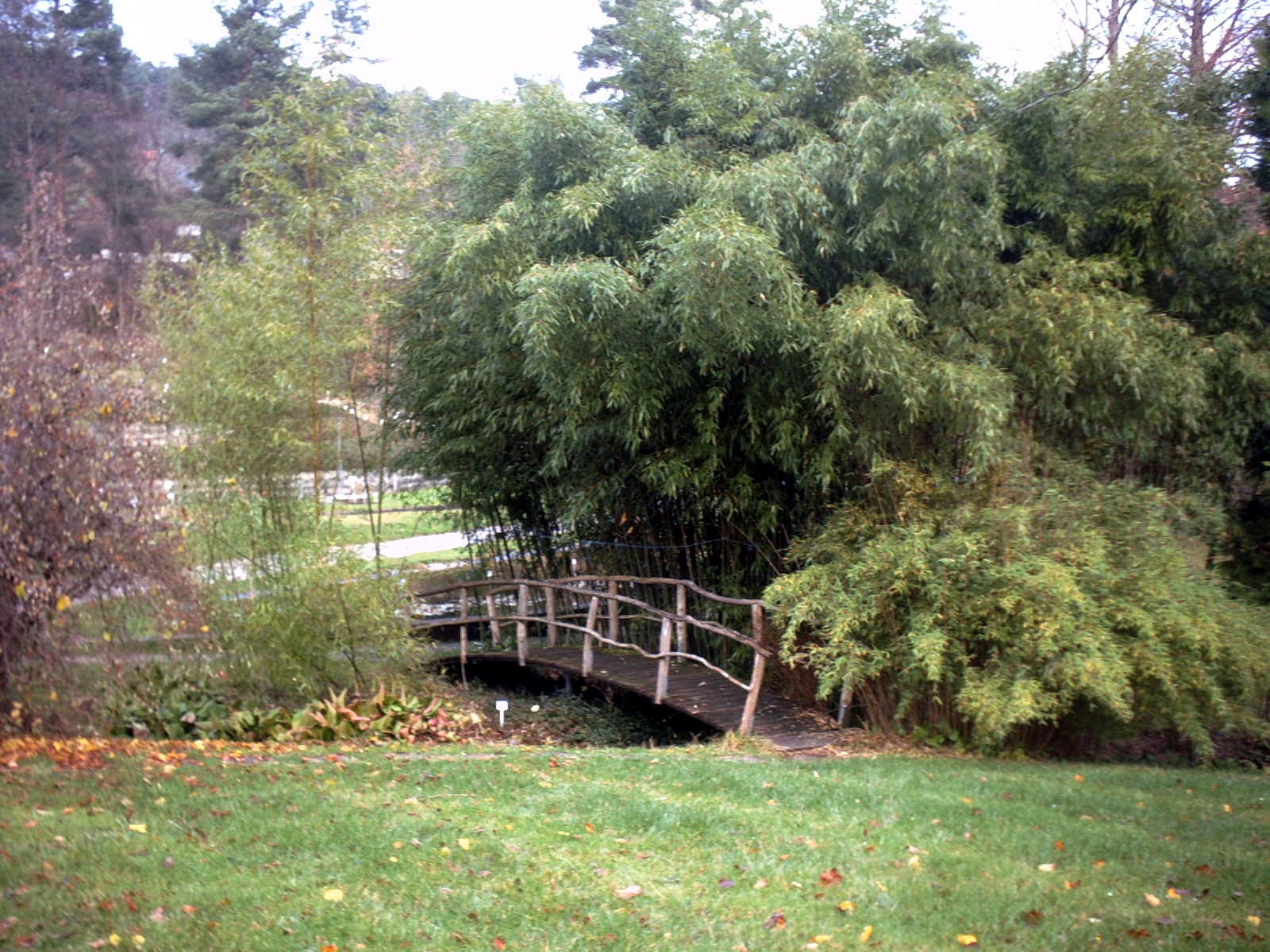
Jardin botanique de Tübingen (de).
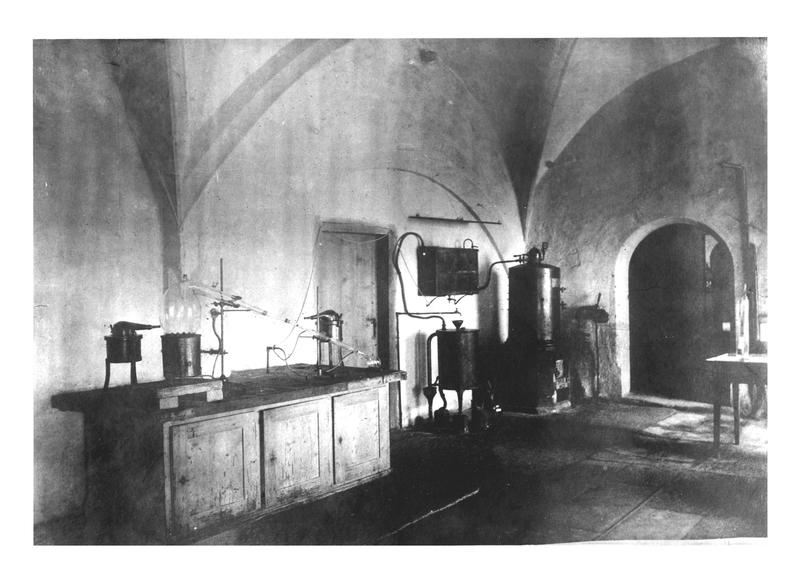
Laboratoire.

## Collections
Les sections ci-dessous présentent un panorama non exhaustif des 70 collections du musée et des objets qui les composent.

### Collections artistiques d'époque moderne

#### Collections de peintures

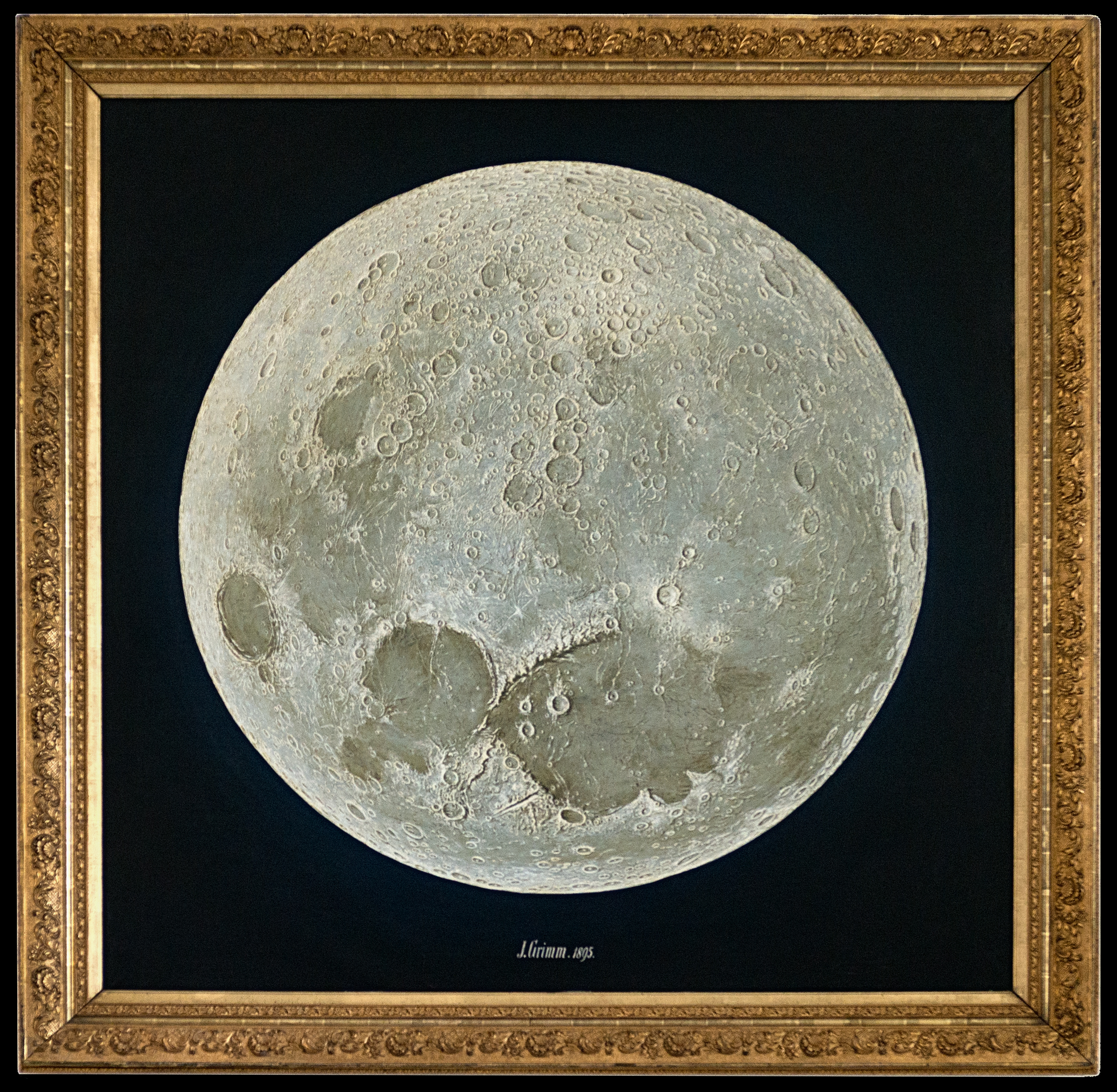
Peinture de la Lune de Julius Grimm, huile sur toile, 1895.

La collection de peintures de l'université de Tübingen présente une collection assez disparate d'œuvres individuelles d'une qualité, d'une provenance et d'une signification tout à fait différentes. Outre les deux grandes collections de peintures du diplomate wurtembergeois Christoph Friedrich Karl von Kölle (de) et les quelque 300 portraits de la galerie des professeurs de Tübingen, cette collection contient cependant une œuvre exceptionnelle du photographe, peintre et astronome d'Offenburg Julius Grimm (de) intitulée "Portrait de la pleine Lune" exposée dans la salle des chevaliers du château Hohentübingen. Une autre pièce de la collection, le "Tübinger Schandtafel", commémorant la lutte de pouvoir entre le duc Ulrich de Württemberg et la ligue souabe en 1519, se trouve au musée des cultures anciennes.
La collection de l'Institut de prédication évangélique de l'Université de Tübingen comprenant des peintures du XVIIIe siècle font également partie des collections du musée.

#### Collection d'estampes

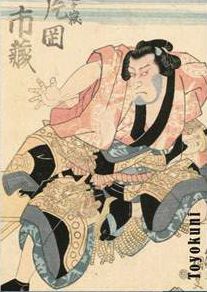
Estampe de brocart d'Utagawa Kunisada de la collection Voelter.

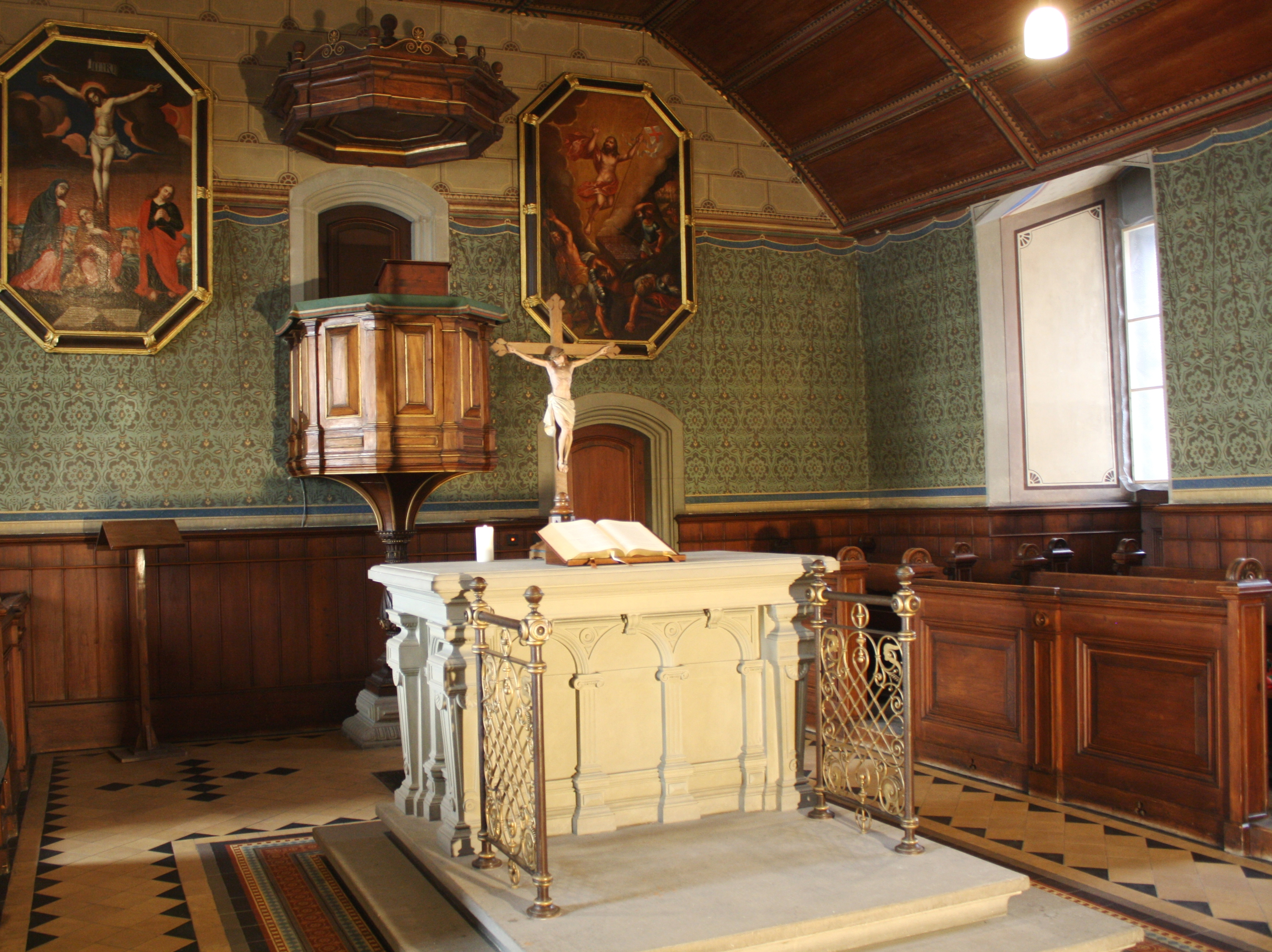
Autel avec crucifix et objets liturgiques, église du château Hohentübingen.

La collection privée Heide et Wolfgang Voelter (de) constituée d'environ 150 estampes du 20e siècle a été léguée par Heide Voelter et Wolfgang Voelter à l'Institut d'histoire de l'art de l'université de Tübingen en 2011. Il s'agit principalement de représentations figuratives des années 1970 et 1980. Le point de départ de la collection est l'expressionnisme : Max Beckmann, Erich Heckel et Max Pechstein. Une partie de cette collection regroupant près de quarante de ces œuvres fut exposée durant quelques mois à l'automne 2014 et l'hiver 2015 au château de Hohentübingen.

#### Collection liturgique
La collection d’œuvres liturgiques du musée se retrouve à l'Institut de prédication évangélique de l'université de Tübingen fondé en 1815.

### Collection ethnologique
La collection ethnologique comporte un peu plus de 4 000 objets dont environ 2 500 photos en noir et blanc, et près de 250 aquarelles. De nombreuses pièces de la collection ont été conçus par des peuples des régions pacifiques et d'autres par des peuples d'Amazonie (dont les Shipibo-Conibos). Cette collection présente également un panneau en bas-relief maori (un Poupou) confectionné en Podocarpus totara dédié au culte des ancêtres. L'artefact a été ramené de Nouvelle-Zélande par le navigateur et explorateur James Cook lors de son premier voyage,,,. La pièce, venue compléter la collection ethnographique de l'université allemande en 1937, mesure 98 × 33,5 × 3 cm.

Collection ethnologique
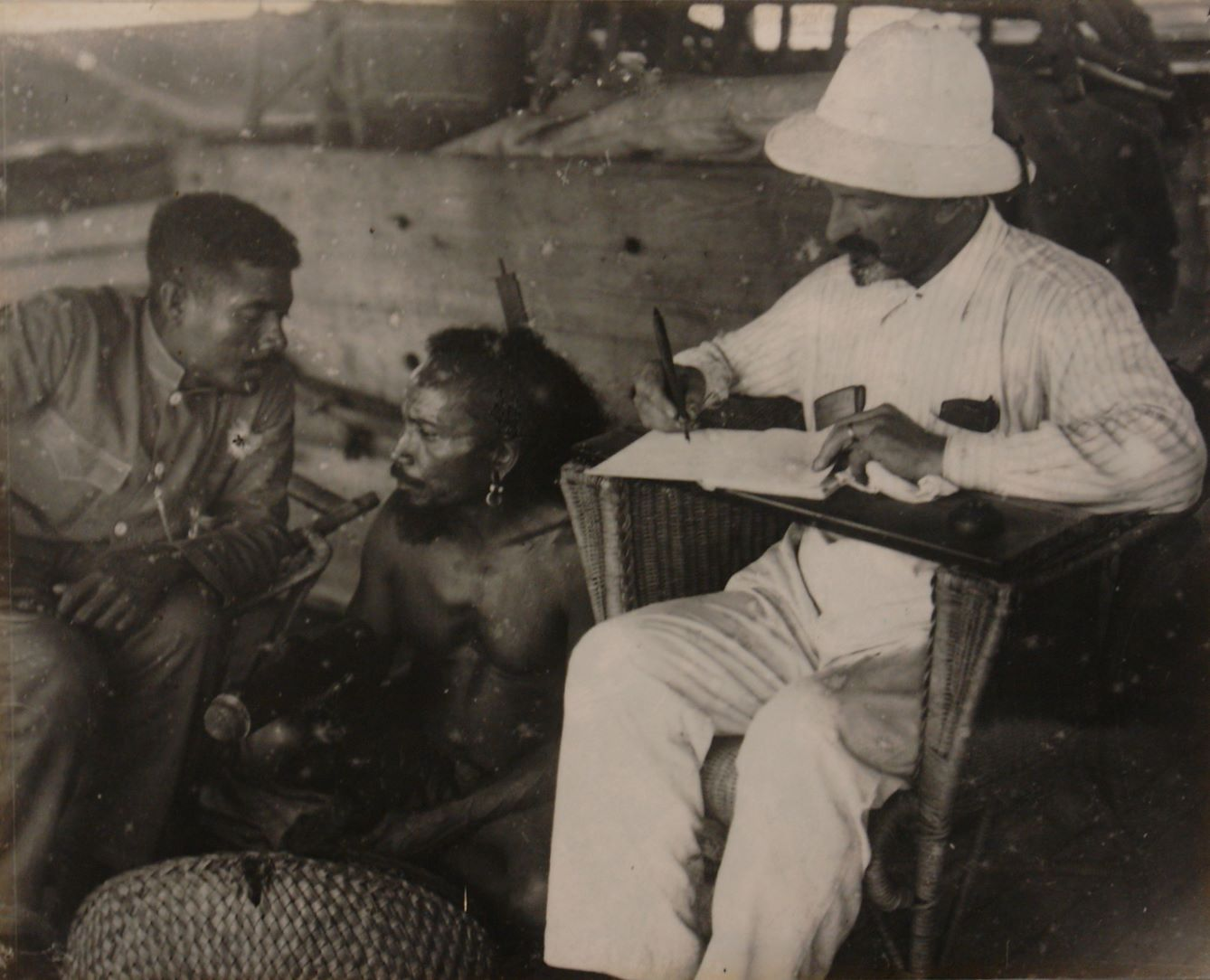
Photo en noir et blanc d'Augustin Kraemer lors d'un voyage en Nouvelle-Guinée, en 1909.
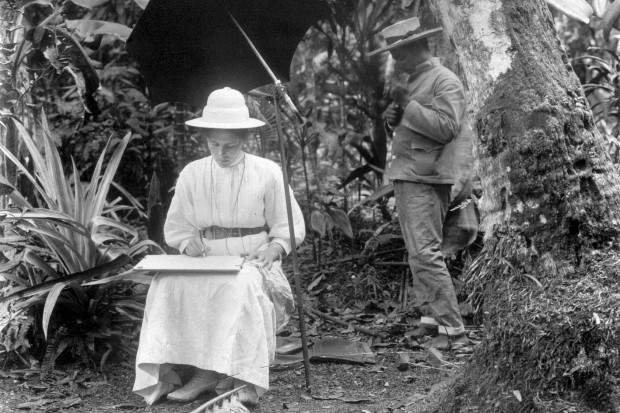
Elisabeth Krämer-Bannow (de) en 1909.
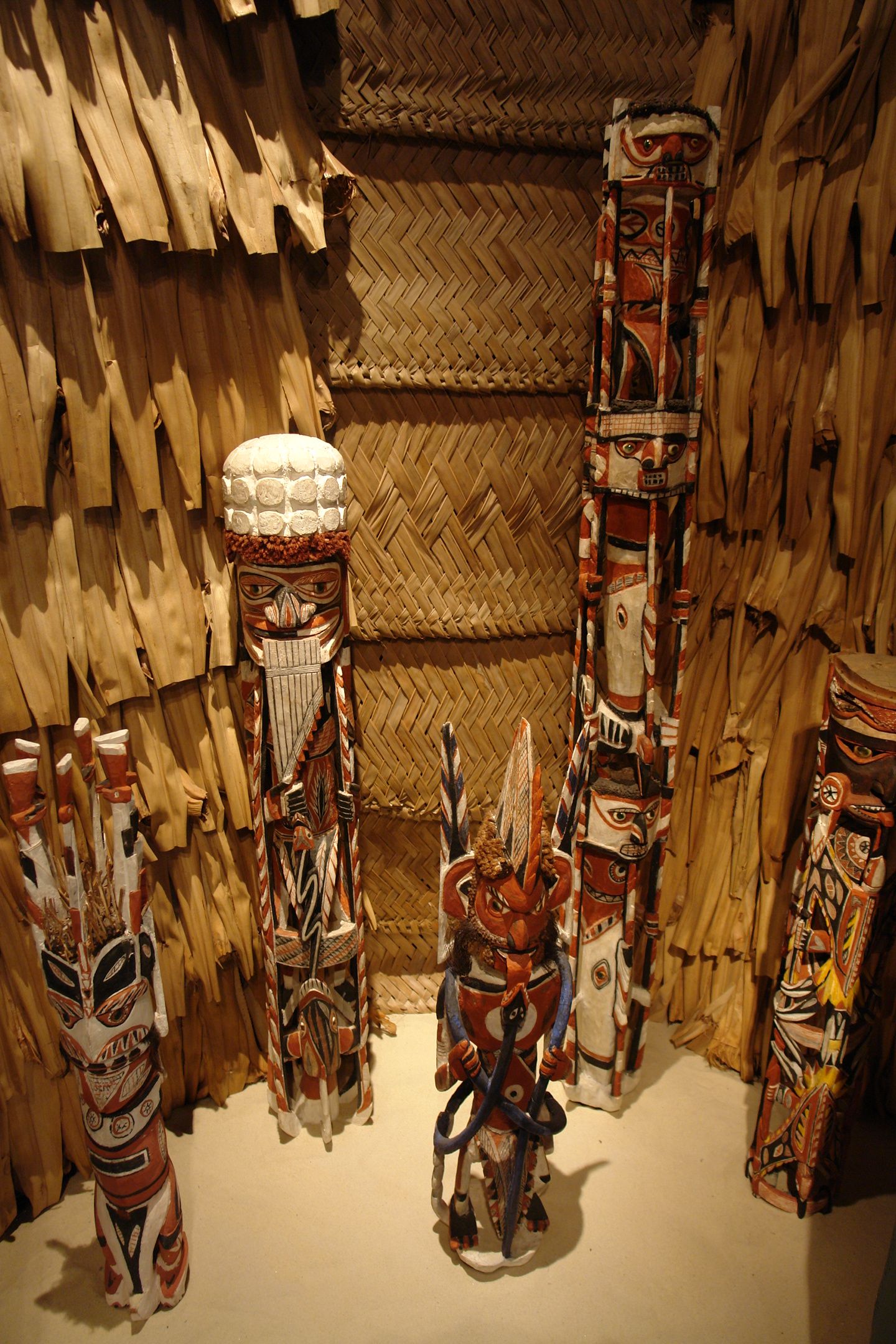
Masques cérémoniels de Nouvelle-Zélande et de Papouasie-Nouvelle-Guinée.
Bas-relief maori (Poupou) en Podocarpus totara.
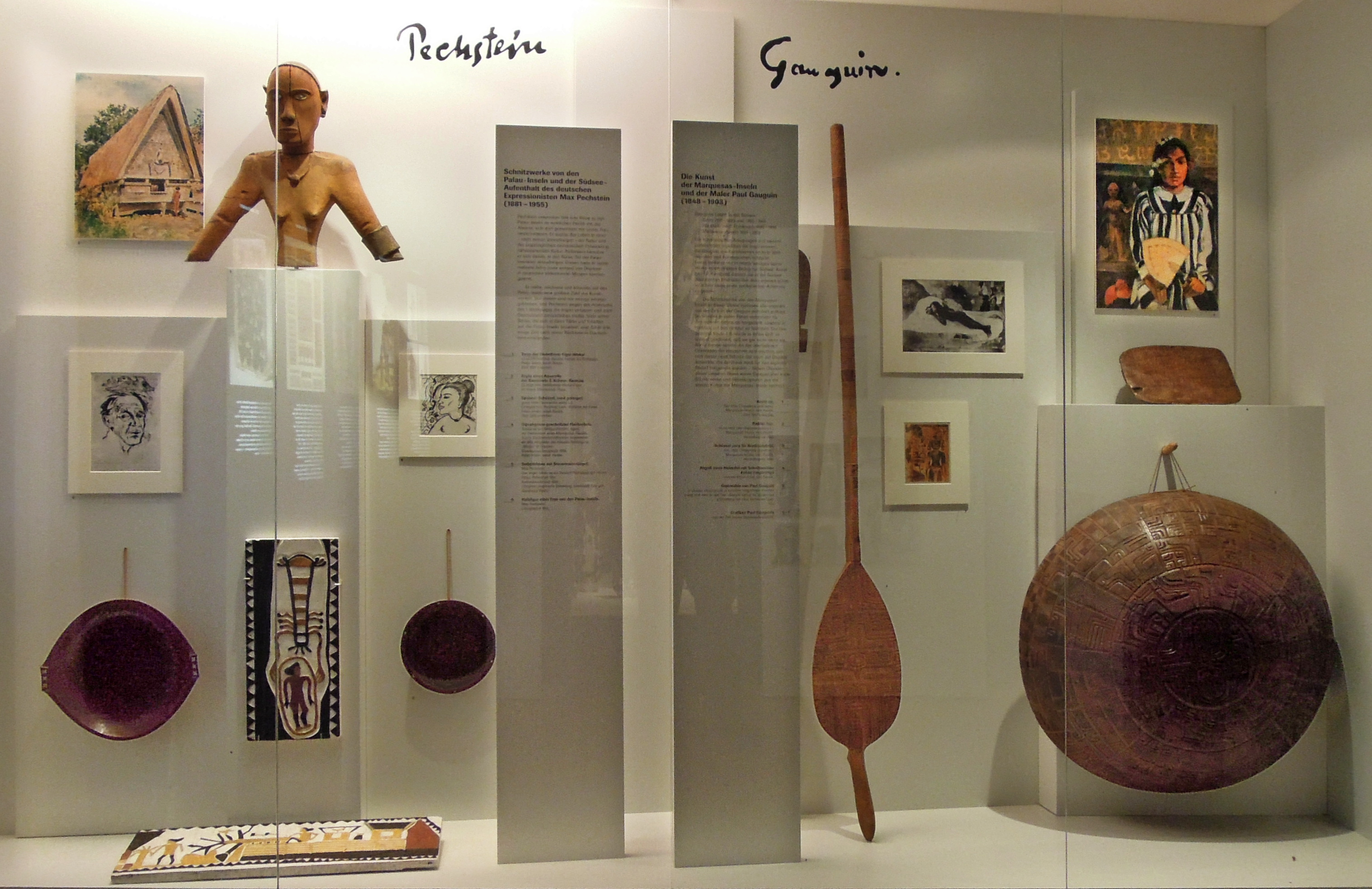
Vitrine d'exposition d'objets ethnologiques.

### Collections numismatiques

#### Collection de l'institut d'archéologie classique

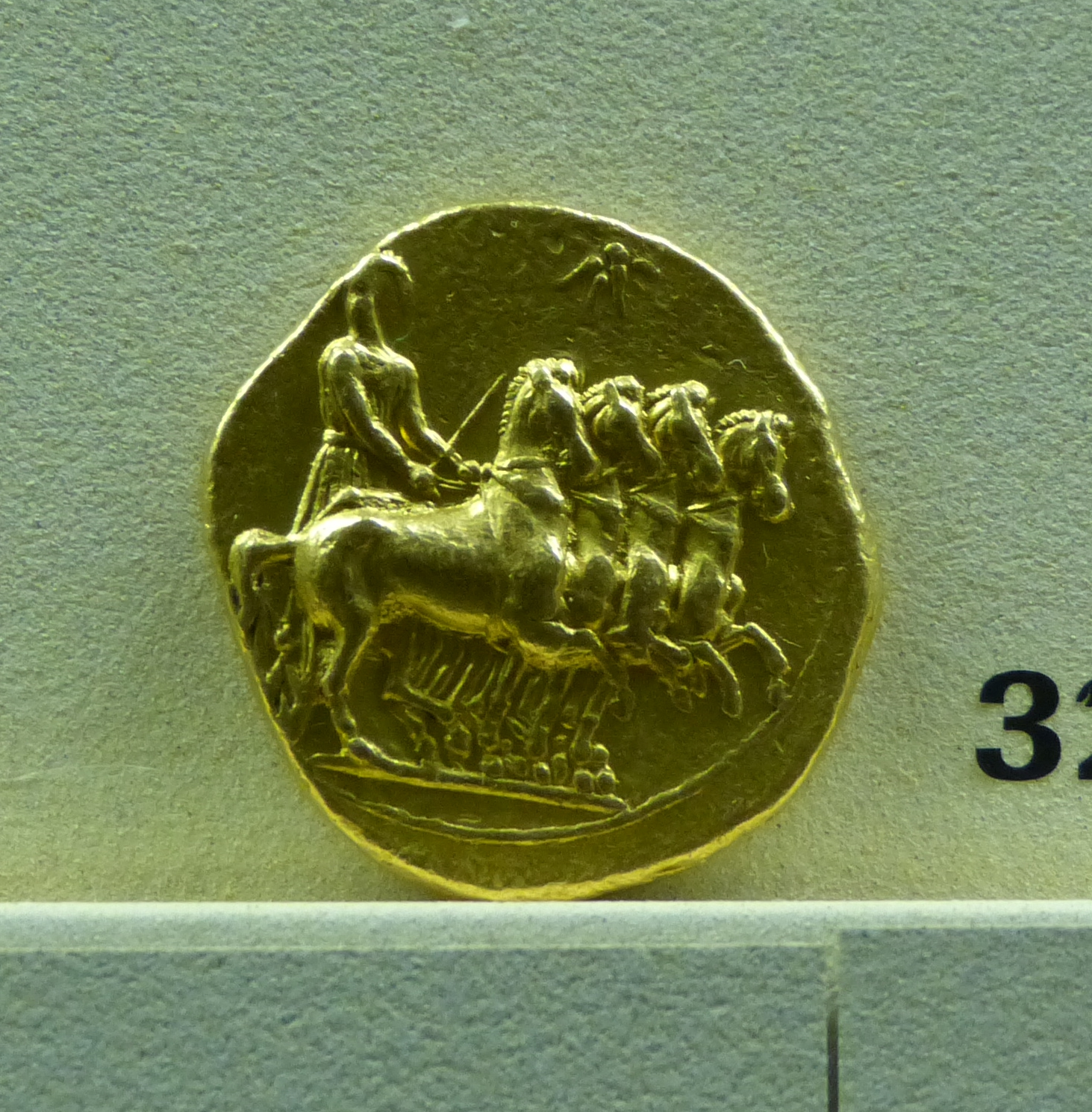
Statère en or provenant de Cyrène. Monnaie datée de 320 av. J.-C..

La collection de monnaies de l'institut d'archéologie classique est amorcée en 1798, avec la donation testamentaire de 4 511 pièces rassemblées par Carl Sigmund Tux,,. La collection numismatique de l'institut universitaire comprend environ 20 000 pièces, dont 8 000 monnaies grecques antiques, 6 000 monnaies romaines, 2 000 monnaies d'époques médiévale et moderne et 3 000 médailles, pièces obtenues par empreintes galvanoplastiques, plaquettes, billets de banque et presses monétaires.

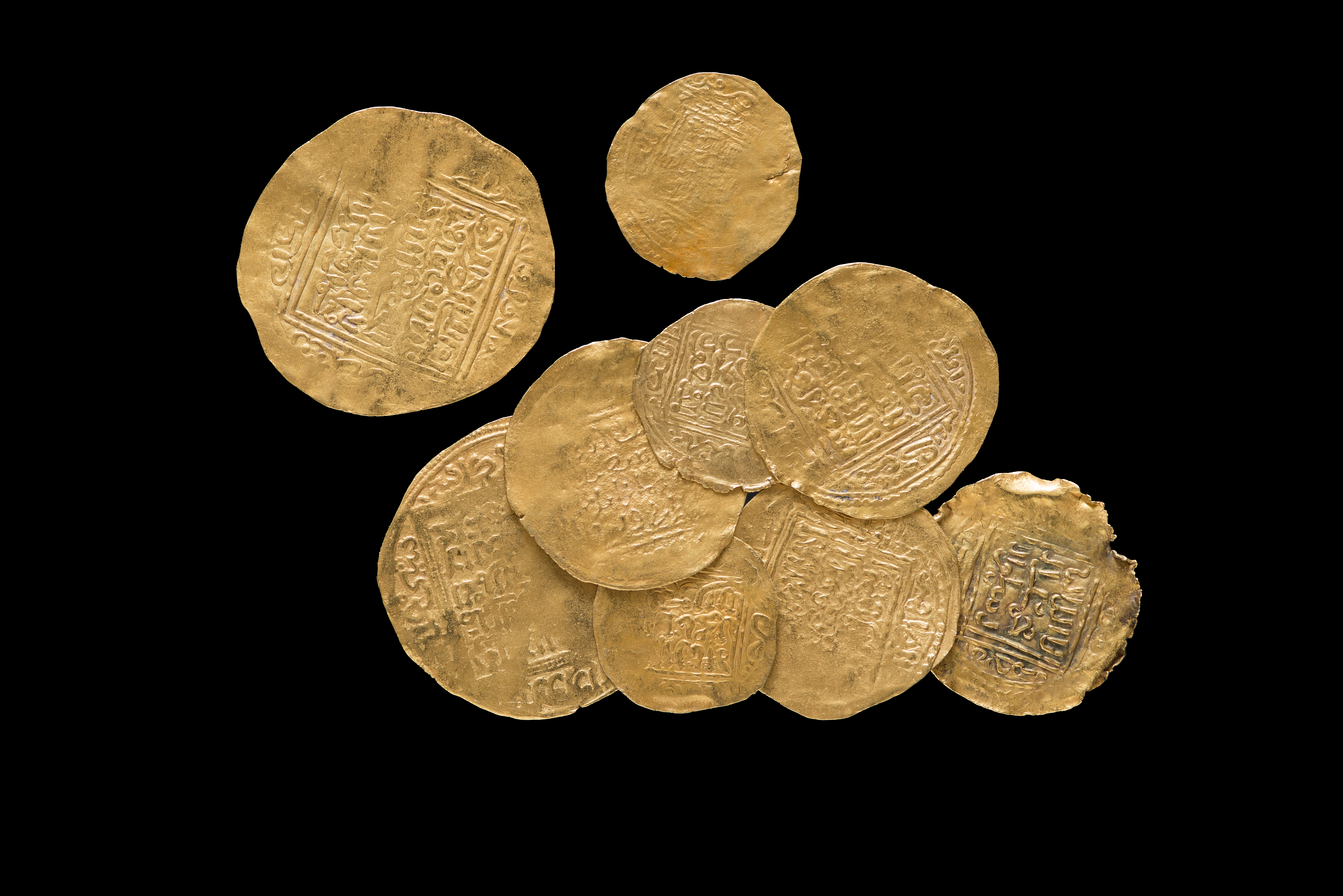
Monnaies islamiques datées du milieu du XVe siècle.

La collection comprend une drachme provenant de Rhodiapolis (ancienne province de Lycie), et qui pèse 17,19 g ; une diobole de Thrace portant le nom de Sparadokos, qui pèse 1,14 g et dont le diamètre mesure 10,7 à 11,5 mm ; une pièce de 1479-1480 pourvue d'un avers à l'effigie d'Eberhard V de Wurtemberg et d'un revers portant le nom de Christophe Ier de Bade ; une hémiobole provenant de la cité de Kýzikos (ancienne région de Mysie), pièce datée de 500-490 av. J.-C. ; ainsi qu'une série de médailles et plaquettes coulées en bronze, argent ou or datées de la fin du XIXe et début du XXe siècle et portant l'effigie de Theodor Mommsen,,,,,,,.

#### Monnaies islamiques
La collection de monnaies islamiques est initiée en 1866 avec le dépôt d'une partie de la collection privée de l'orientaliste Ernst Heinrich Meier,,,.
La collection de monnaies islamiques comprend un total de 75 000 objets issus de territoires allant de l'Espagne jusqu'à l'Afghanistan, dont : un dirham portant le nom de Nouh II, fils de Mansour 1er émir de Samanides, pièce pesant 6,91 g ; un dirham émis sous le règne de Muhammad Ghûrî, sous la dynastie des Ghorides, pièce d'un poids de 3,22 g ; des pièces marocaines en or datées des XIVe et XVe siècles, retrouvées à Butera.

### Collections archéologiques

#### Collections préhistorique et protohistorique

##### Collection préhistorique
La collection préhistorique est, entre autres, composée de pièces d'art mobilier issues de la grotte de Vogelherd ainsi que des artefacts — outils de façonnage, de débitage et de broyage, perles — mis en évidence dans les années 1934-1938 par Margit et Ludwig Kohl-Larsen au sein du site préhistorique de Mumba (en), près des rives du lac Eyasi, en Tanzanie,,,.
Le corpus préhistorique du musée comprend également des fossiles d'Australopithecus afarensis — dont des fragments de maxillaire datés d'environ 3,6 à 3,7 M d'années appartenant à un spécimen désigné sous le terme de « Garusi 1 » — ainsi que des restes d'individus d'hommes modernes — appartenant au groupe dit « hominidés d'Eyasi » —, ossements exhumés sur les sites de Mumba et de Laetoli par les Kohl-Larsen entre 1931 et 1939,,,,. La collection de pièces préhistoriques est complétée par deux empreintes de pas fossilisées d'Australopithecus afarensis mises au jour en 1939 sur le site de Laoteli,.

Collection préhistorique
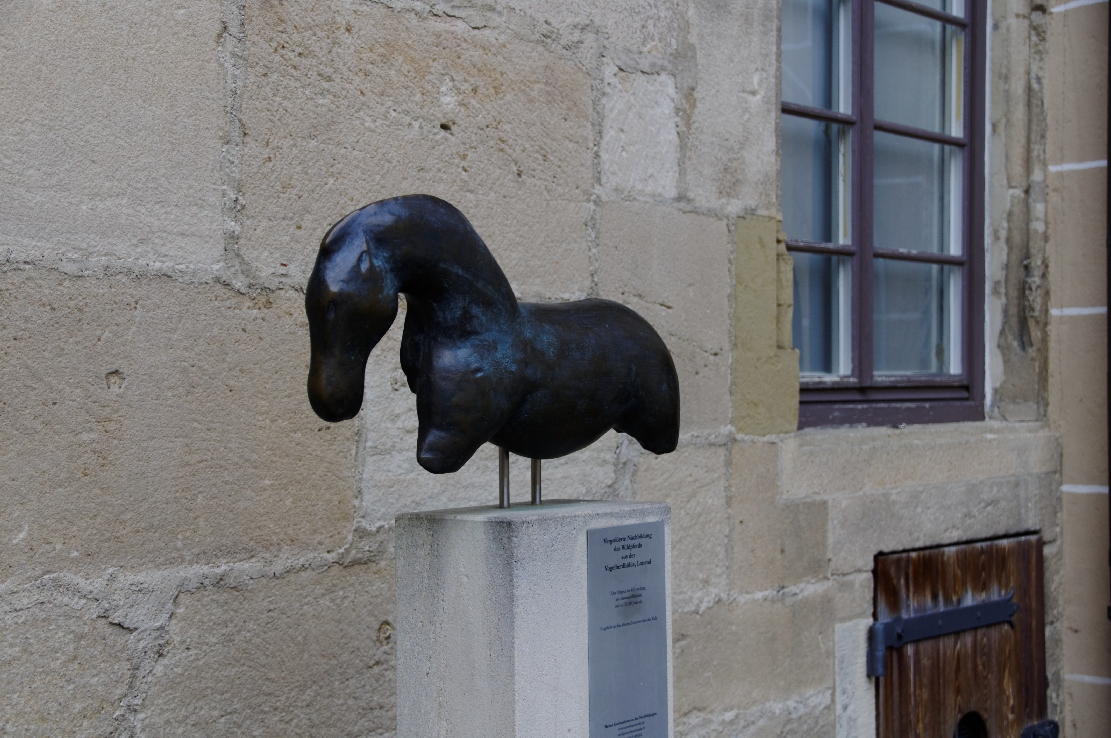
Figurine de l'Aurignacien représentant un cheval sauvage.
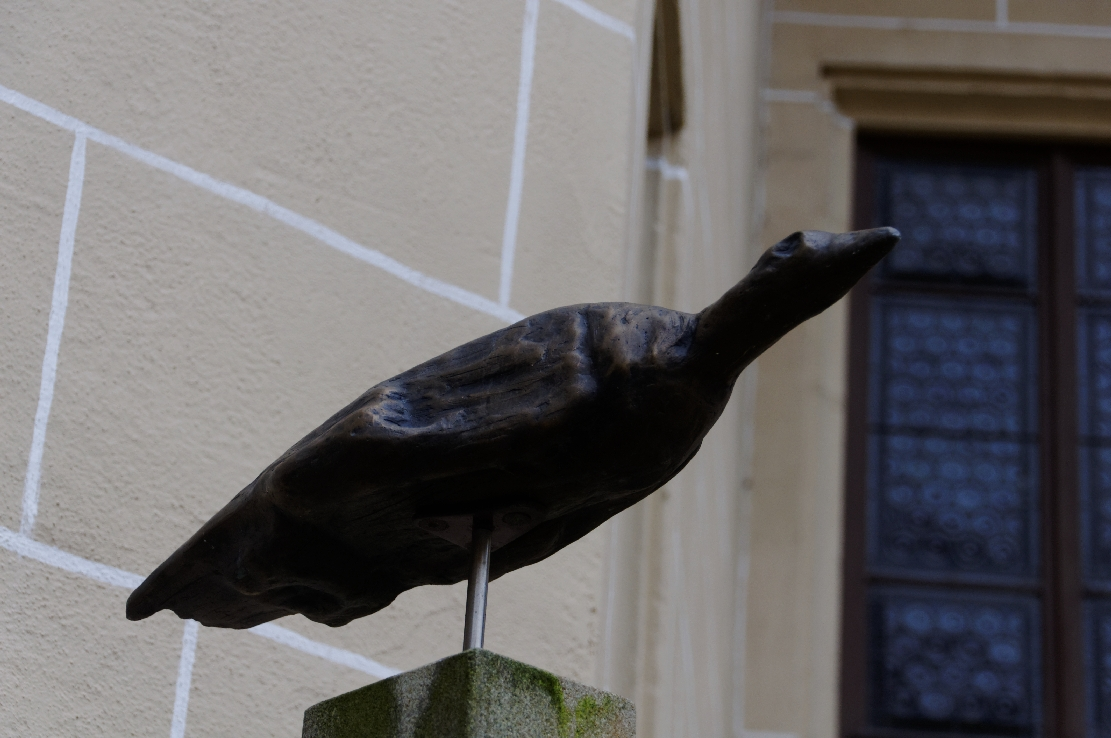
Figurine représentant un oiseau.
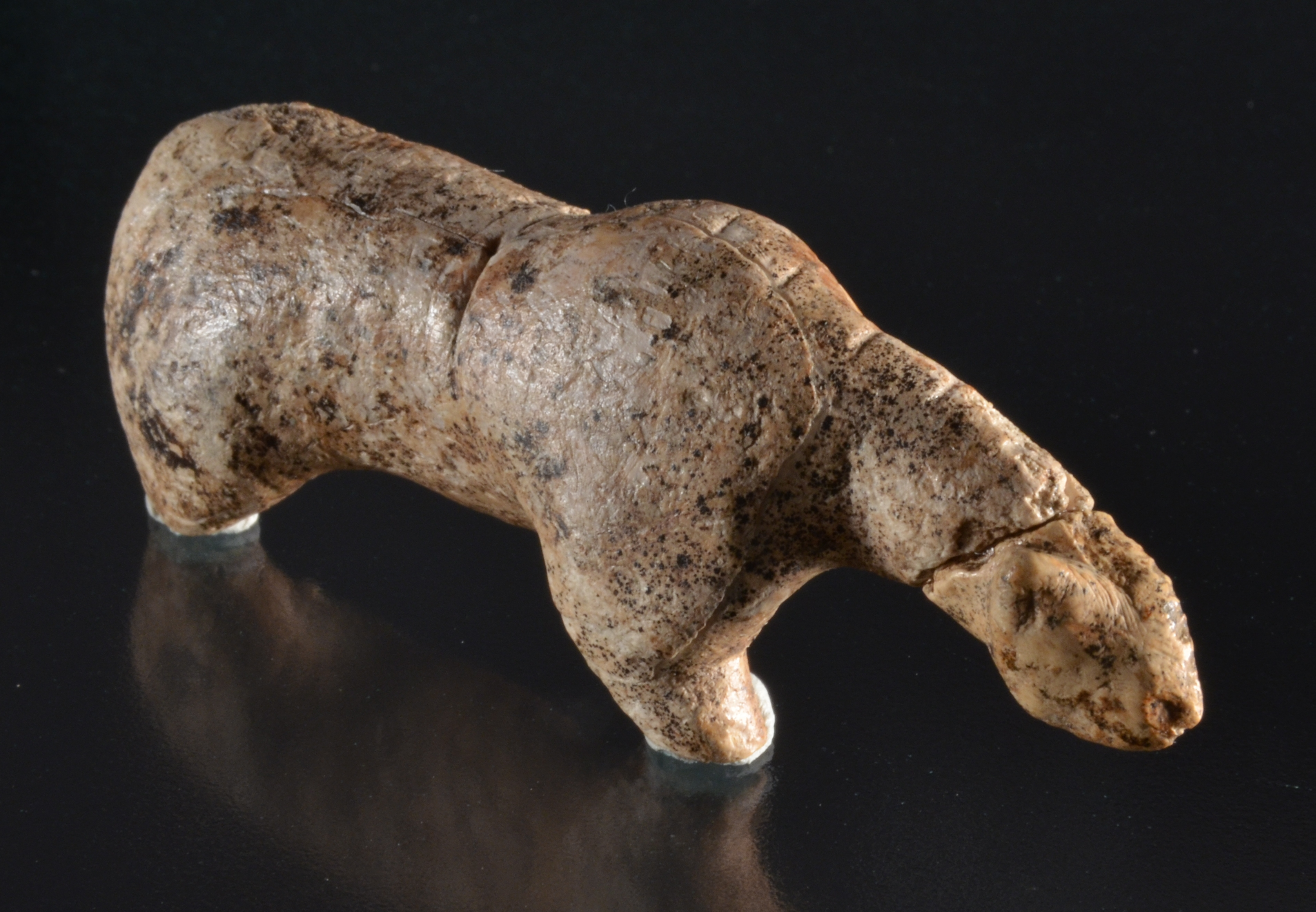
Figurine représentant un ours ou un lion des cavernes.
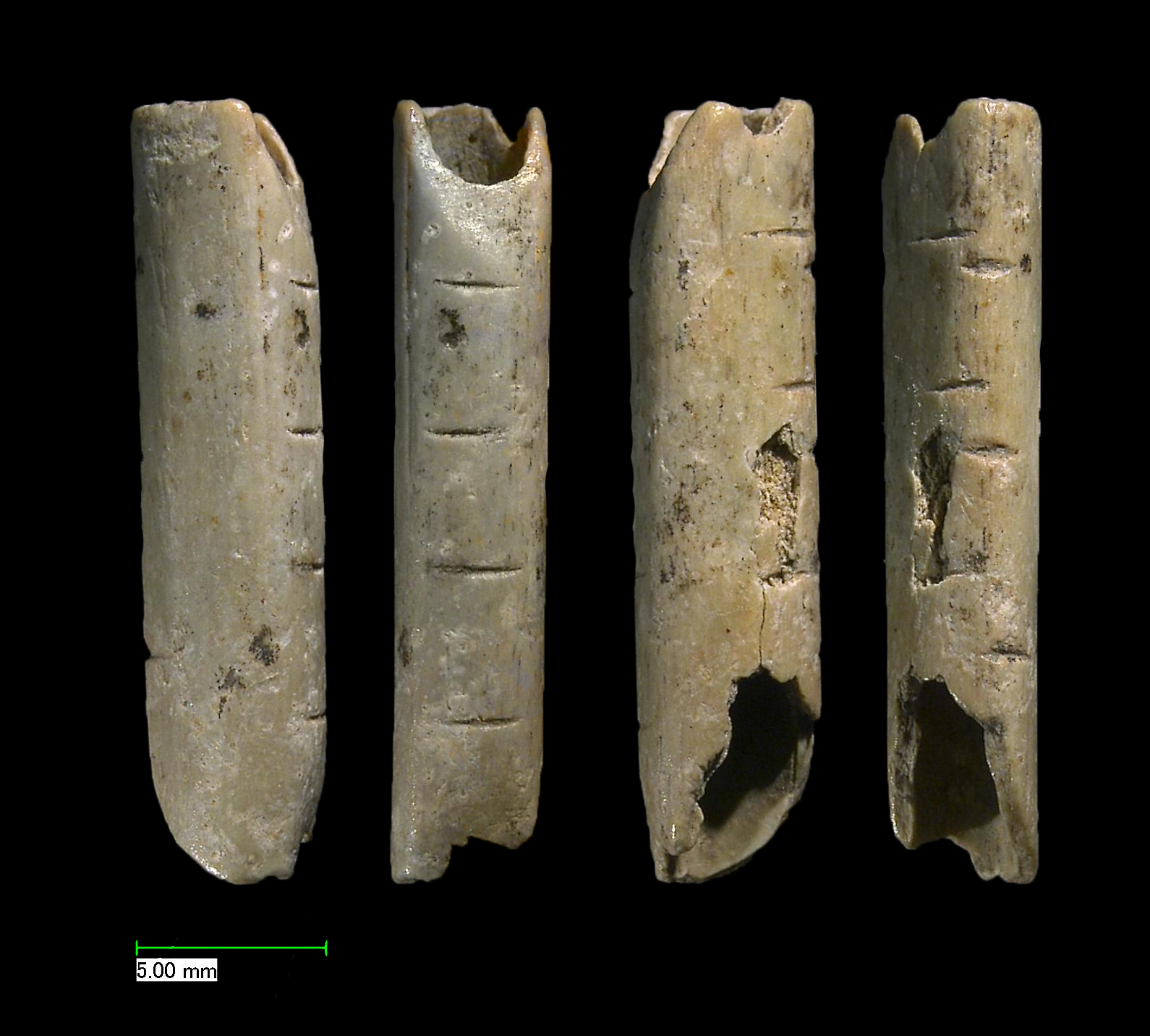
Fragments de flûte paléolithique.
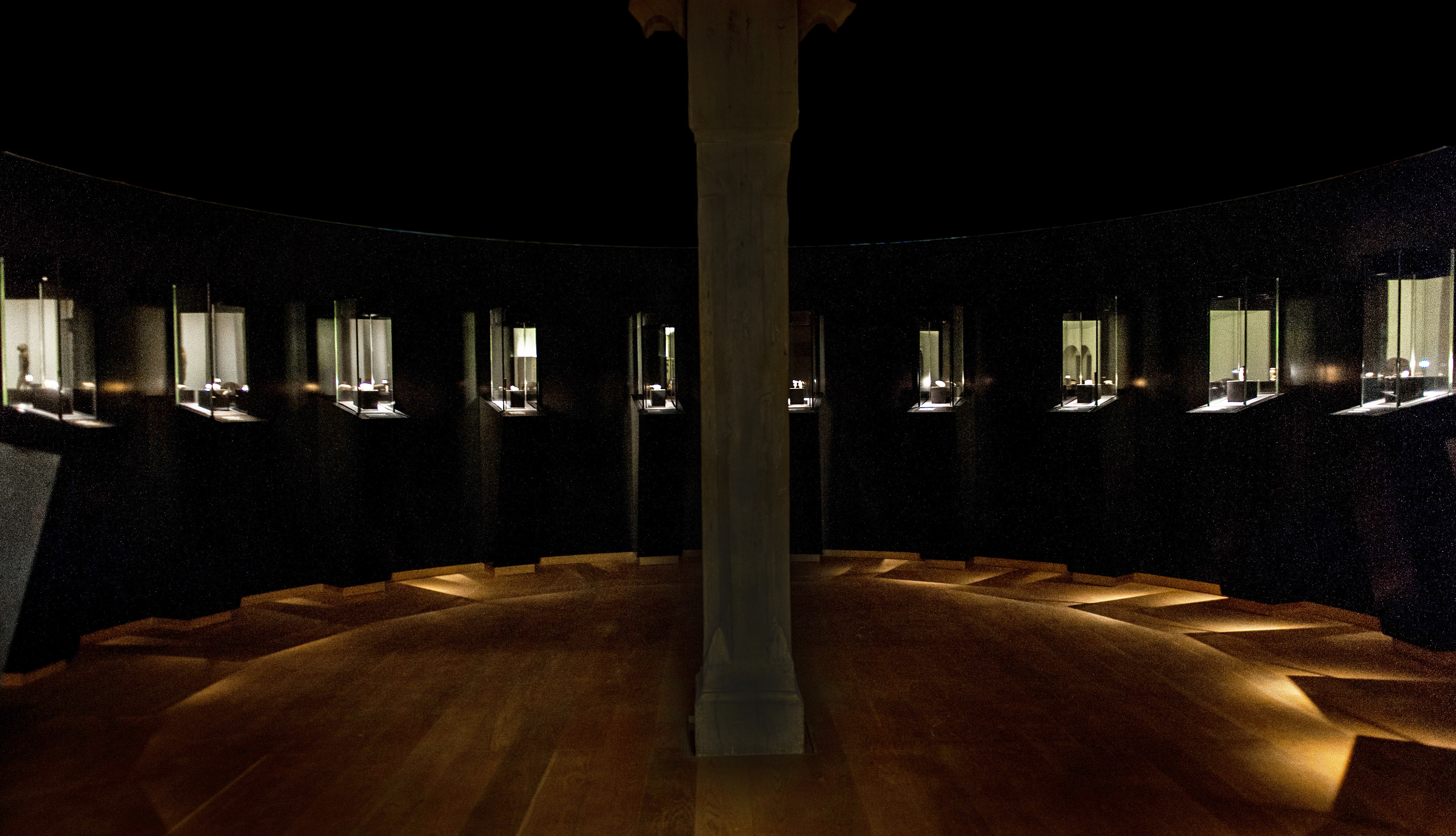
Salle d'exposition d'artefacts préhistoriques.
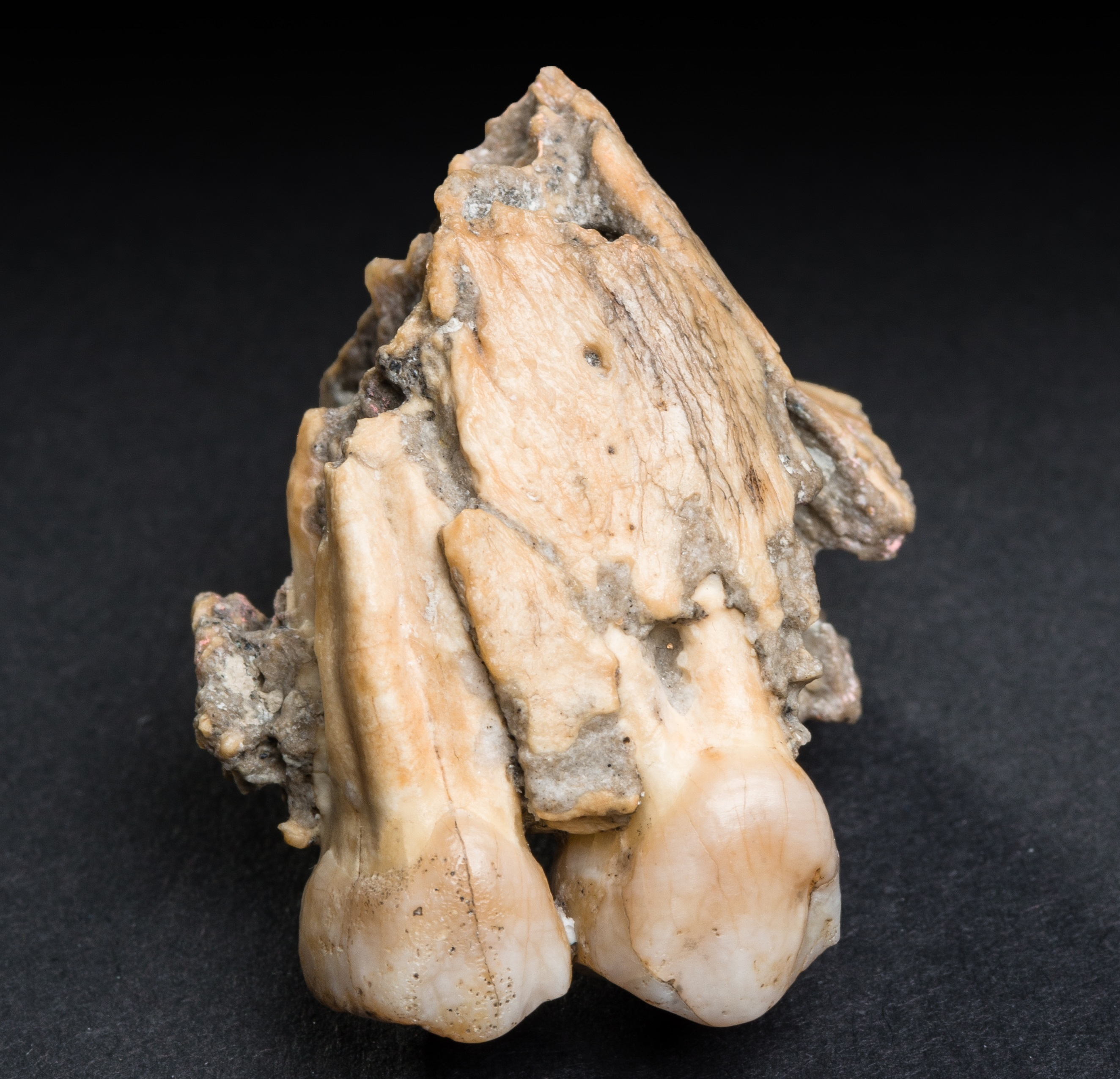
Fragment d'os maxillaire d'Australopithecus afarensis[Note 2].

##### Collection protohistorique
La collection universitaire d'objets protohistoriques l'institut de pré- et protohistoire est initiée au début du XXe siècle, en 1904, avec les travaux de Robert Rudolf Schmidt (de),. Elle est ultérieurement complétée par du mobilier issu des fouilles du site de Heuneburg — dont les travaux conduits par Gustav Riek sur le tumulus de Hohmichele (de) dans les années 1930 — et par des pièces provenant des sites archéologiques situés autour du lac Feder et de Bad Buchau — dont le site de Wetzikon-Robenhausen (en), près de la ville de Wetzikon, fouillé dans la seconde moitié du XIXe siècle par Jakob Messikommer et le site de Wasserburg Buchau (de) excavé par Hans Reinerth et Robert Rudolf Schmidt dans les années 1920,,,, —, objets faisant partie du bien patrimonial mondial de l'Unesco Sites palafittiques préhistoriques autour des Alpes.
La série d'objets protohistoriques comprend une épée en bronze hallstattienne datée des VIIe – VIe siècle av. J.-C. et pesant 894,3 grammes ; un fragment d'une poterie gynécomorphe, mis en évidence dans les années 1980 sur un site palafittique à Bodman-Ludwigshafen, daté du IVe siècle av. J.-C. et mesurant 5,4 × 8 cm ; une poterie retrouvée sur le site de Wasserburg Buchau, datée d'environ 1 000 av. J.-C., attribuable à la culture des champs d'urnes, mesurant 8,2 cm de haut, 15,8 cm de diamètre sur les bords et 5 cm de diamètre à la base.

#### Collection égyptologique
La collection égyptologique comprend principalement des pièces de vaissellerie (certaines en céramique d'autres en pierre) et des objets votifs en bronze. Les plus anciennes pièces sont datées de 5 500 av. J.-C. et les plus récentes du VIIe siècle apr. J.-C. Une partie du mobilier de la collection est le résultat des travaux de fouilles menés dans les années 1910 et 1920 sur la sépulture G 5170 à Gizeh,.
Le corpus égyptologique conservé par le musée comprend une fresque murale mise au jour dans le mastaba du vizir Seshemnefer III (la tombe G 5170), magistrat de l'Ancien Empire sous la Ve dynastie — période comprise entre 2 500 et 2 347 av. J.-C.,,,,. La chambre funéraire de Seschemnofer III fut donnée en 1911 à l'université de Tübingen par Wilhelm Sieglin (de), professeur de géographie antique, qui la fit déterrer en Égypte dans le cadre d'une expédition de recherche dirigée par l'archéologue Theodor Schreiber (de). Le vestige, mis en évidence dans la chambre des offrandes par l'égyptologue Hermann Junker, et dont les deux pans de mur sont orientés selon les axes nord et ouest, mesure 2,45 × 1,57 m pour une épaisseur de 3,65 cm,,,.

Fresque murale du mastaba de Seshemnefer III
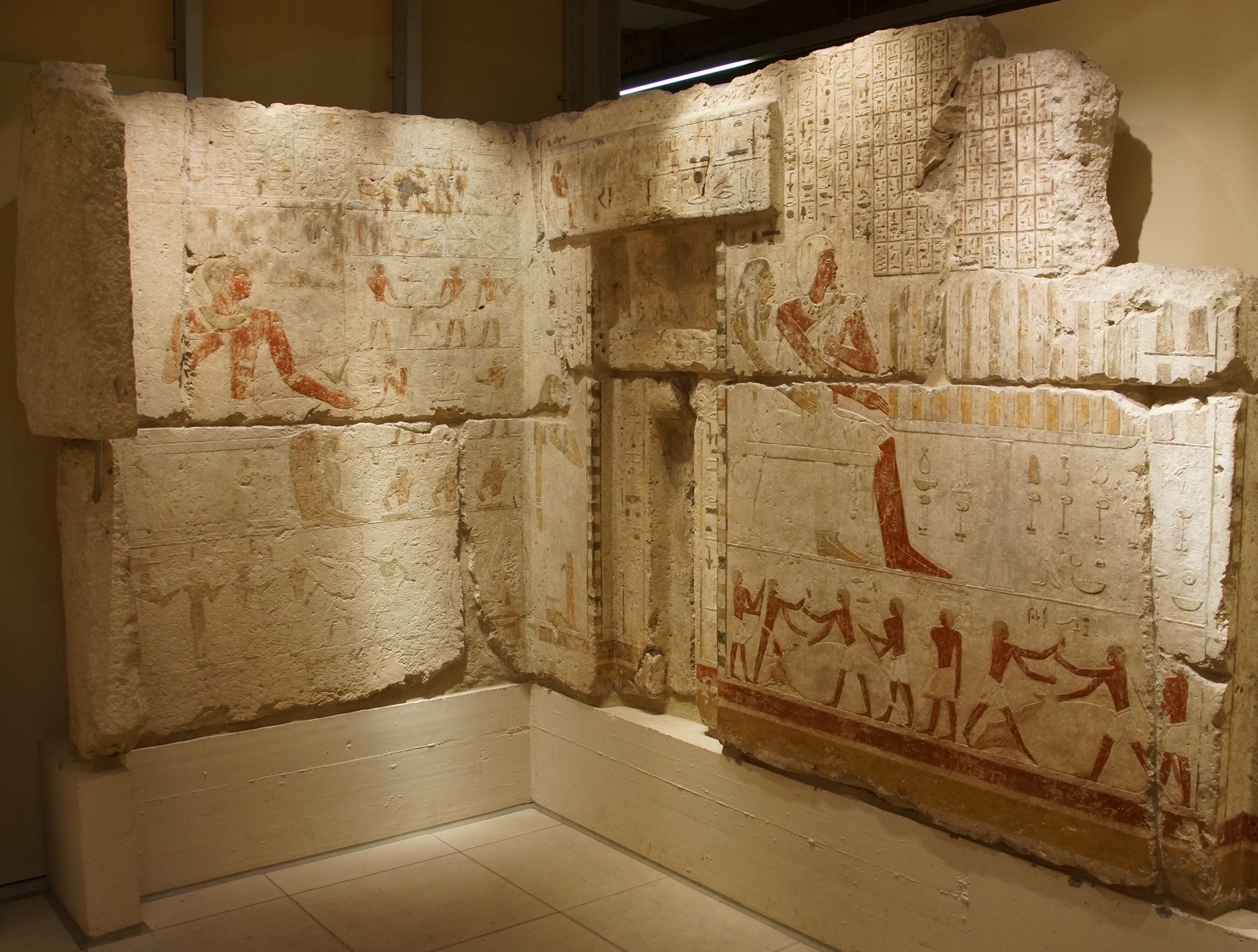
Fresque murale de la tombe de Seschemnefer III.
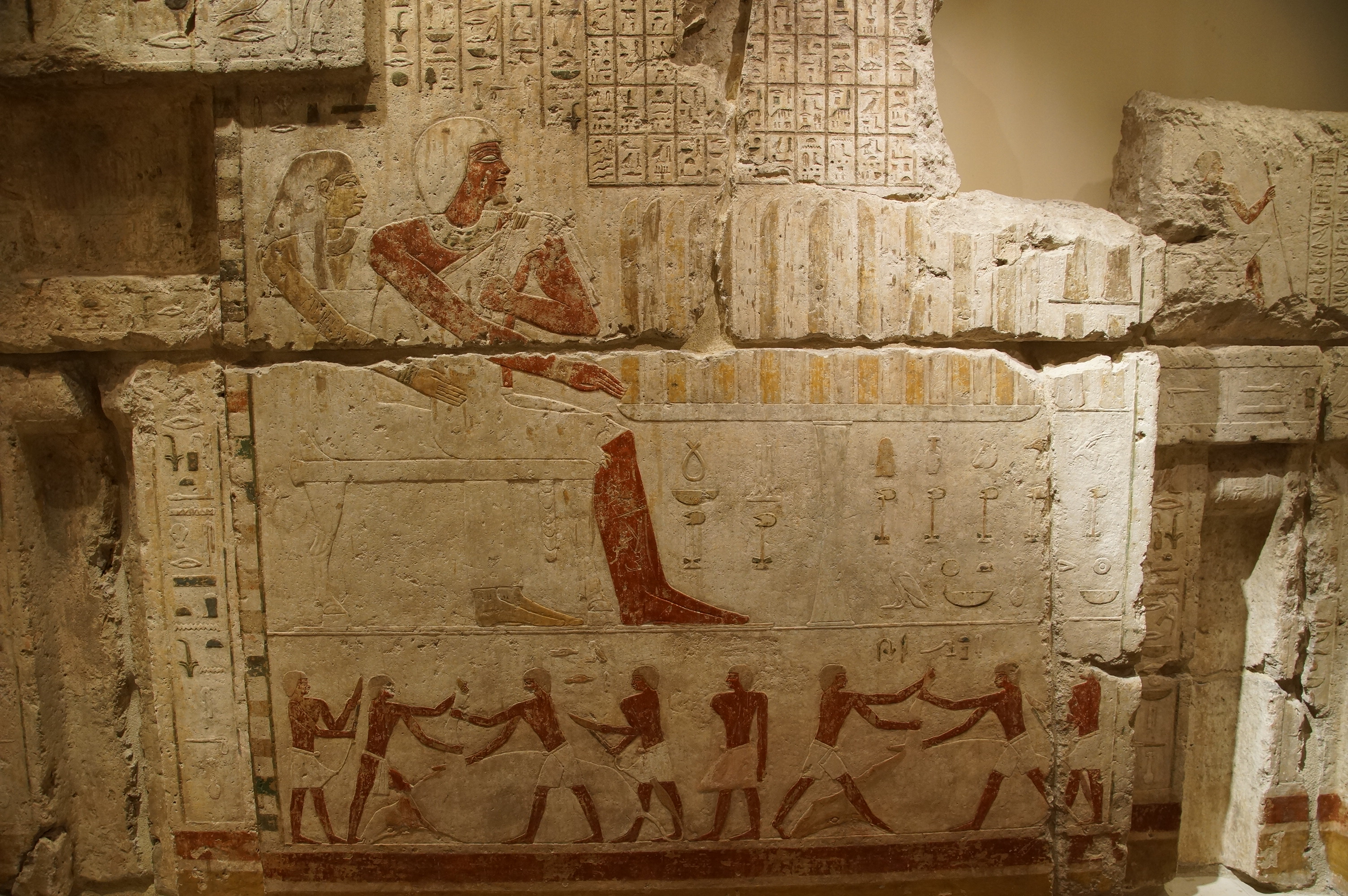
Vestige de la tombe de Seschemnefer III.
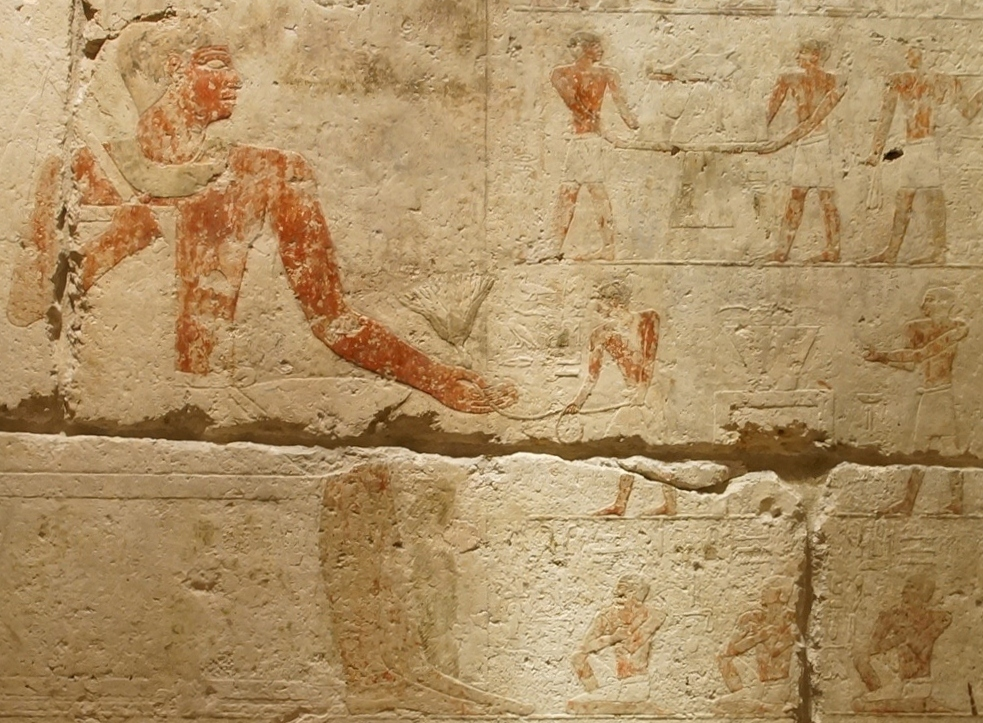
Vestige de la tombe de Seschemnefer III.
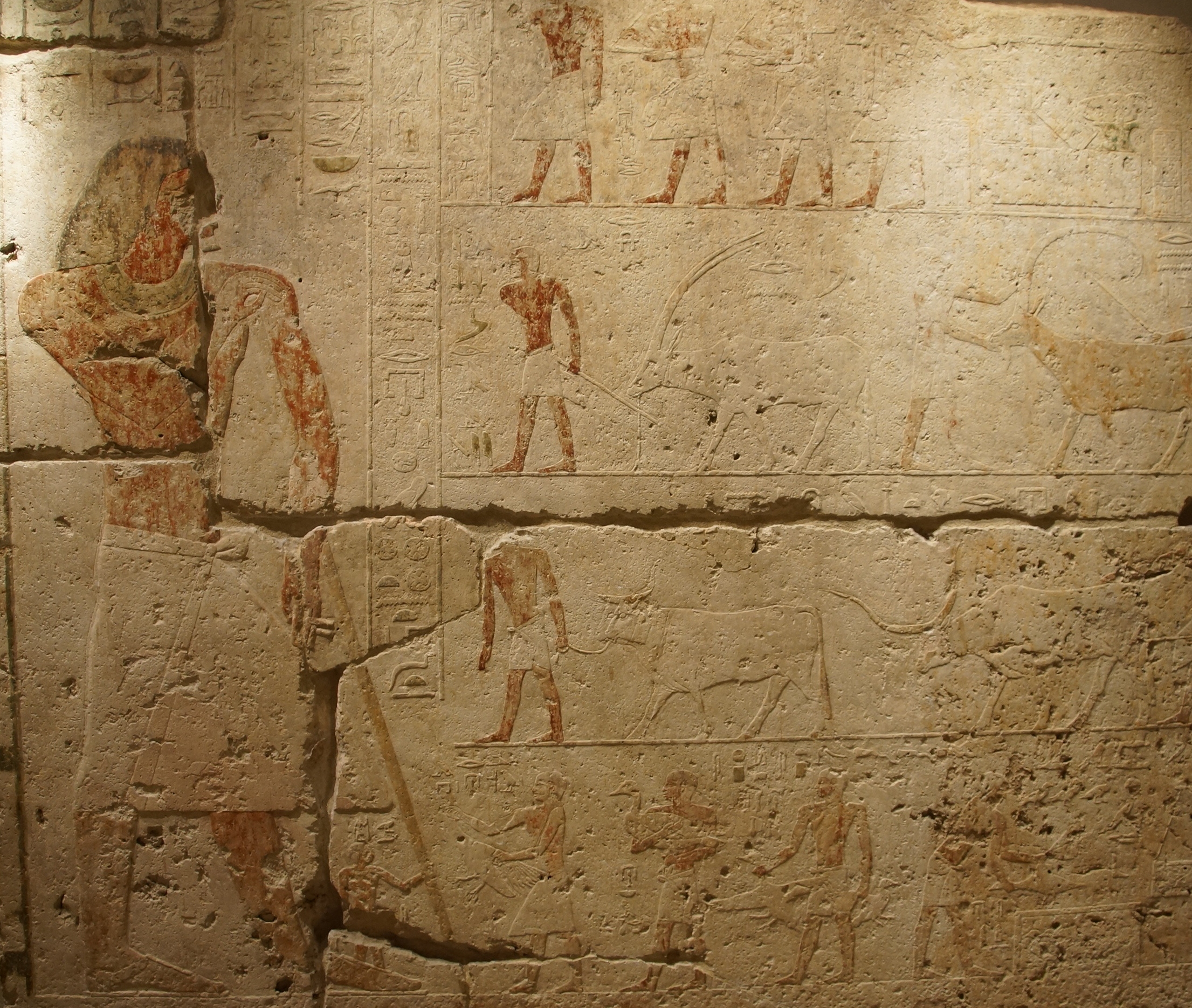
Vestige de la tombe de Seschemnefer III.
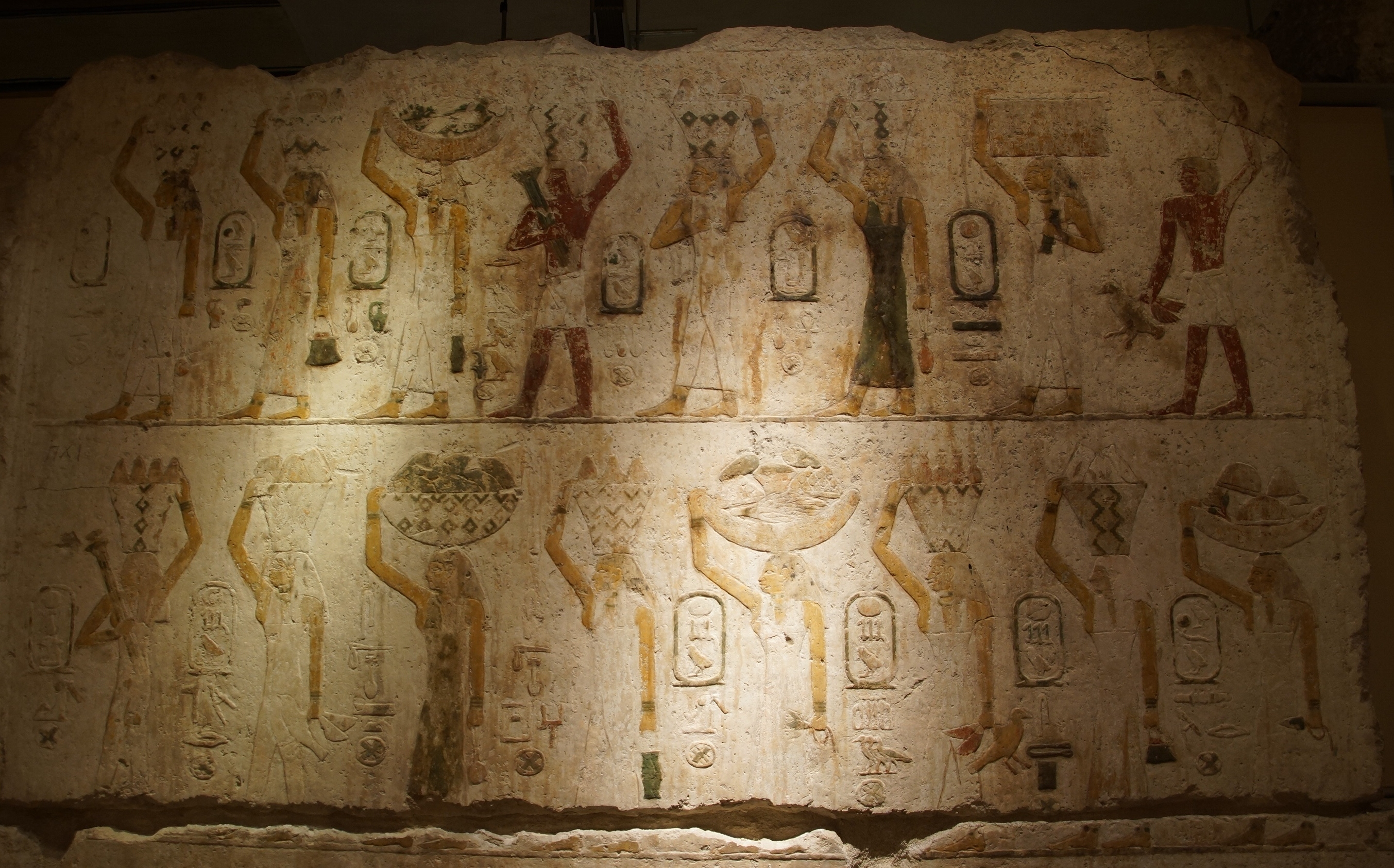
Vestige de la tombe de Seschemnefer III.

Le mobilier égyptologique comporte également un masque funéraire, vestige d'un sarcophage, daté de la XXe dynastie et mesurant 28,5 × 26,5 cm ; le sarcophage d'un personnage nommé Idi (de) — un officier de marine d'Assiout également appelé Jdjj —, pièce datée de la XXe dynastie, mesurant 200 × 48 × 52 cm et dont le couvercle est orné d'un nocturlabe,, ; le fragment d'une « baguette » apotropaïque (baguette de naissance), un objet fabriqué dans de la corne d'éléphant portant des inscriptions sur chaque côté et qui mesure 11 cm de long pour 5,8 cm de diamètre ; une figurine représentant un babouin tenant un Œil oudjat, conçue en faïence et mesurant 4,5 cm de haut ; un sarcophage confectionné en bois polis dont les dimensions externes et internes sont respectivement de 195 × 70 × 47 cm et 175 × 50 × 30 cm, pièce attribuable à la fin de la XXVe/début de la XXVIe dynastie — sur la surface externe du cercueil figure un texte évoquant le jugement de l'âme et au sein duquel les divinités Thot, Rê-Horakhty, Osiris, Isis, Nephtys et Anubis sont mentionnées —, ; un siège en bois daté du Nouvel Empire et mesurant 21 cm de haut pour 34 cm de long et 24 cm de large ; la statue d'un faucon faite en bronze dont la tète est surmontée d'une double couronne pharaonique, une pièce datée entre 664 et 332 ans av. J.-C. mesurant 7,3 × 5,7 × 0,8 cm pour une hauteur de 23,5 cm, ; une stèle consacrée au dieu Henou mesurant 5 × 26 × 41cm, ; et la statue d'un ibis, une sculpture confectionnée en bronze, de 6 cm de haut pour 9 cm de long et datée des VIIe – IVe siècle av. J.-C.,.

Pièces d'Égypte antique
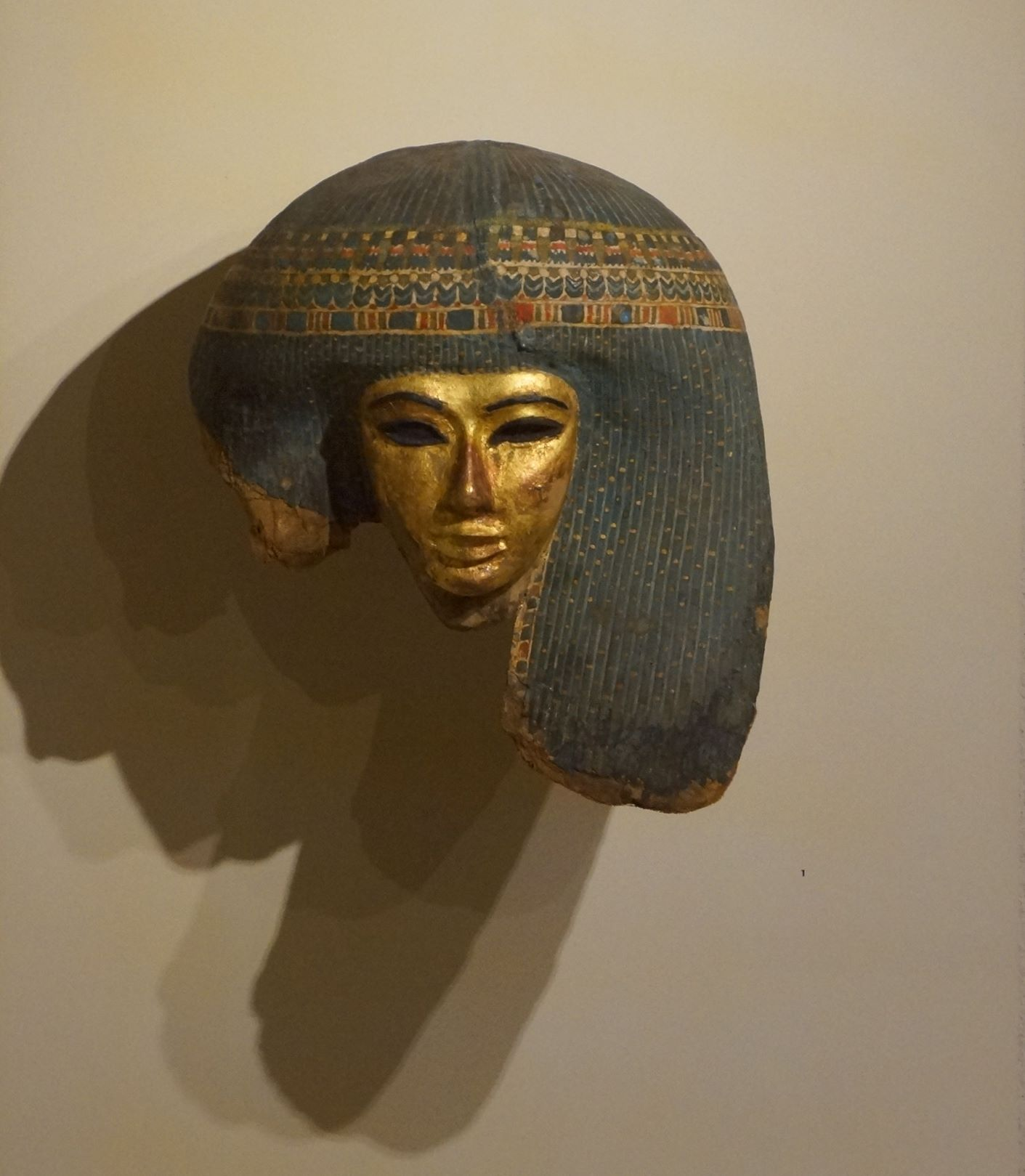
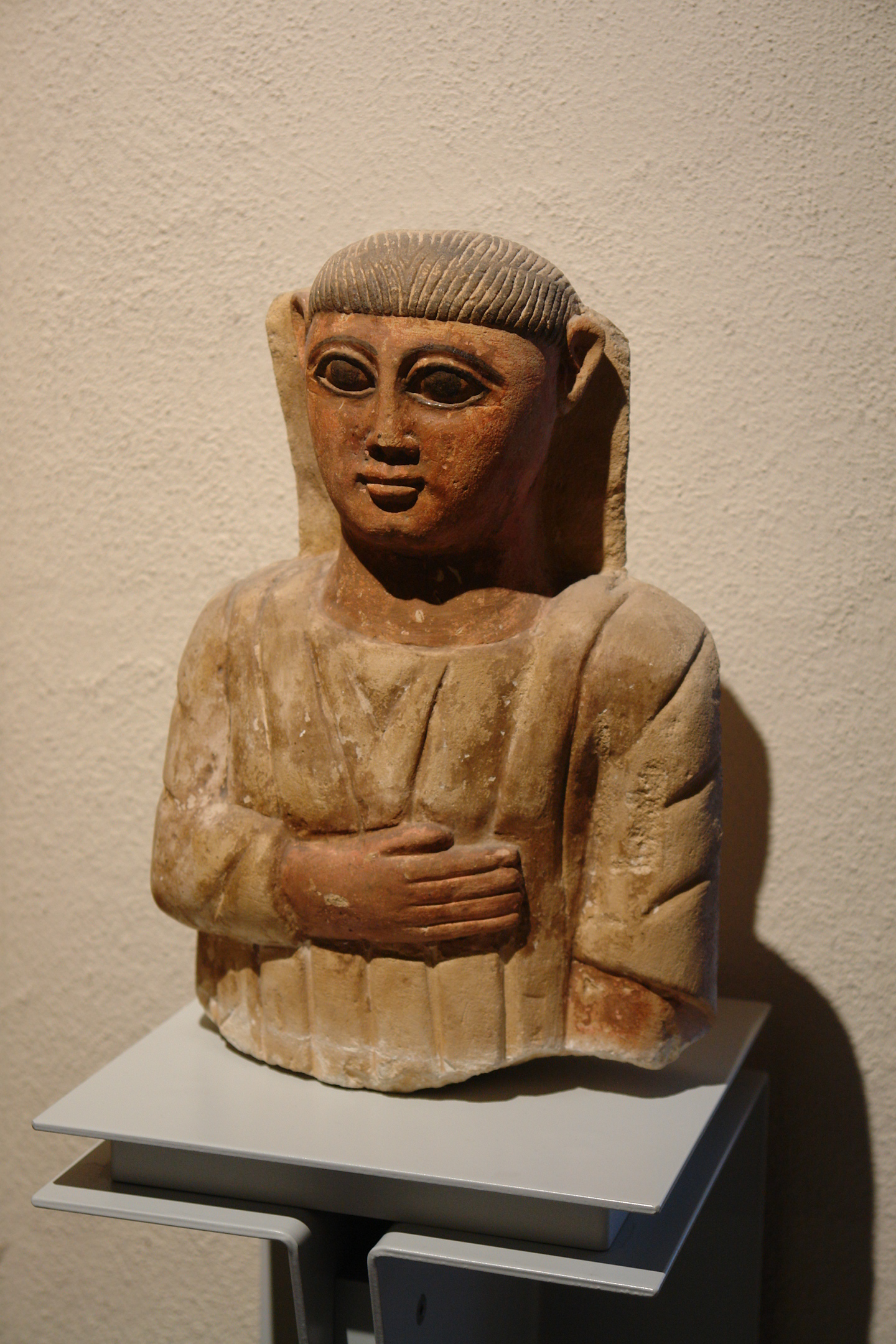
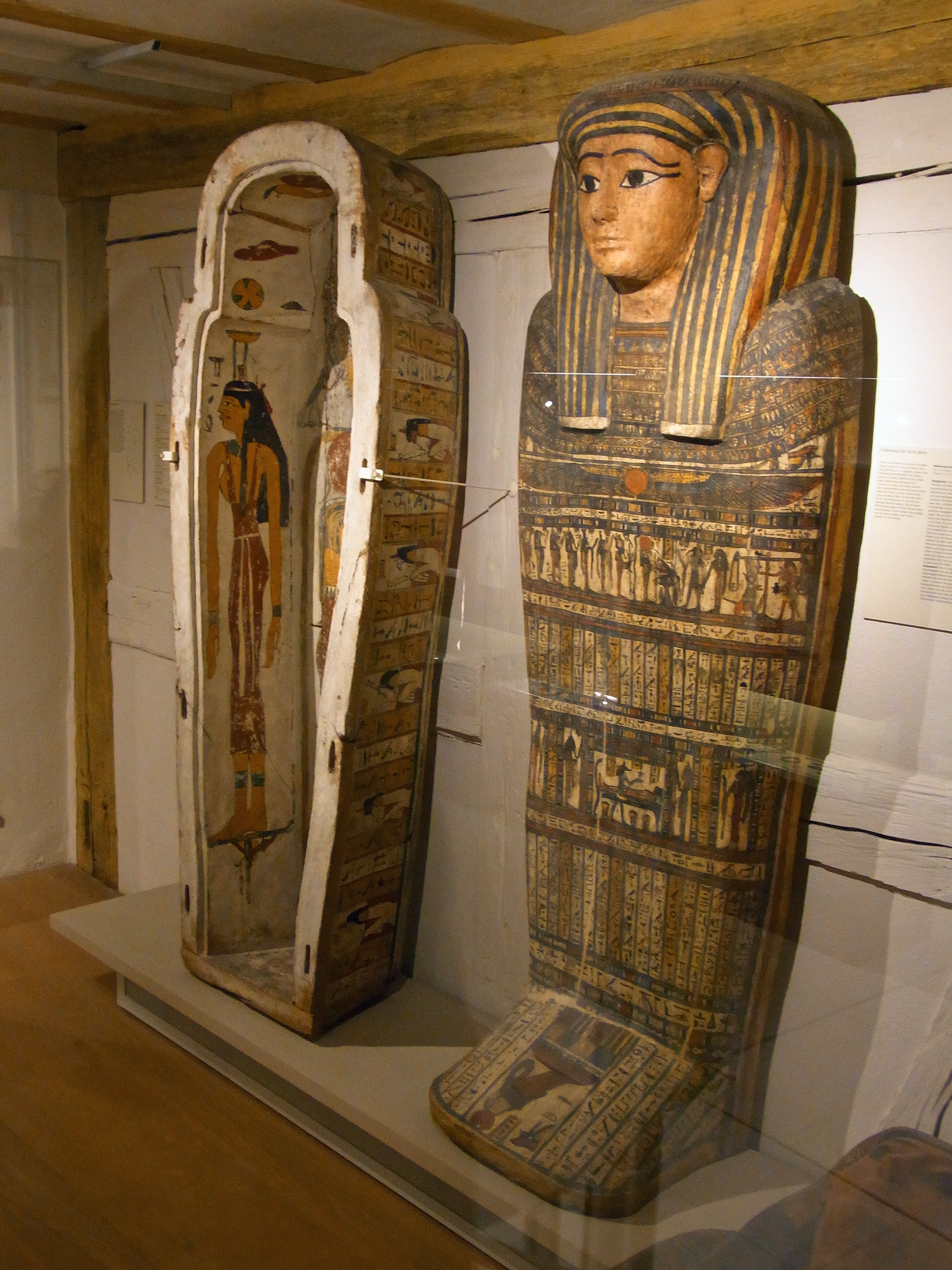
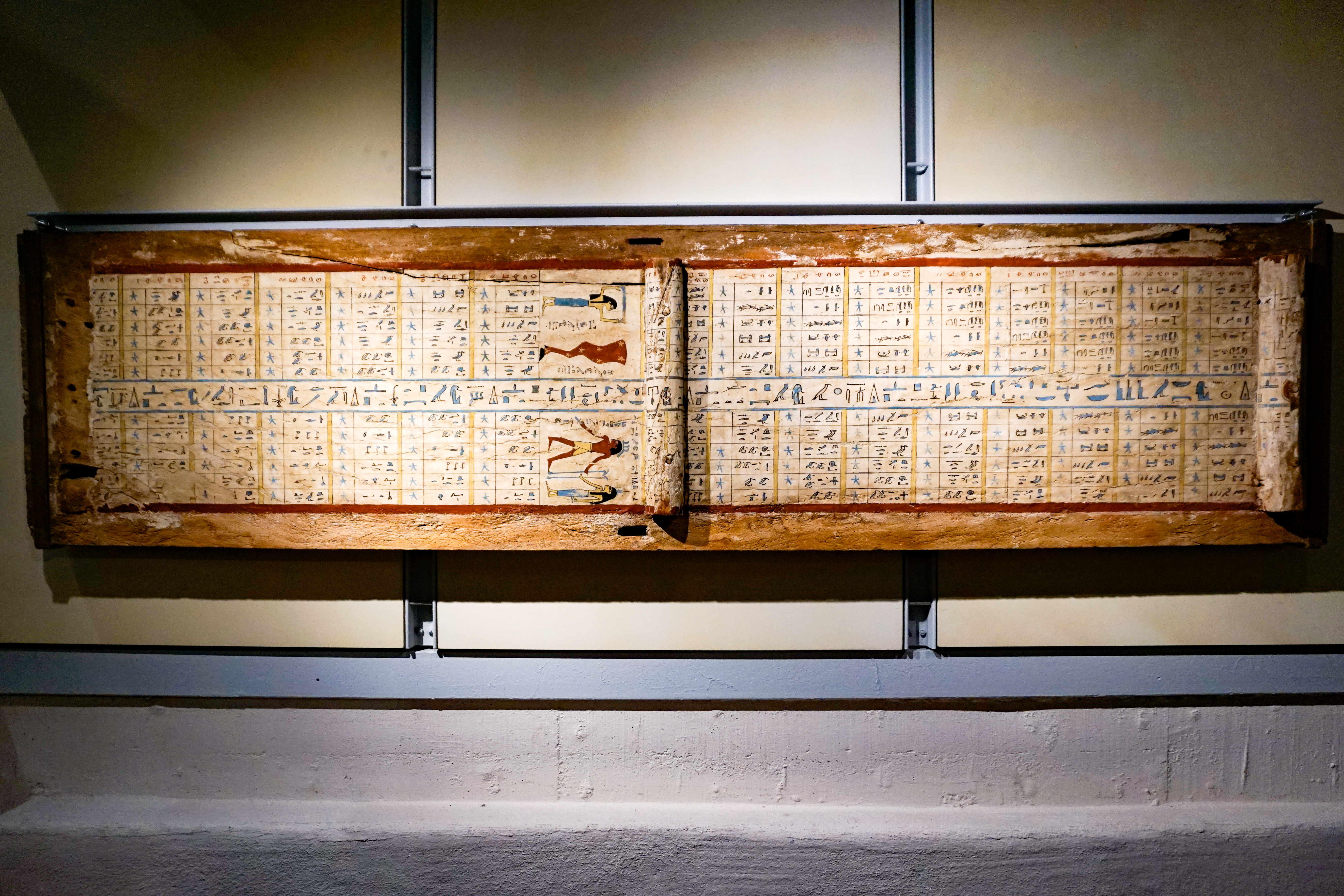
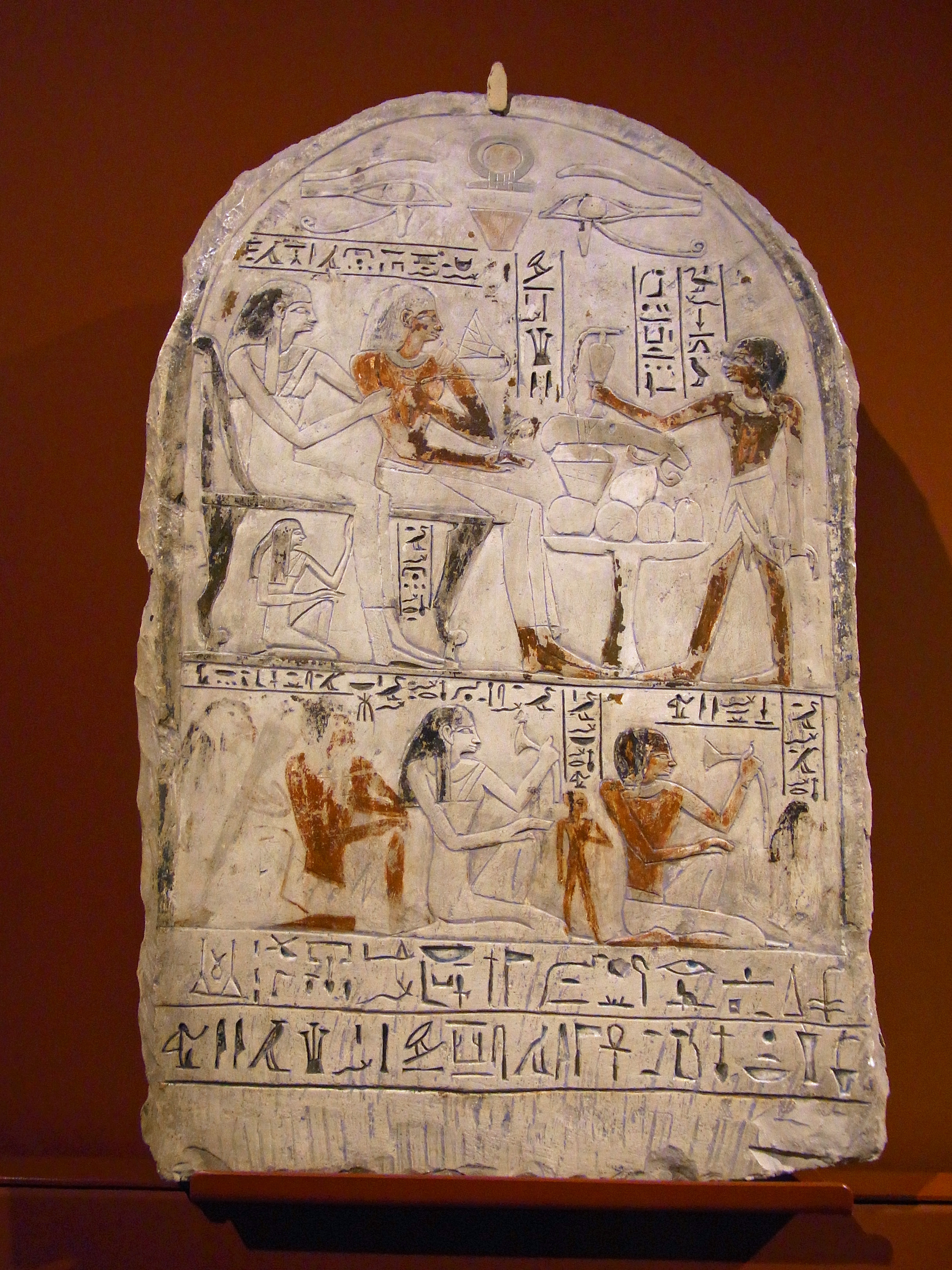
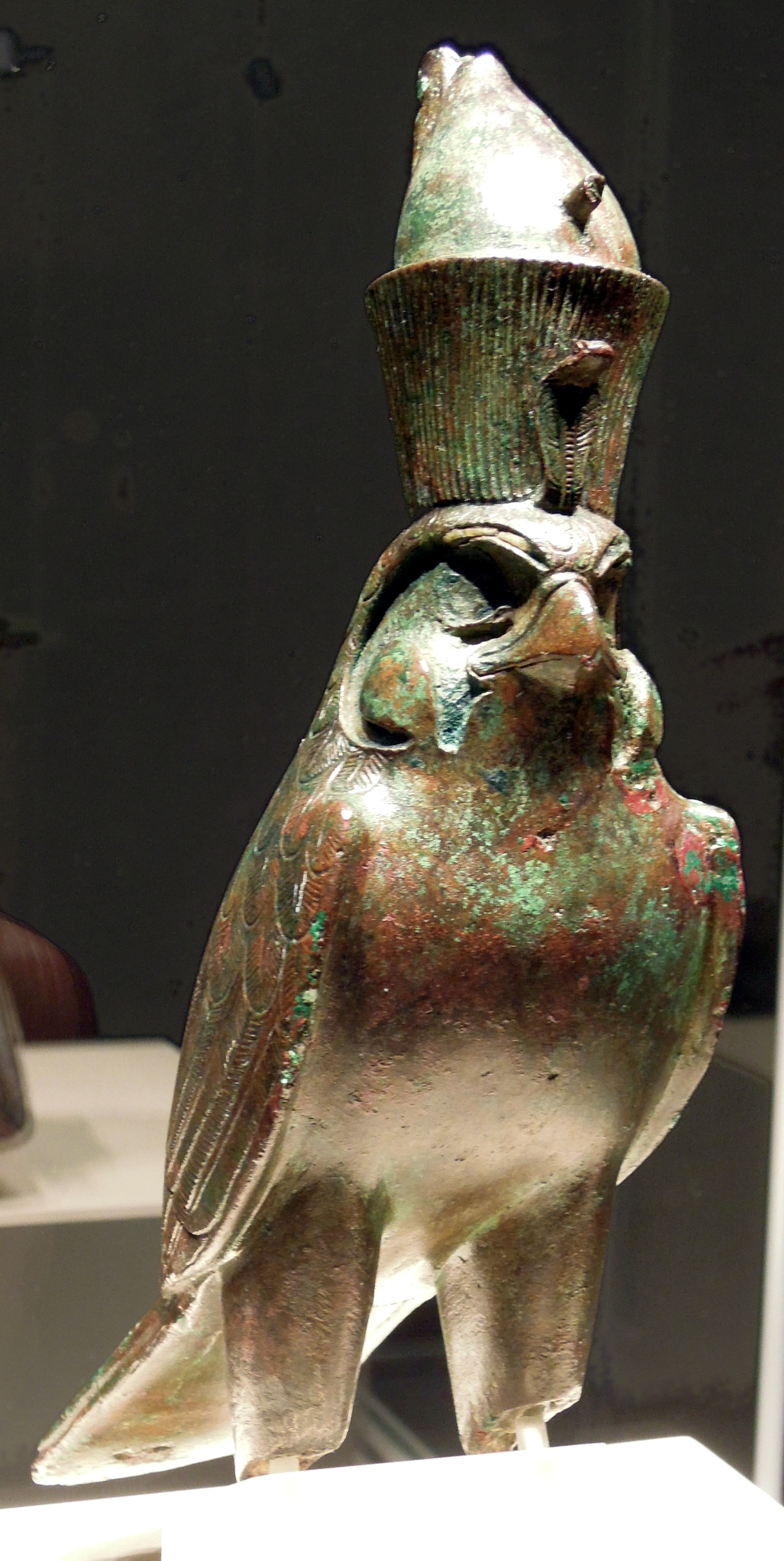
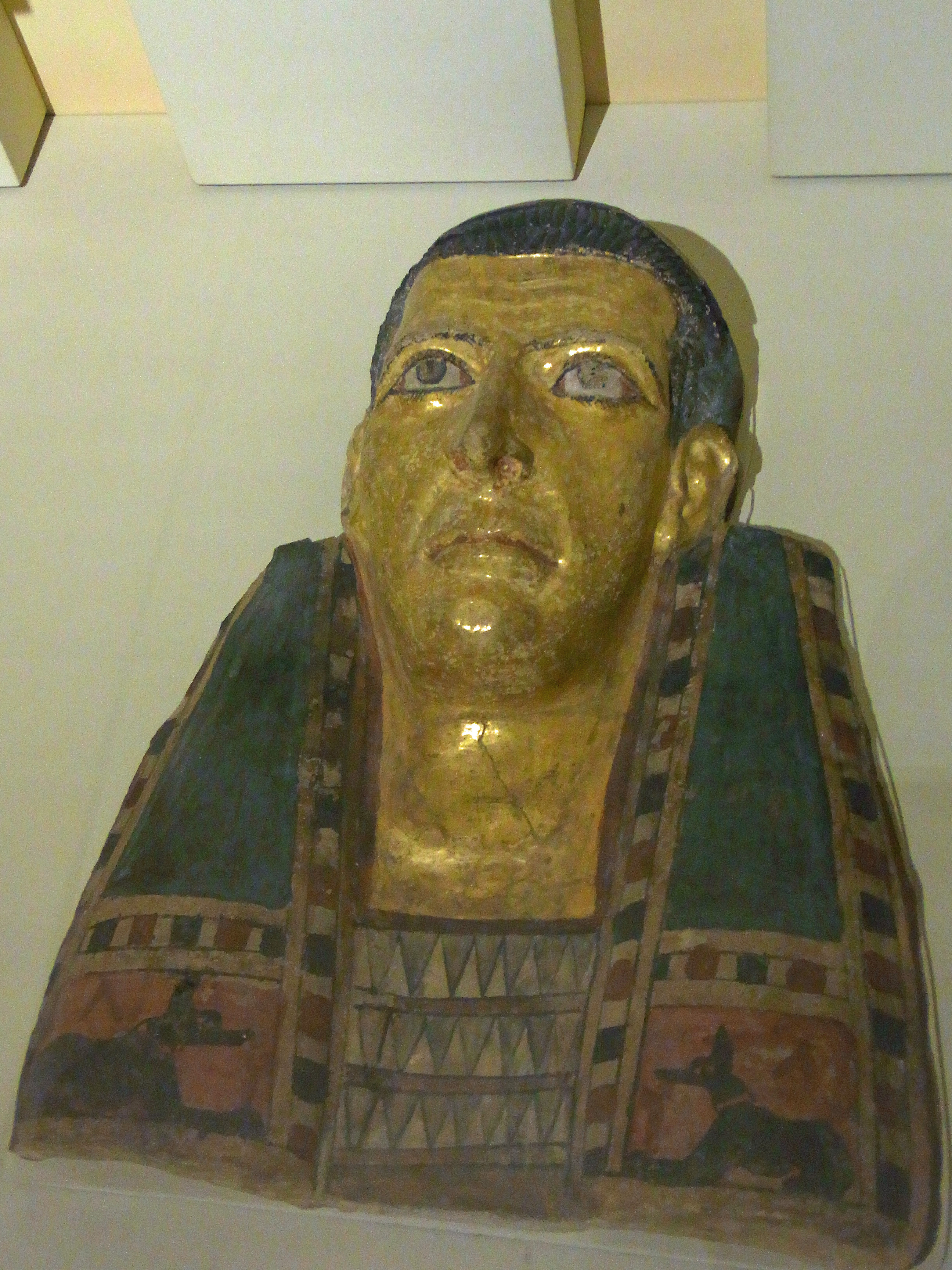

#### Collection assyriologique

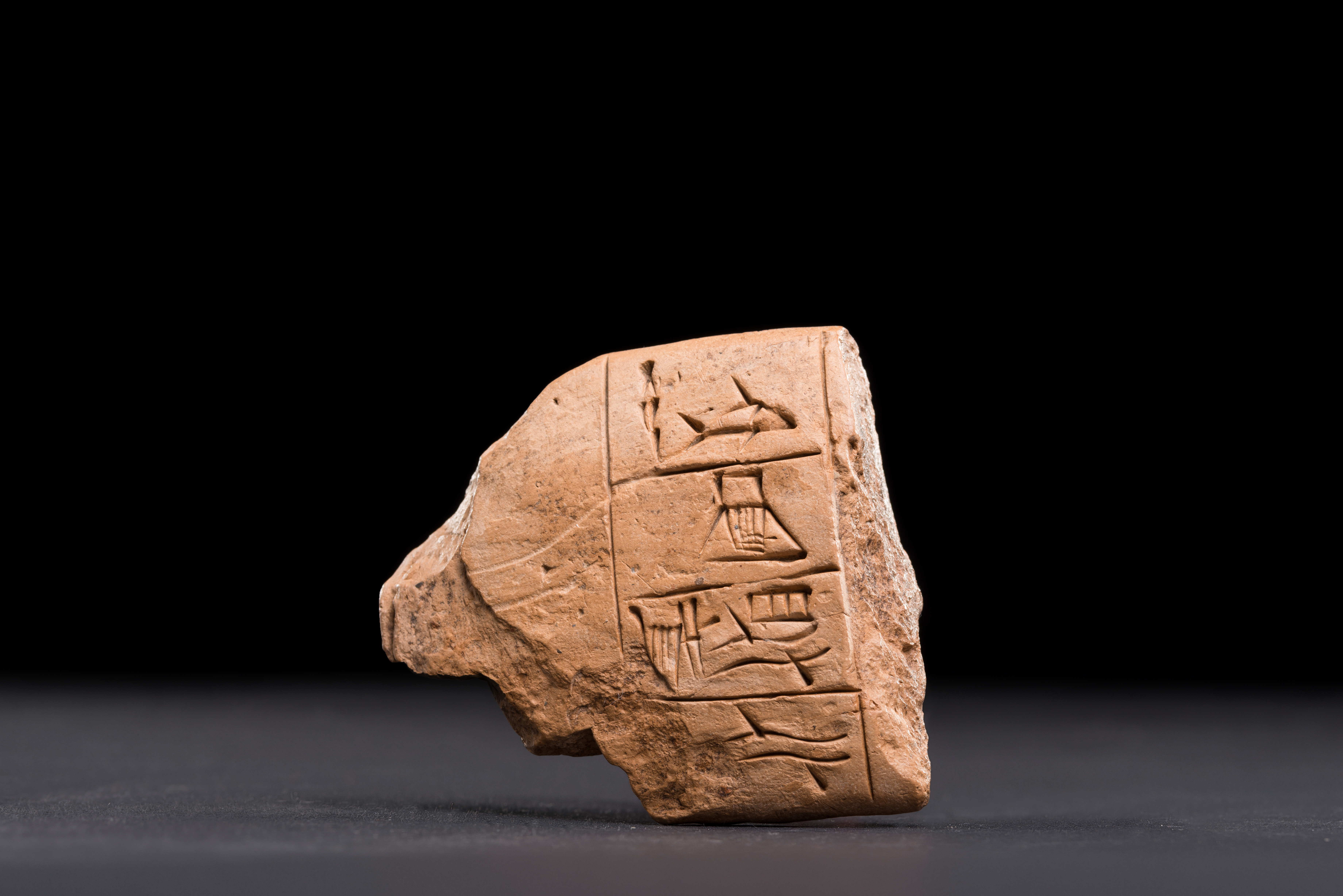
Fragment de tablette à inscription cunéiforme datée de 3000 av. J.-C.

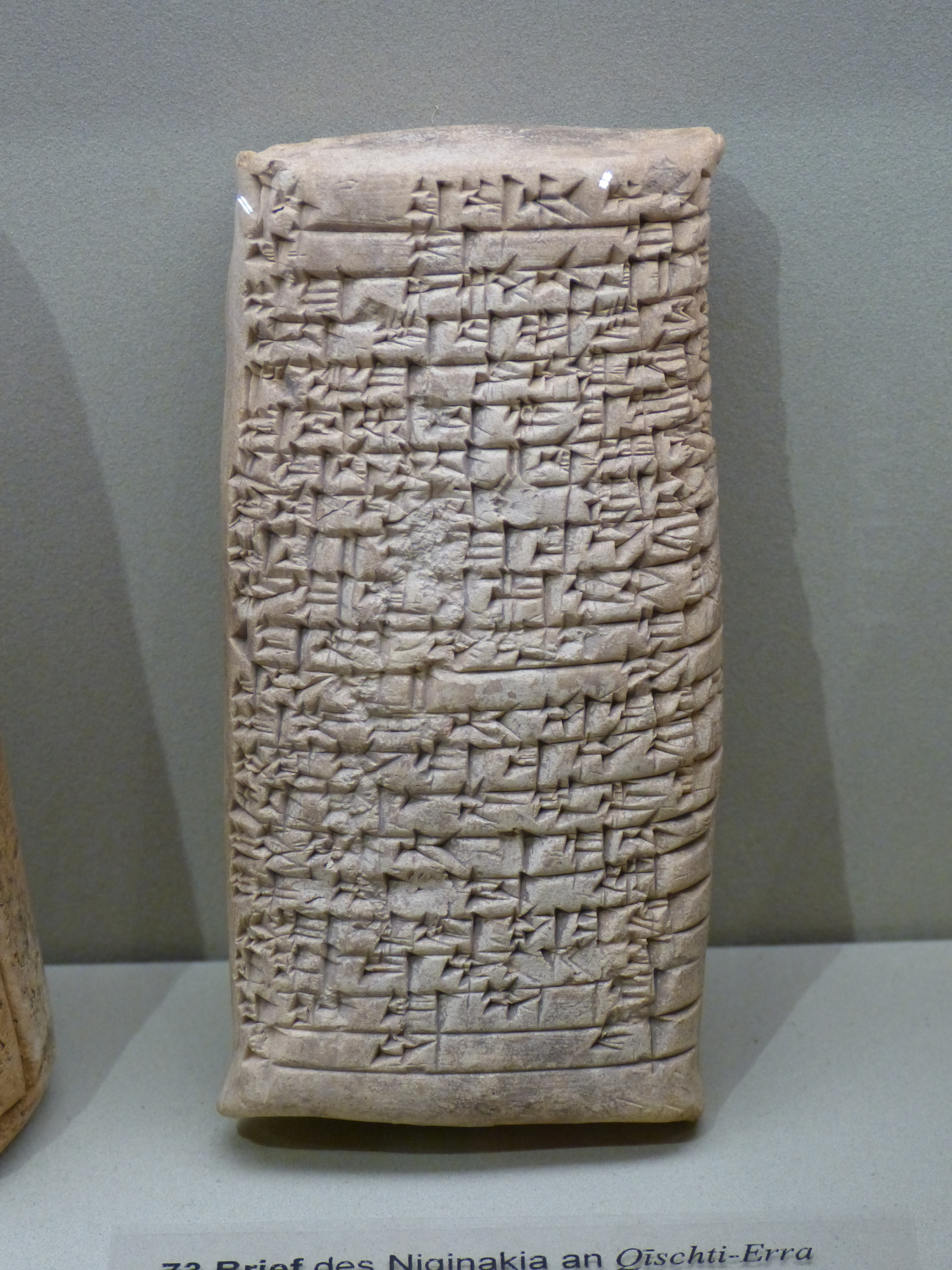
Tablette portant une inscription cunéiforme.

La collection assyriologique du MUT comprend plusieurs tablettes portant des inscriptions cunéiformes. Les pièces sont datées du IIIe au Ier siècle av. J.-C.. Une importante partie de ces inscriptions ont fait l'objet d'études et de travaux de transcription effectués par le philologue Georg Friedrich Grotefend,,.
La collection levantine comprend un fragment de dédicace faite par un architecte pour un souverain et gravée sur une brique faite en adobe ; une inscription de 3,6 × 3,6 × 1,7 cm et d'un poids d'environ 500 g gravée sous la dynastie de Puzur-Mama (en) (époque sumérienne et datée d'environ 2 300 av. J.-C.), ; une inscription de 1,6 × 5,8 × 5,3 cm datée d'environ 3 000 av. J.-C. (époque d'Uruk III) et mise en évidence sur le site de Warka.

#### Collection d'archéologie biblique
La collection d'archéologie biblique s'étend de l'âge du bronze ancien (environ 3 500 av. J.-C.) jusqu'à l'Antiquité tardive,,,. Elle est constituée de près de 430 objets,. La collection universitaire consiste, pour l'essentiel, en vaissellerie antique, pièce de monnaies, sceaux et figurines. Une importante partie des pièces ont été retrouvées au cours de travaux entrepris en Palestine dans les années 1960, peu après la création de l'institut d'archéologie biblique (BAI), fondation initiée par le théologue Karl Elliger (de) au tout début de cette décennie,. 70 pièces sont collectées au cours de fouilles conduites en 1964. Les sites archéologiques de Bab edh-Dhra (en), Tell el-Burak (en), ou encore de Tell Deir Alla (sondé sous la direction de l'institut d'archéologie biblique en 1987) sont, entre autres, les lieux où ont été découverts les objets de la collection,,. En 1969, la création du TAVO (Tübinger Atlas des Vorderen Orients (de)), le 19e centre (en) fondé par la fondation allemande pour la recherche, permet de réaliser un premier inventaire du mobilier mis en évidence lors de travaux archéologiques,. Au milieu des années 2000, une banque données, permettant de cataloguer les pièces, est créée,. Les 2008-2009 voient la constitution d'un groupe de travail consacré aux recherches et publications sur les objets de la collection d'archéologie biblique,.
La mobilier archéologique comprend une cruche datée entre 2 400 et 2 000 av. J.-C., un pichet daté entre 1 500 et 1 200 av. J.-C., un autre pichet daté entre 950 et 800 ans av. J.-C., une lampe à huile datée entre 800 et 600 ans av. J.-C., une autre lampe à huile datée entre 1 500 et 1 200 av. J.-C., deux lampes à huile respectivement datées de 300 à 100 ans av. J.-C. et de 2 400 à 2 200 av. J.-C.,

#### Collection d'archéologie classique

##### Pièces originales d'archéologie classique
La collection d'objets d'Antiquité gréco-romaine, commence à être assemblée à la fin du XIXe siècle, le 29 janvier 1798, avec notamment le dépôt d'une statuette en bronze représentant un hoplite effectuant une course (ou possiblement une danse),,,. L'œuvre, découverte en Attique par Carl Sigmund Tux, mesure environ 16,3 cm de haut et est datée entre 490 et 485 av. J.-C.,,,.
Environ 10 000 pièces, confectionnées en céramique, en bronze, ou en terracotta), composent la collection. La plupart d'entre elles sont datées du IIIe siècle av. J.-C. au Ve siècle apr. J.-C..
Outre la statuette du guerrier hoplitique le corpus d'archéologie classique comprend également une cruche décorée de figures géométriques et d'une χορεία, céramique datée entre 760 et 750 ans av. J.-C. et mesurant 32,5 × 22 cm ; un cratère décorée de scènes évoquant des épisodes de la guerre de Troie — figurant les personnages d'Hélène, Ménélas, Aphrodite et Éros —, vase daté de 460 av. J.-C. et mesurant 39,8 cm de haut, 17,5 cm de diamètre minimal et 44 cm de diamètre maximal ; une tanagra munie d'un miroir à manche, datée des IVe – IIIe siècle av. J.-C. et mesurant 26,3 cm de haut ; et un skyphos attique à figures rouges et scène représentant deux personnages — Dionysos et Silène — drapés d'un himation, objet retrouvé à Bologne et daté d'environ 460 av. J.-C.,.

Pièces originales d'archéologie classique
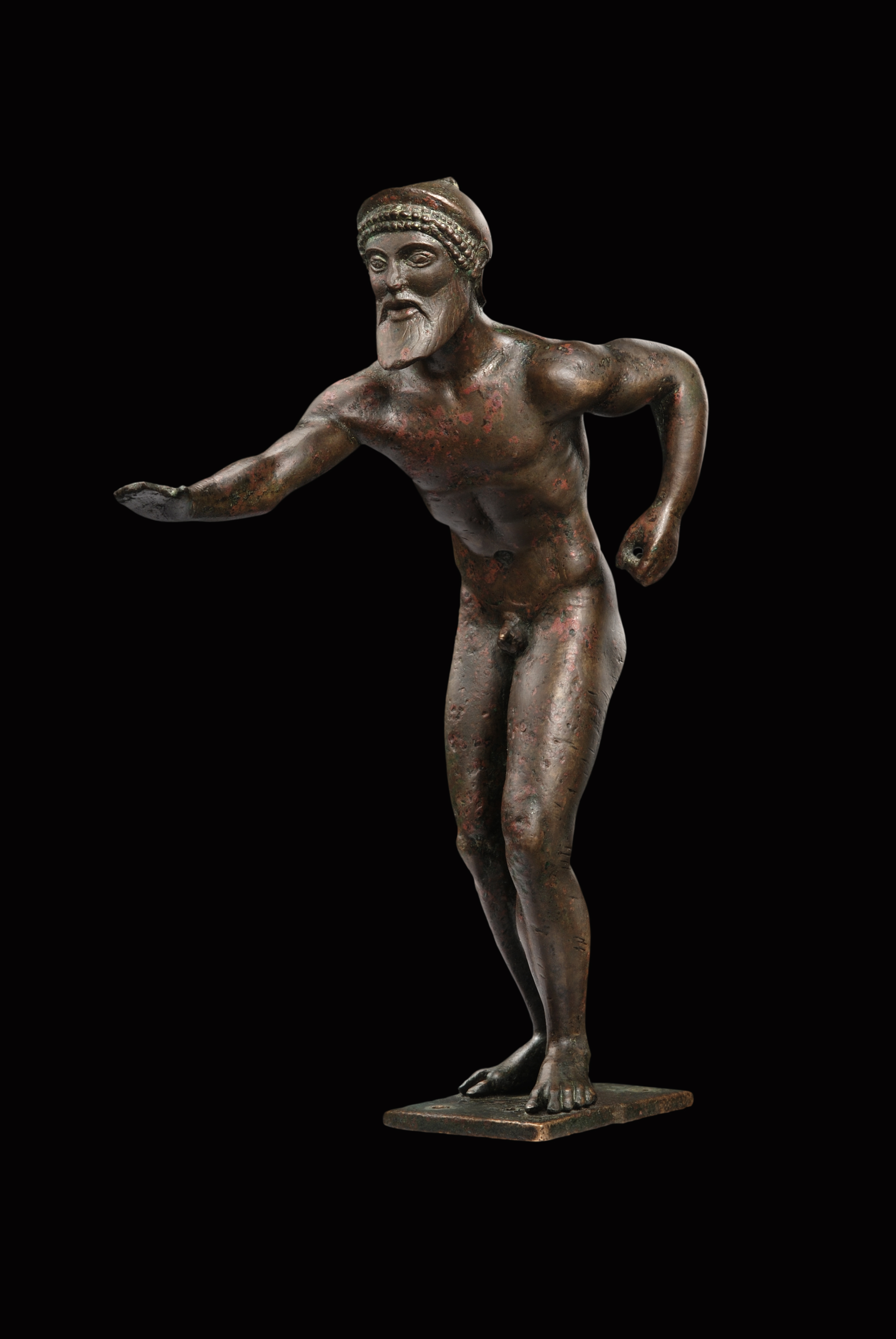
Statue en bronze représentant un hoplite.
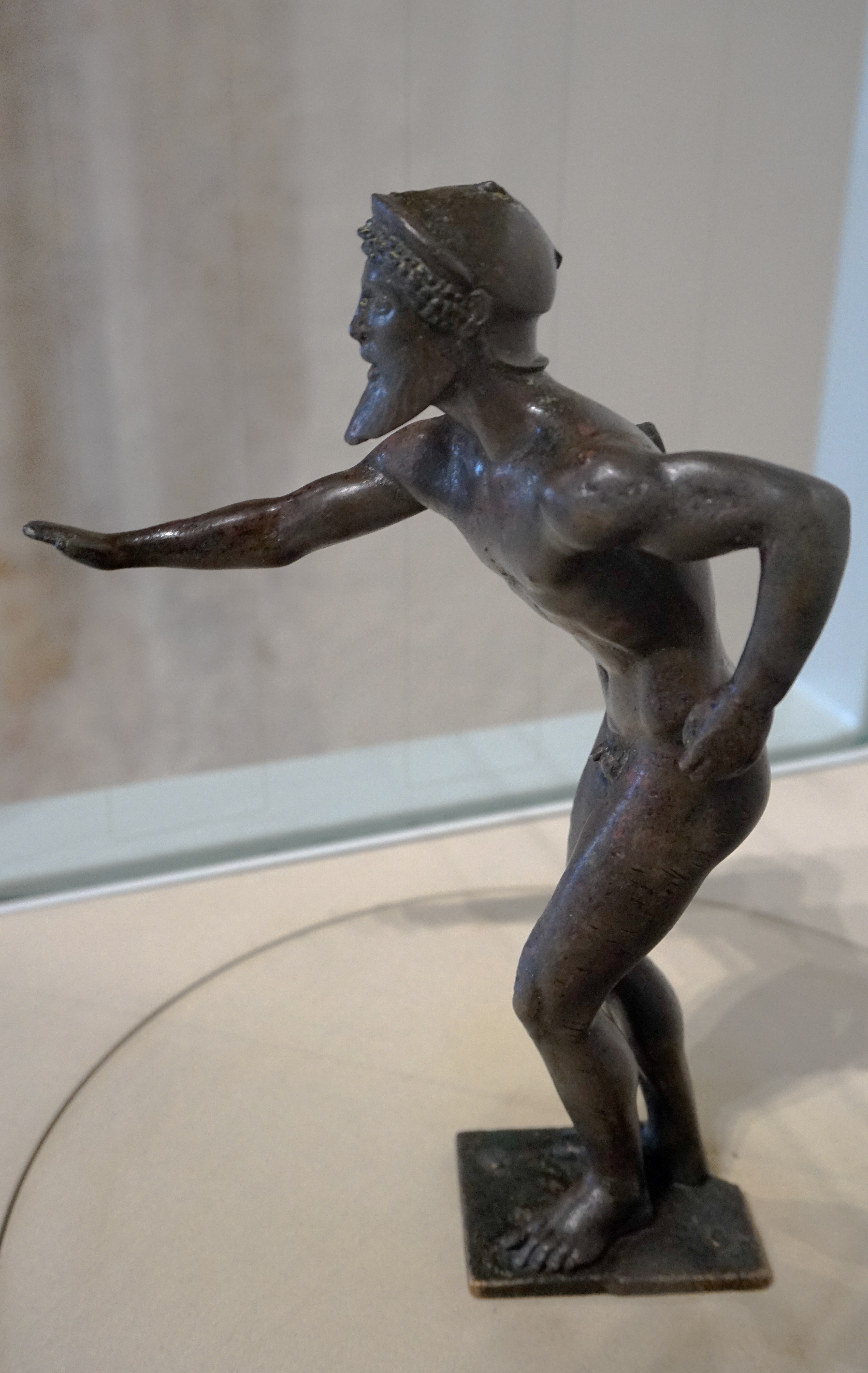
Vue de profil du guerrier hoplitique.
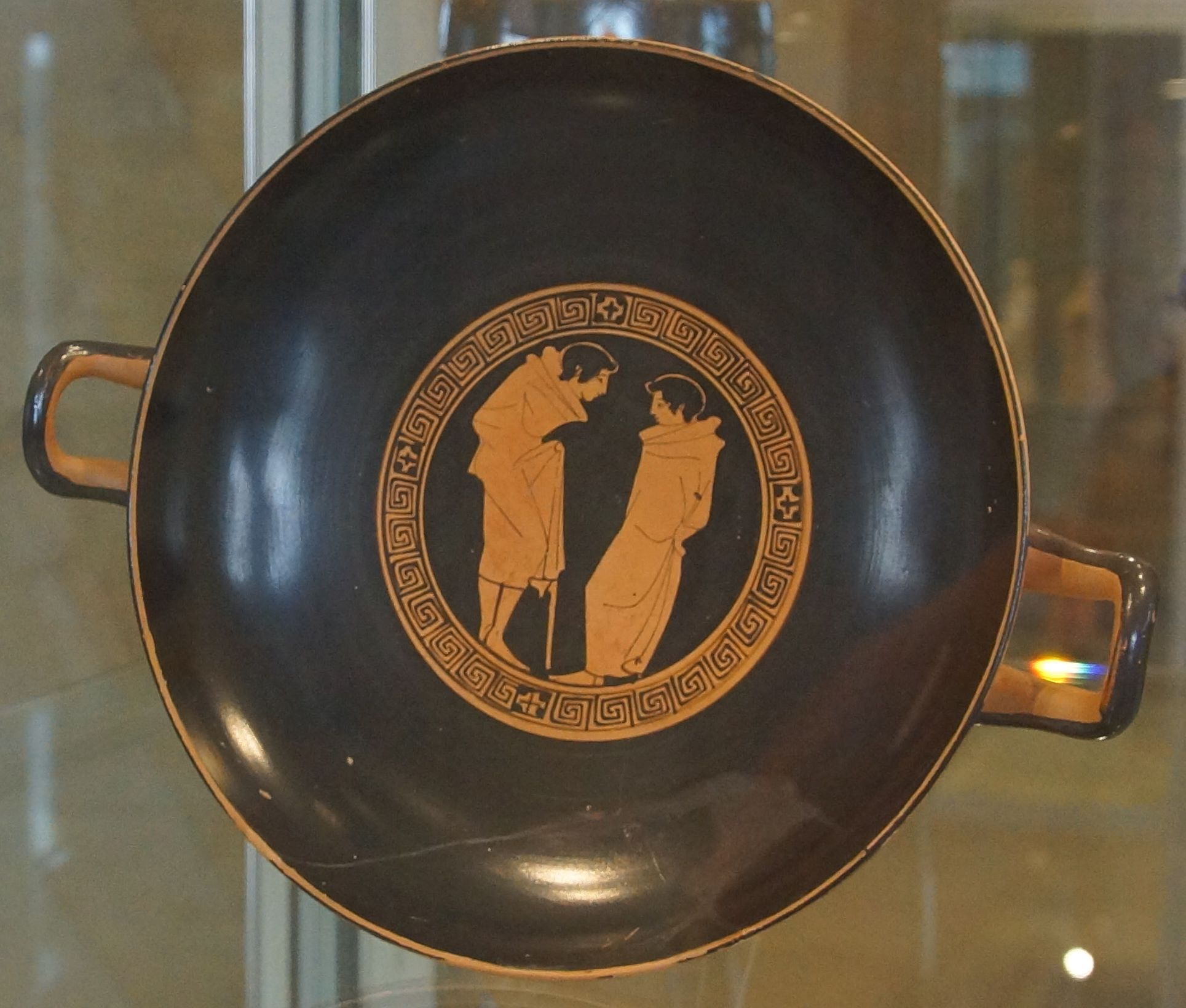
Skyphos attique à figures rouges.
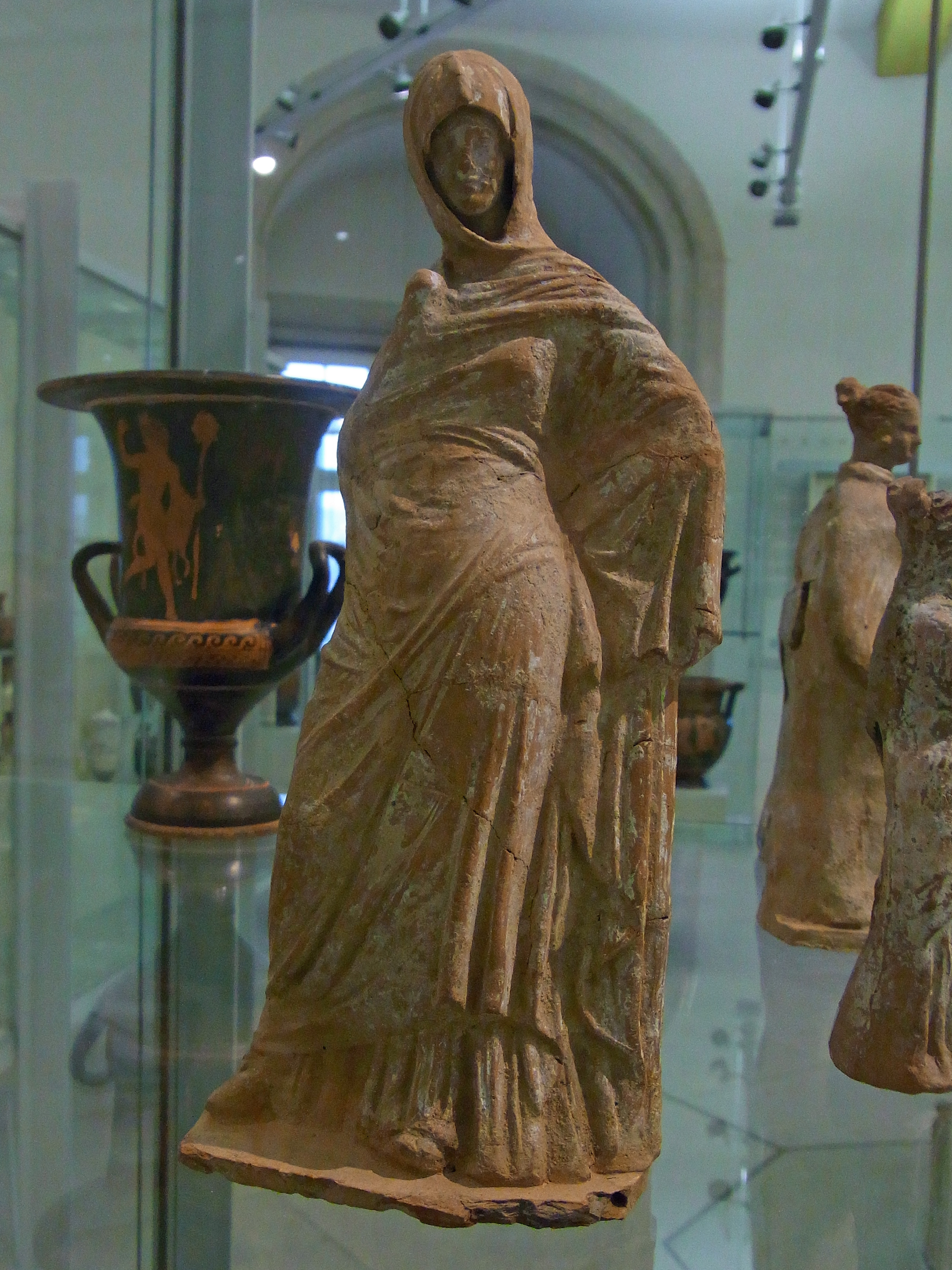
Un cratère (à gauche) et une tanagra (à droite).
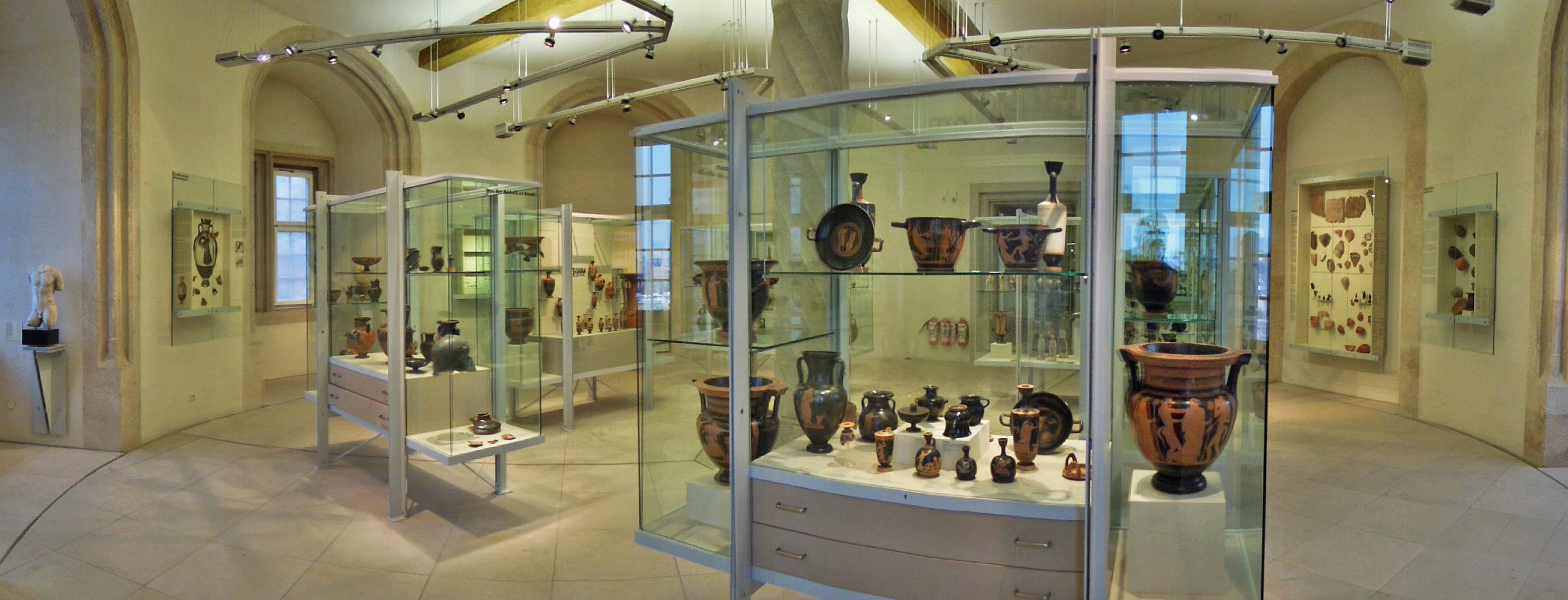
Vitrines d'exposition d'objets d'archéologie classique (dont deux cratères).
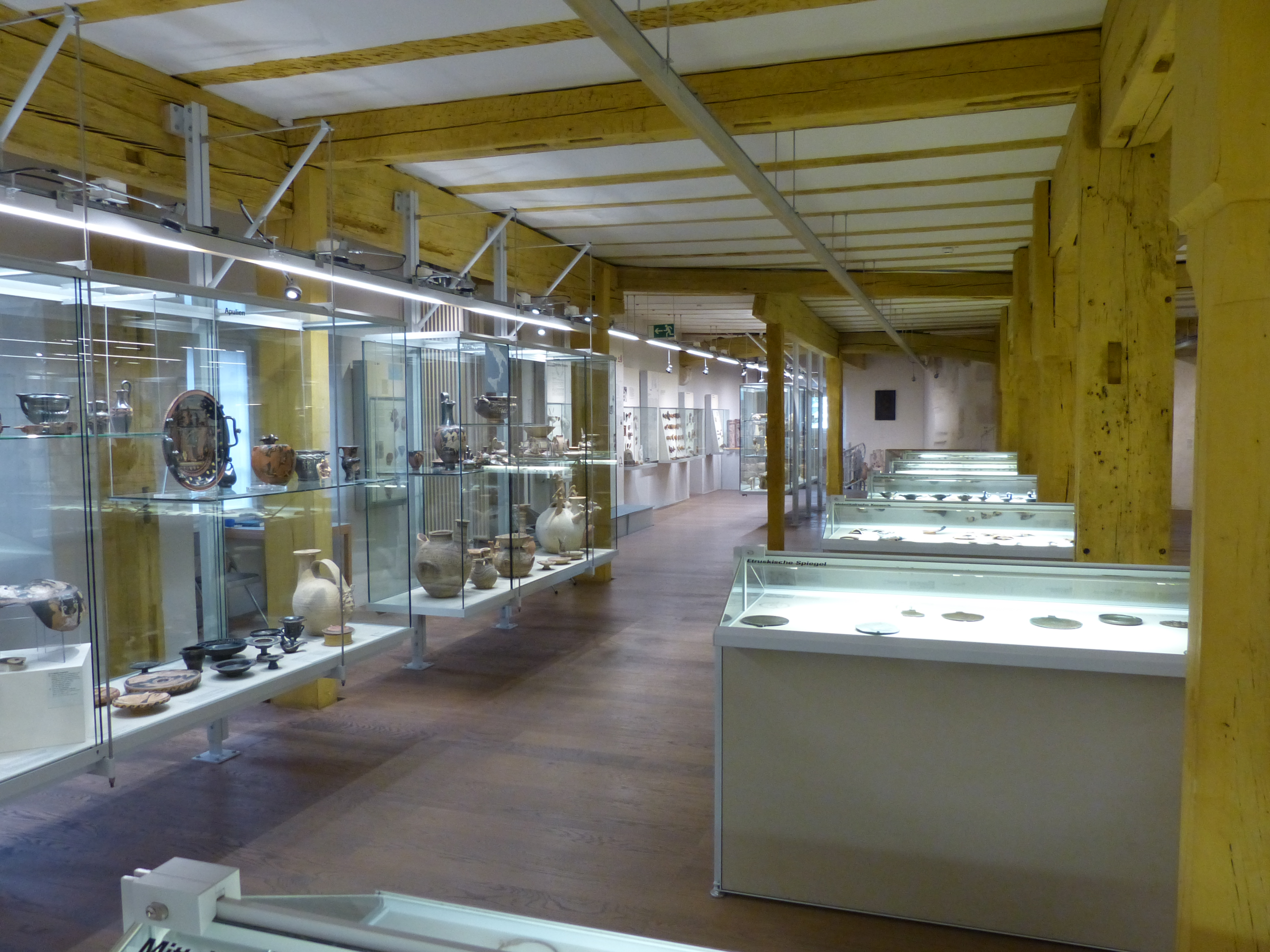
Vitrines d'exposition de pièces d'archéologie classique.

##### Gypsothèque
La gypsothèque (it) compte environ 370 sculptures (copies et originales). La gypsothèque de Tübingen est créée en 1836 Des copies de statues antiques ont été façonnées dans l'atelier de moulage du Louvre, — établissement créé en 1794 —. La collection comprend une reproduction du groupe du Laocoon mesurant 2,42 m de haut,, ; une copie de la statue d'époque impériale Apollon du Belvédère ; une reproduction de 2,45 m de haut de la Victoire de Samothrace, statue sculptée dans l'atelier parisien Moulages du Louvre ; une copie d'Aphrodite Braschi (l'original mesure 174 cm de haut), œuvre déclinée du groupe statuaire Aphrodite de Cnide ; la réplique faite en bronze de Diadumène, pièce déposée à Tübingen en 1905 ; la reproduction de la sculpture d'époque archaïque Koré, pièce acquise en 1914 ; un buste représentant Platon, sculpture de 55 cm de haut sur 30 de large et 30 de long.

Gypsothèque
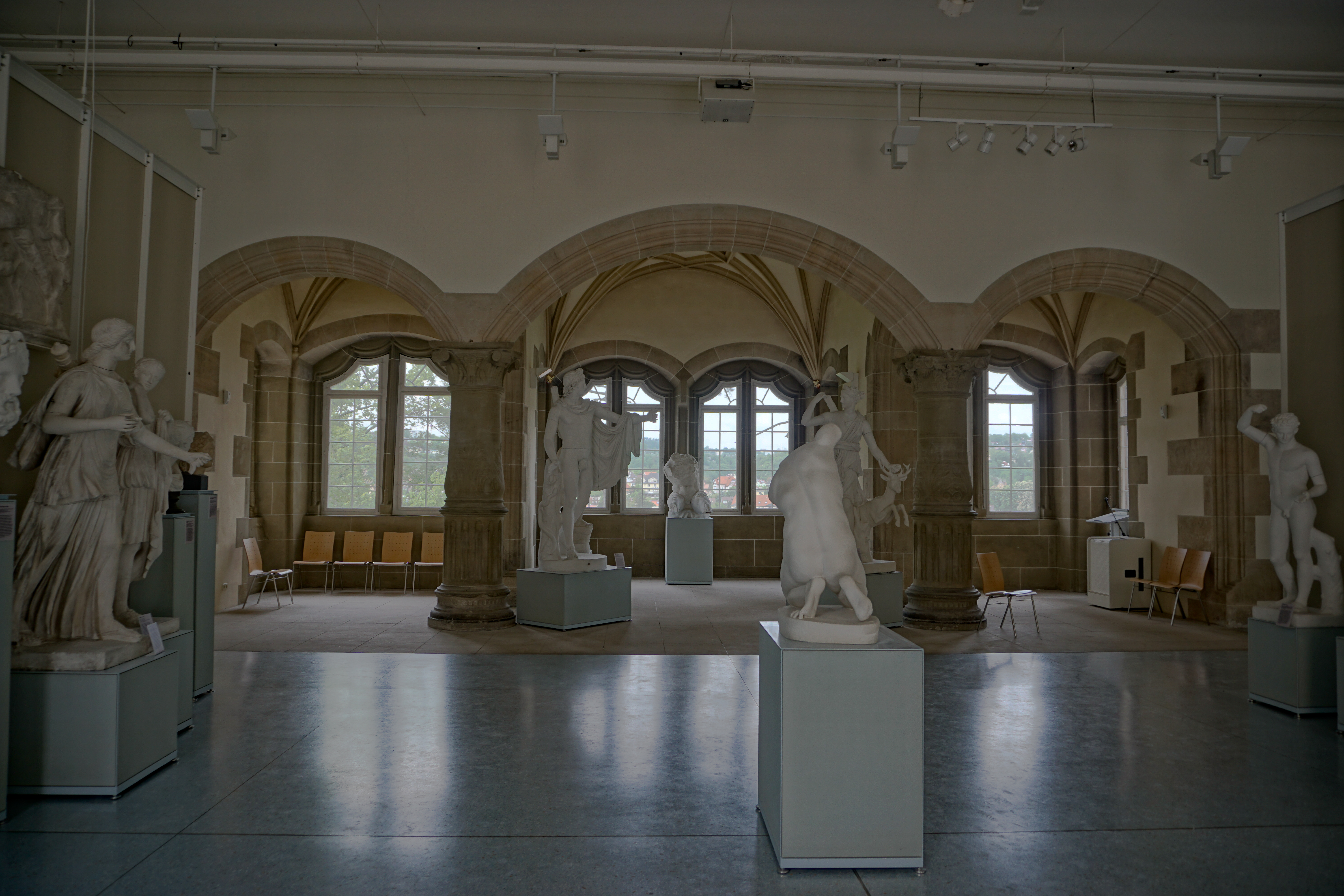
Salle d'exposition de la gypsothèque.
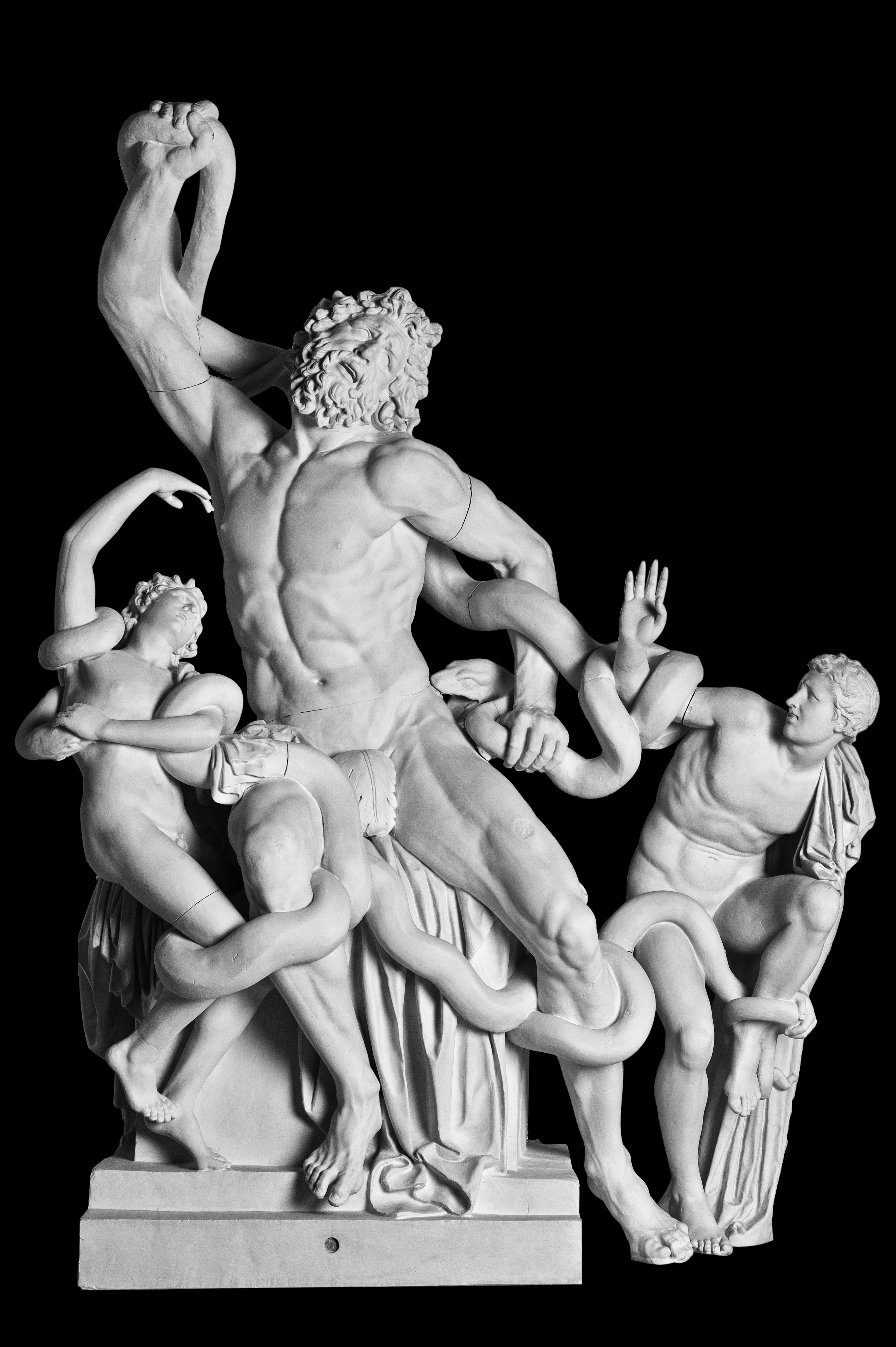
Copie du groupe du Laocoon.
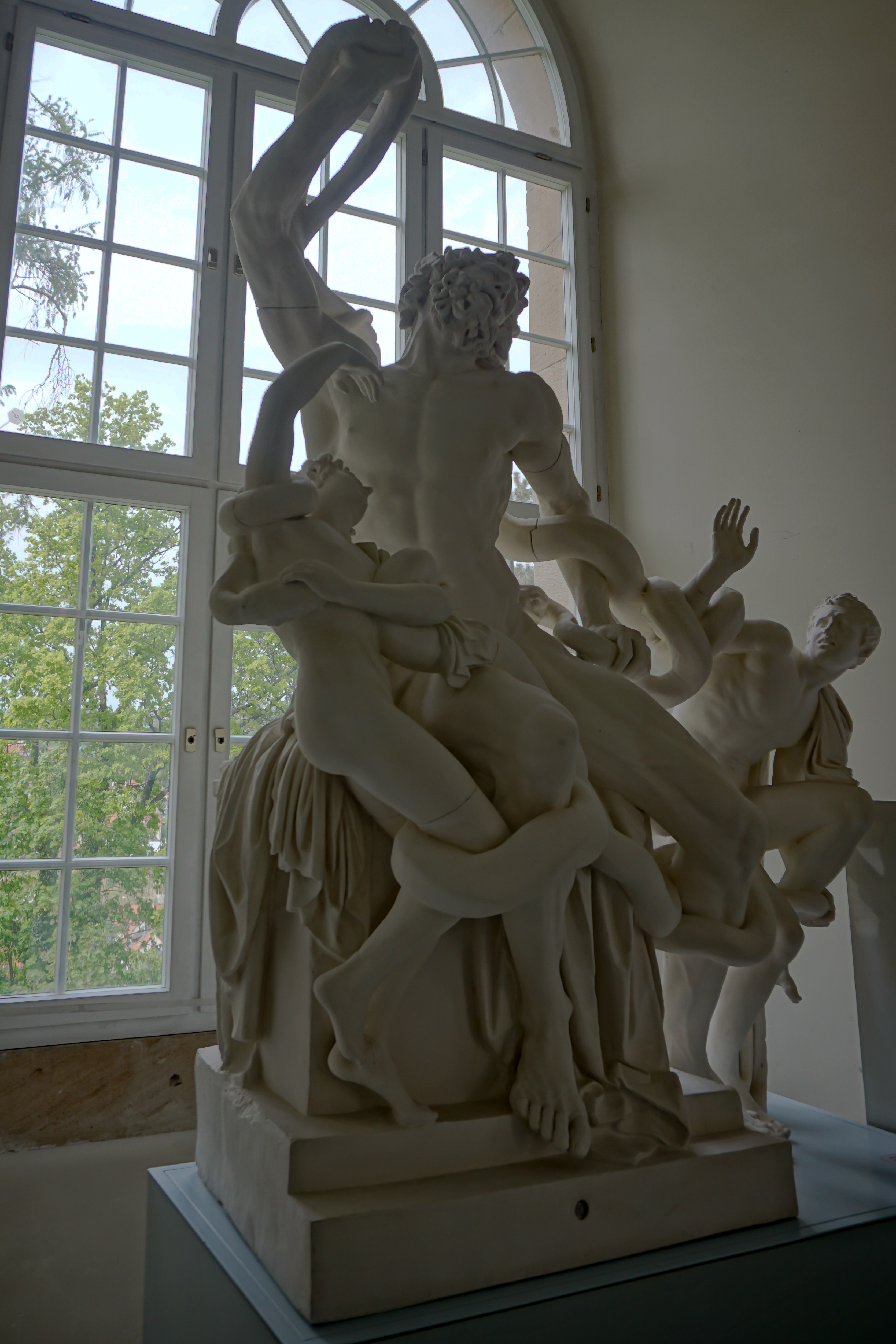
Id.
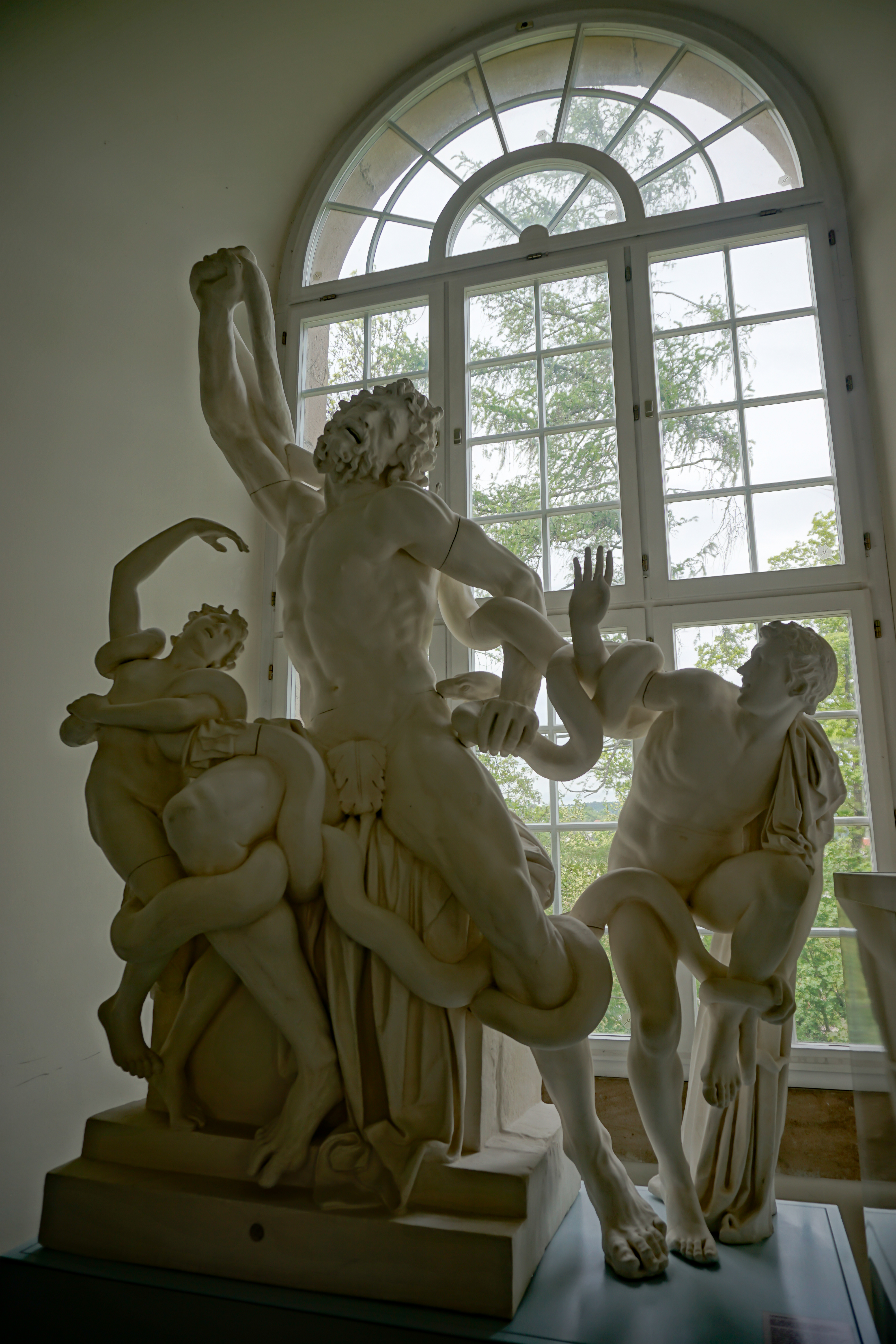
Id.
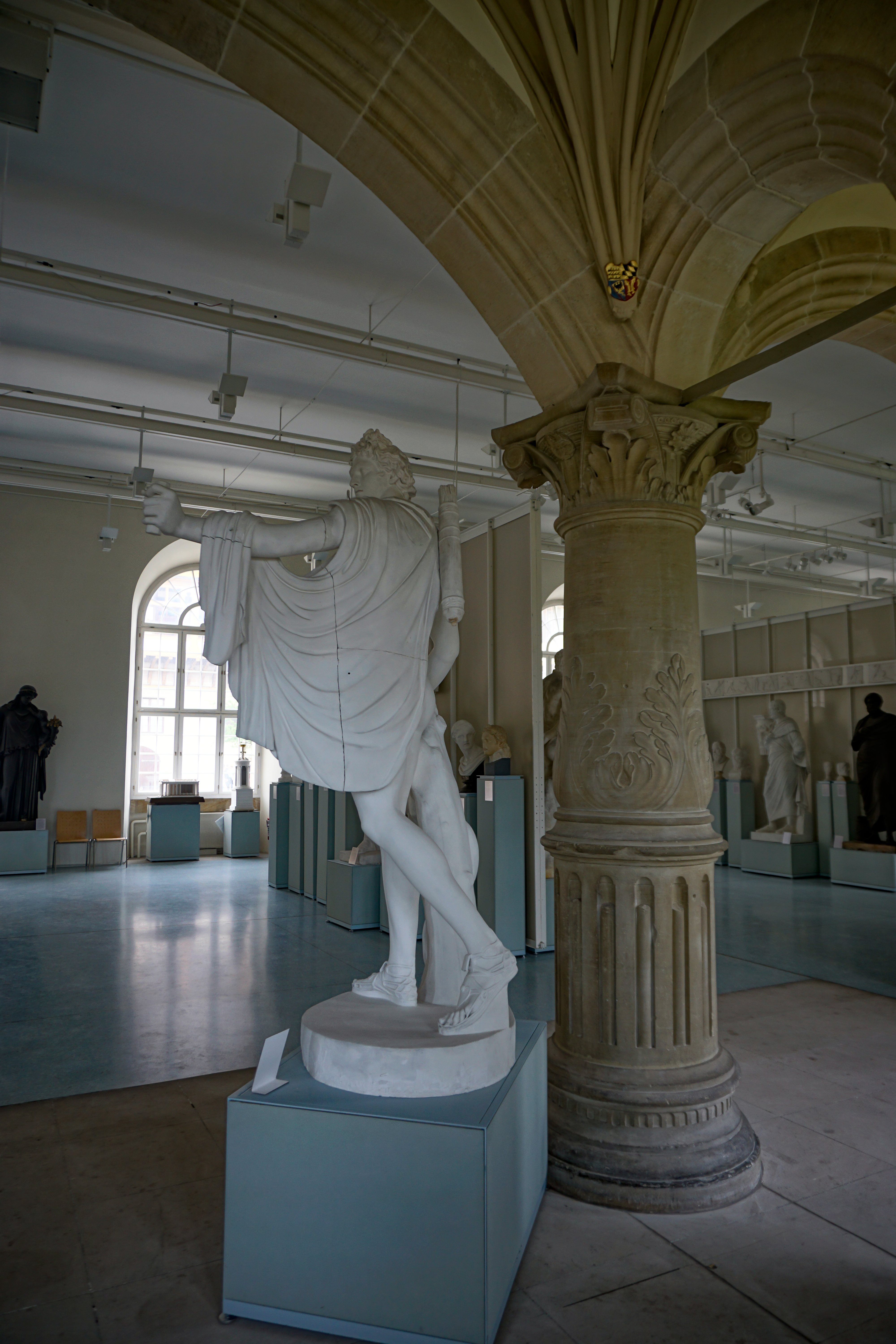
Copie de l'Apollon du Belvédère.
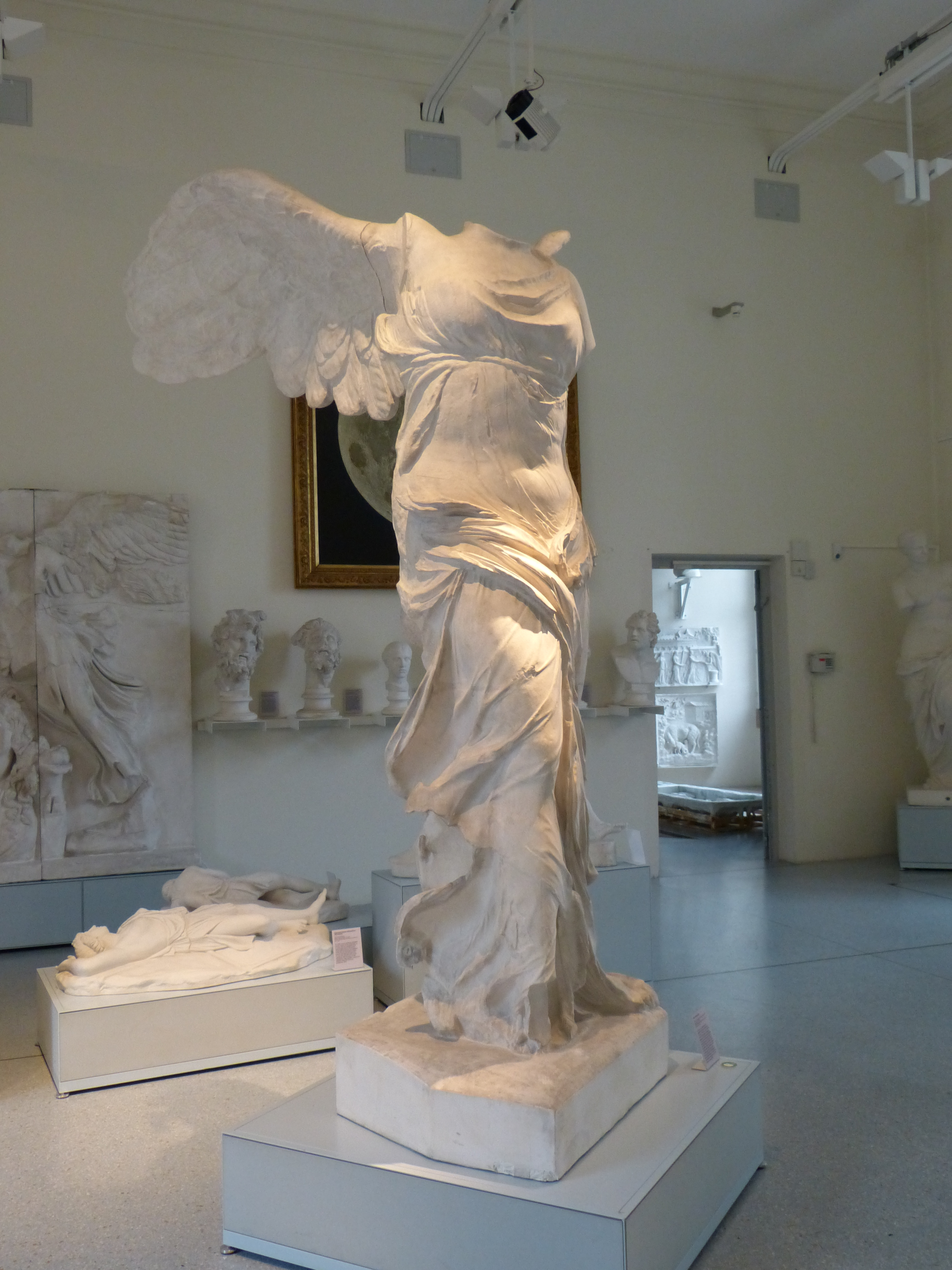
Copie de la Victoire de Samothrace.
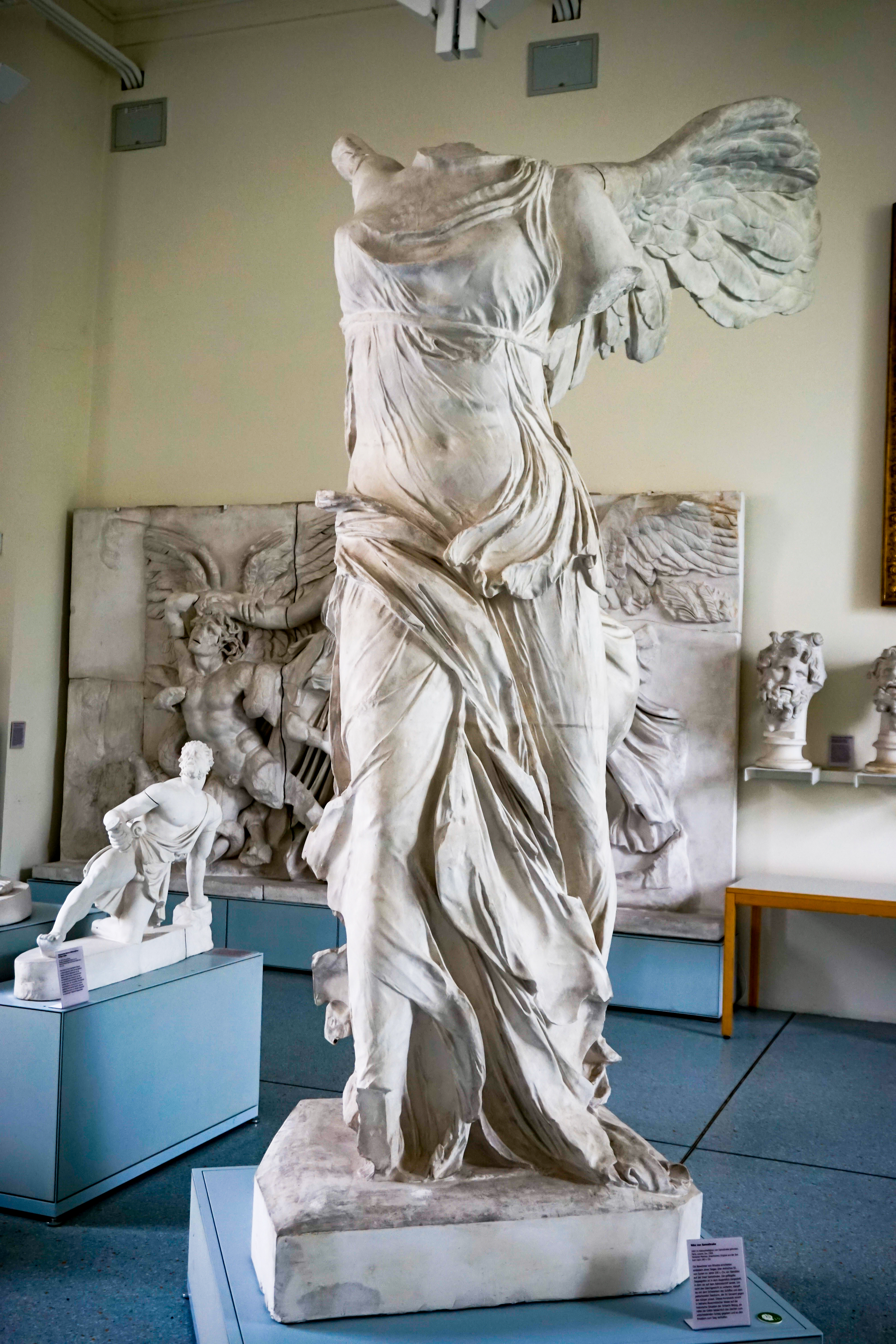
Id.

### Collections des sciences de la Terre

#### Collection géoarchéologique et micromorphologique

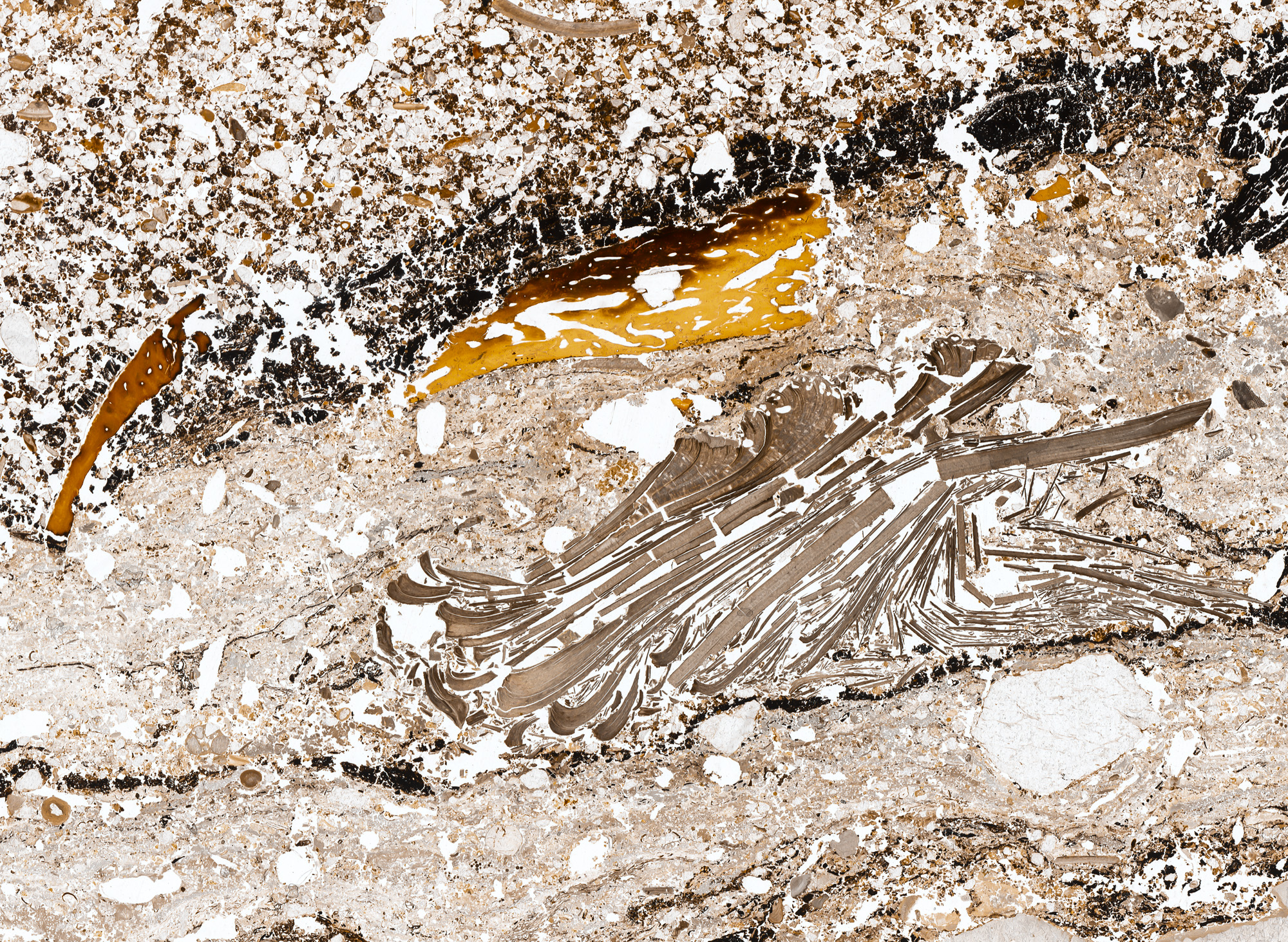
Microphotographie d'une section sédimentaire contenant des fragments de coquilles de bivalves.

La collection géoarchéologique et micromorphologique est composée d'environ 7 000 pièces dont des lames minces de roches, des échantillons de gisements sédimentaires contenant de la résine fossilisée (ambre) et des échantillons de coulées sédimentaires, l'ensemble de ces spécimens provenant de différentes unités stratigraphiques. Outre les spécimens archéologiques, la collection inclut un grand nombre d'échantillons de sédiments récemment identifiés. La plupart des pièces de cette collection ont fait l'objet d'une donation du géoarchéologue, géologue, micromorphologiste et membre de l'institut des sciences archéologiques de Tübingen Paul Goldberg (en),.
Parmi les pièces comprises dans la collection, se trouve une lame mince de sédiment contenant des résidus cendreux (restes d'un feu) daté d'environ 40 000 ans. Le corpus géomorphologique comporte également une microphotographie d'une coupe sédimentaire contenant les fragments d'exosquelette de bivalves. Ces restes sont le témoignage d'une consommation humaine.

#### Collection paléontologique
La collection paléontologique comprenait environ 600 000 pièces dans la première moitié des années 2010 et approximativement un million dans la seconde moitié des années 2010,. Elle est en partie composée de collections privées,.

Collection paléontologique
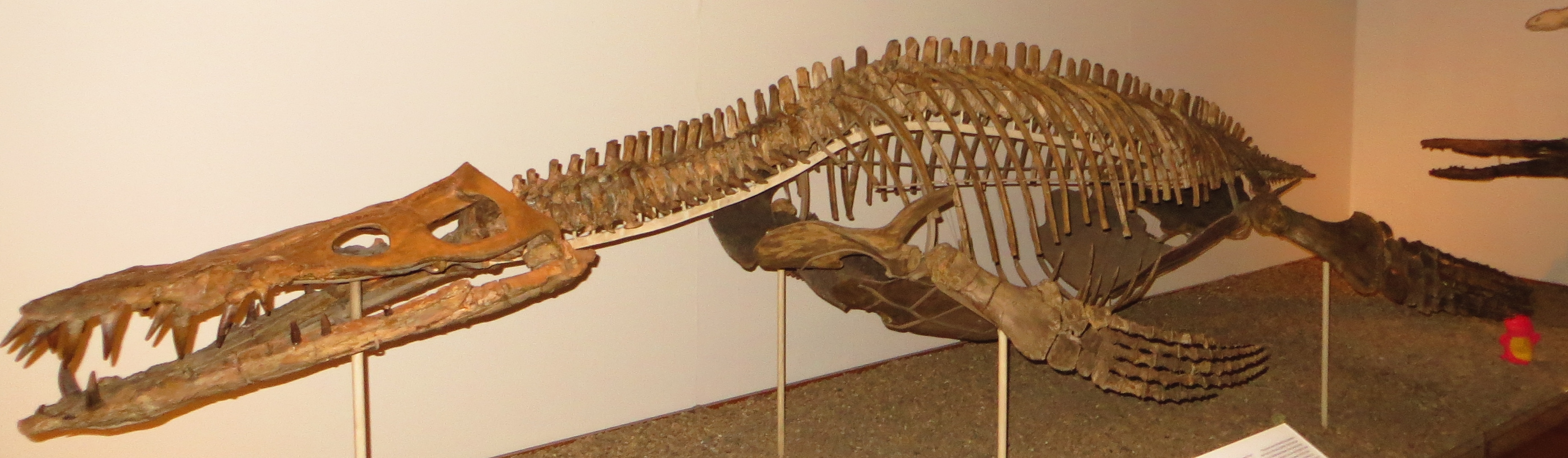
Squelette d'un Liopleurodon ferox.
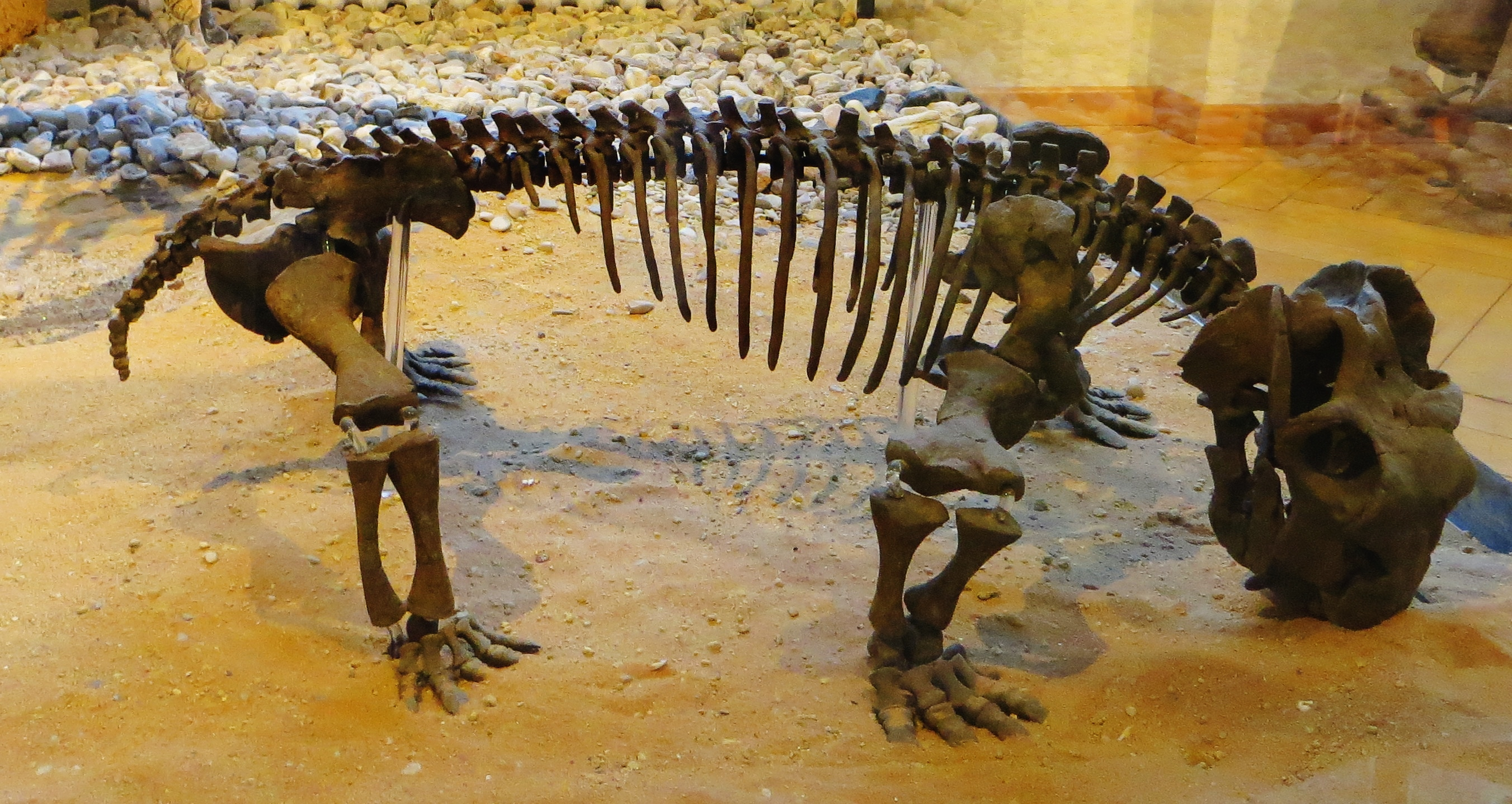
Squelette d'un Lystrosaurus hedini.
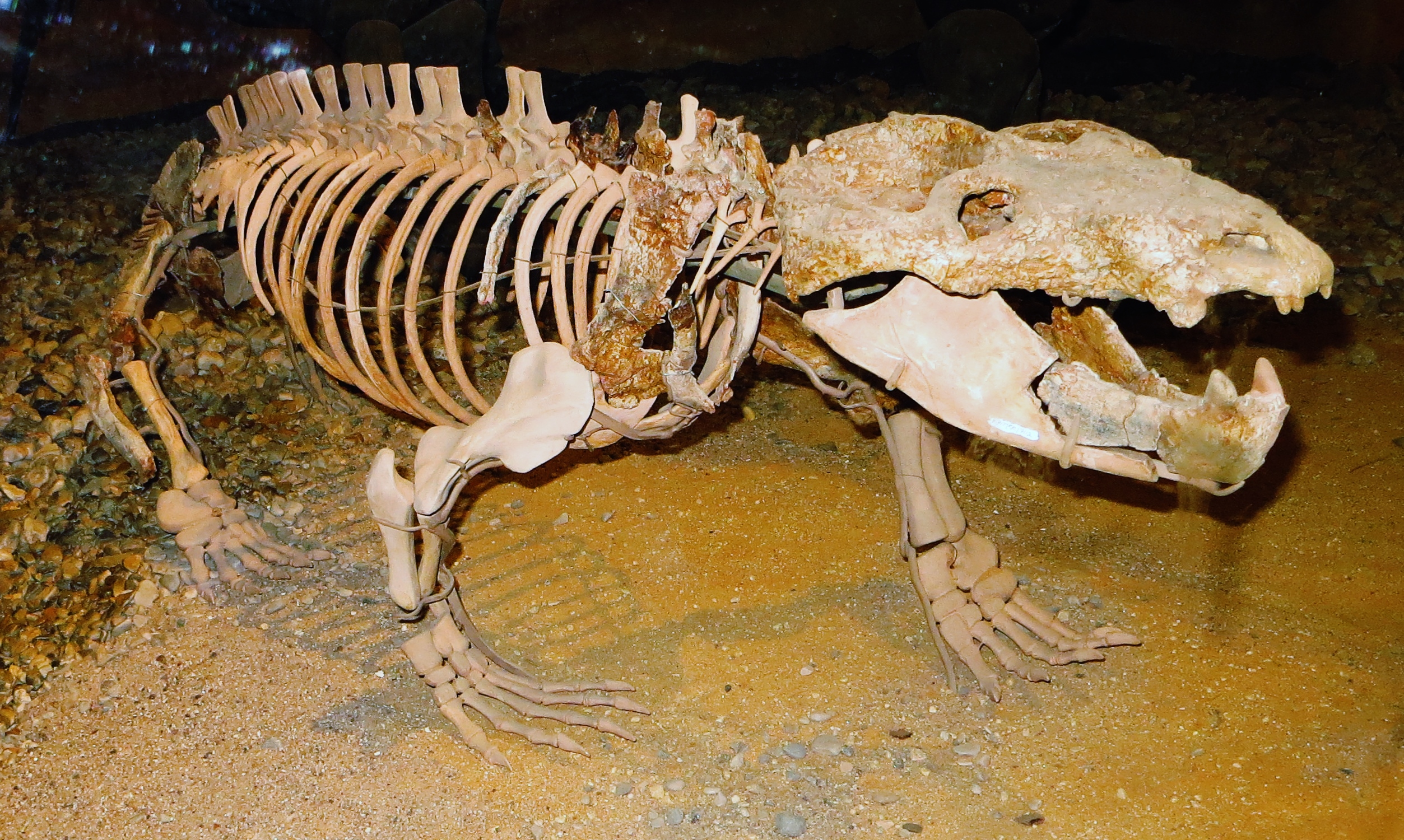
Squelette d'un Chiniquodon theotonicus.
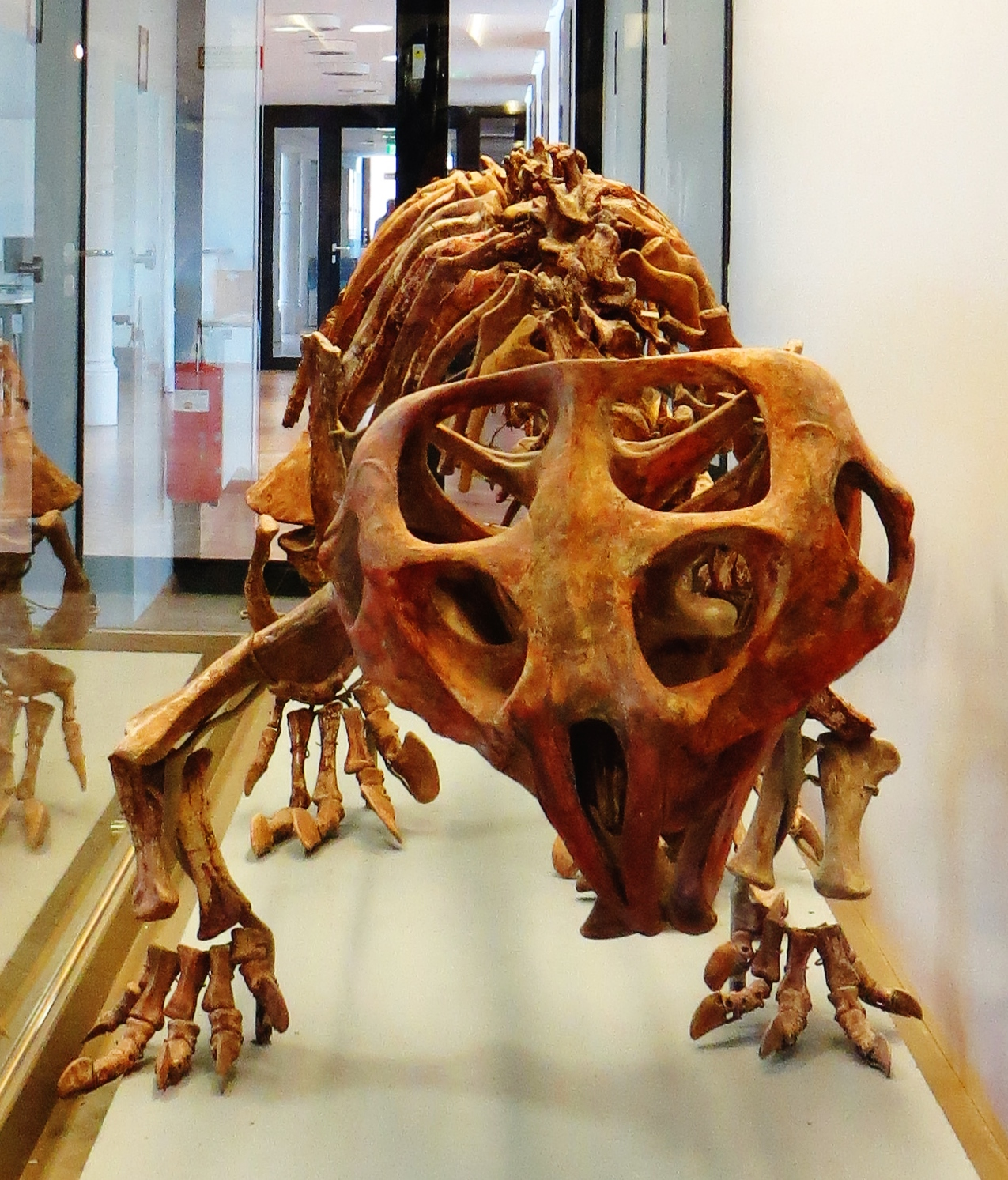
Squelette d'un Hyperodapedon sanjuanensis.

#### Collections cristallographique et minéralogique
La collection cristallographique et minéralogique, débutée au cours du XIXe siècle, est abritée dans le bâtiment Lothar-Meyer. Les pièces minéralogiques sont exposées sous 40 vitrines d'exposition, chaque vitrine correspondant à une thématique — variété des espèces minérales, minerais contenus dans les Lagerstätten (dépôts sédimentaires riches en fossiles), minéraux à émission fluorescente, cristallographie, sels minéraux, fragments de météorites, etc..

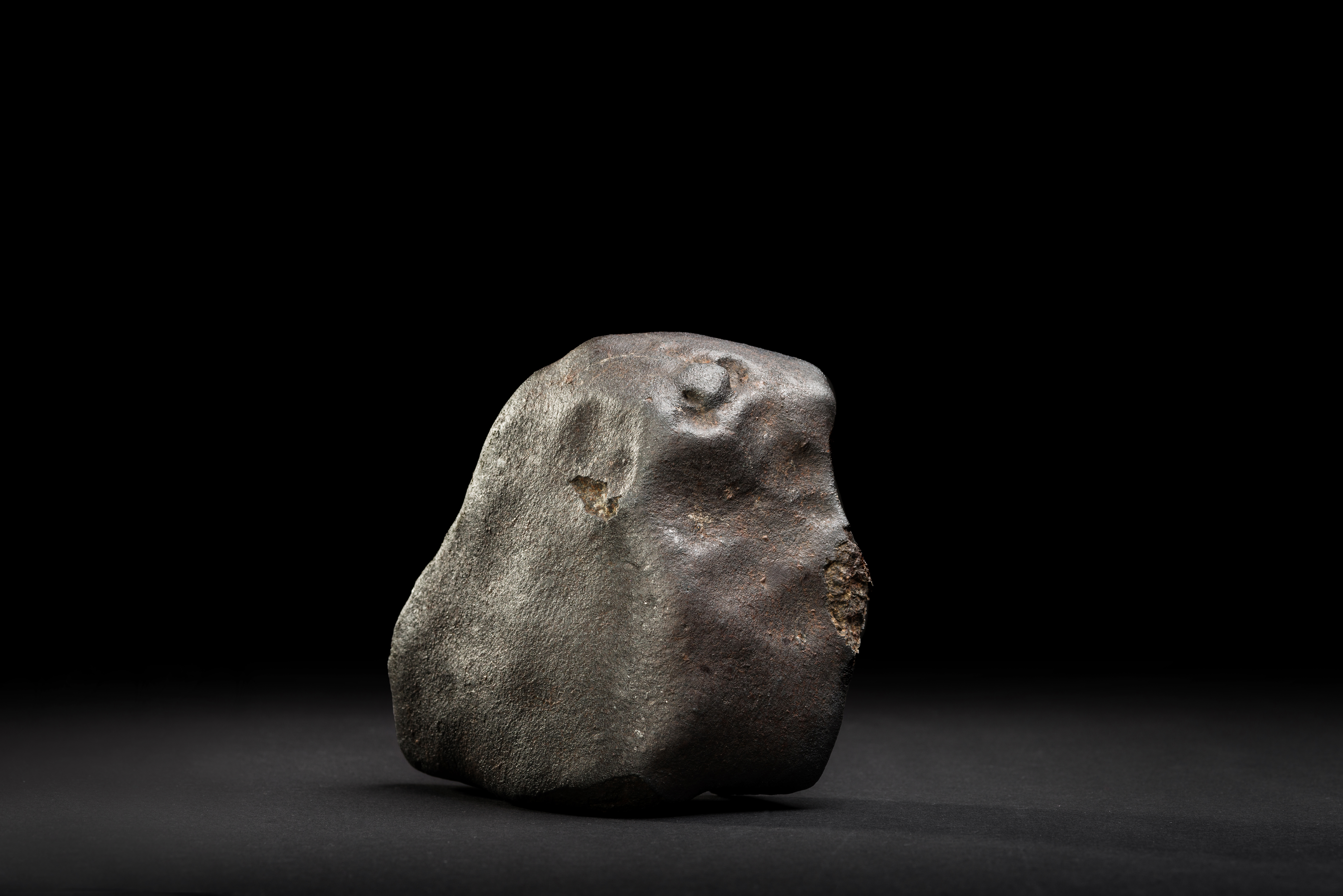
fragment de Murchinson.

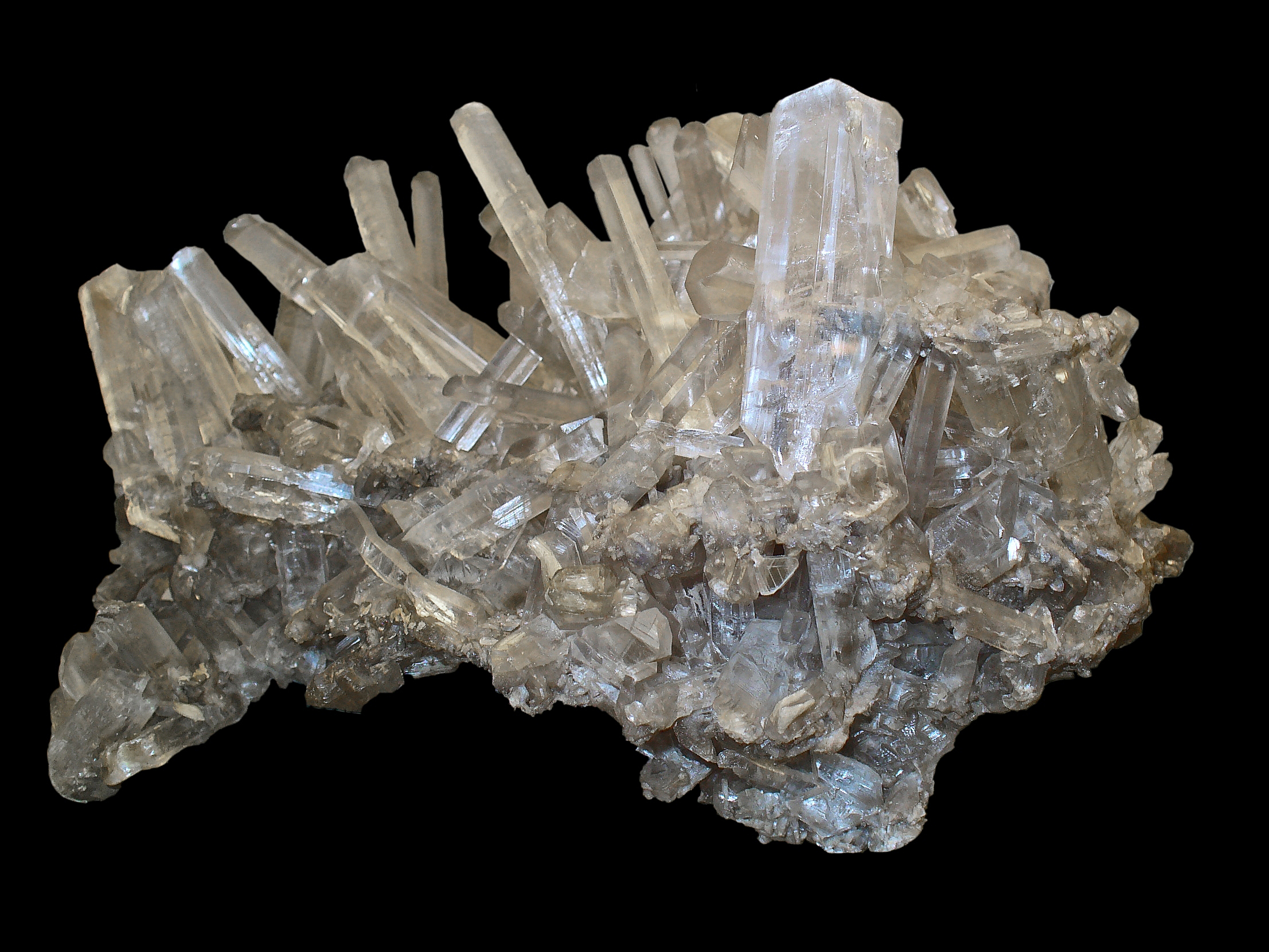
Cristaux de gypse.

La collection comprend une octaédrite ; une modélisation de la structure cristalline de la calcite ; une lame mince de roches préparée en 1900 par le minéralogiste Carl Klein en vue de ses recherches pétrographiques et sur la classification des minéraux, ; un modèle de réseau de la macle de cristaux ; un fragment de Murchinson (météorite classée dans le groupe des chondrites carbonées ou chondrites de type CM2) retrouvée à Murchinson, dans l'état de Victoria, pièce pesant 234 grammes et datée d'environ 4,567 Ga ; un morceau de limonite recueilli près de Nuremberg ; un fragment d'Imilac (en) de 24,6 g, une chondrite de type L6 riche en olivine, fragment provenant d'une météorite pesant plus d'une tonne, découverte dans le désert d'Atacama, dans le nord du Chili en 1822,,, ; un fragment de 385,5 g issu de la météorite Arispe (ou Arizpe), objet de type IC découvert en 1896 dans la ville de Sonora, au Nouveau-Mexique,, ; un morceau de houille mesurant 25 × 36 × 20 cm ; un crital de gypse ; un spécimen de quartz noir ; une rose des sables ; un spécimen de tourmaline ; un spécimen de calcite ; des cristaux d'aragonite ; de la pyromorphite ; un spécimen d'alun ; un spécimen de grenat à structure rhombo-dodécaédrique ; un rubis ; une hématite ; un spécimen de wavellite ; une okénite associée à une zéolithe composée de cristaux de mordénite (en) ; et de la pyrite.

### Collections relatives aux sciences de la vie

#### Collection zoologique
La collection zoologique, créée vers le milieu du XIXe siècle, consiste essentiellement en une série de spécimens conservés (endémiques ou exotiques) provenant d'Asie, d'Australie, d'Afrique, d'Amérique et d'Europe centrale. Aux spécimens empaillés s'ajoutent 32 modèles en verre représentant des invertébrés marins, œuvres exécutées par les artisans-verriers Léopold et Rudolf Blaschka,,.
La collection comporte, entre autres, un modèle en verre d'un spécimen de Physophora magnifica, mesurant 32 × 13 × 13 cm, ; un spécimen de Circaète Jean-le-Blanc ; un Crocodile du Nil ; un modèle en verre d'un exosquelette d'Aulosphaera elegantissima, espèce appartenant aux Phaeodareae, classe rattachée à l'embranchement des radiolaires

#### Collections botaniques

##### Jardin botanique
Le jardin botanique de Tübingen est associé à un alpinum, un arboretum et un jardin tropical. La collection botanique est constituée d'un total d'environ 10 000 essences réparties sur une surface de 3 000 m2.
La collection d'essences comprend, entre autres, un davidia involucrata, un decaisnea insignis, une dryas octopetala

Collection du jardin botanique
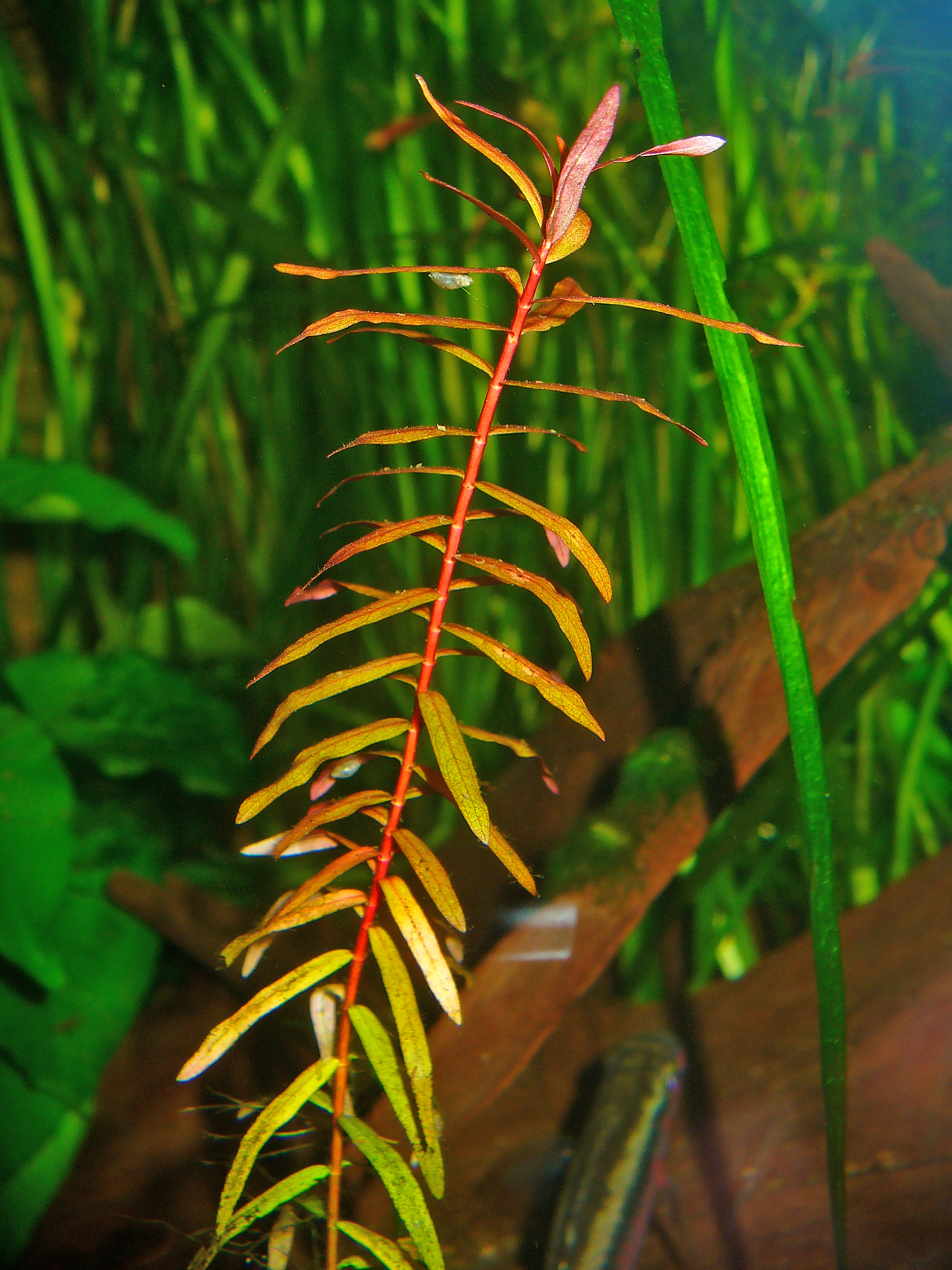
Ammannia senegalensis.
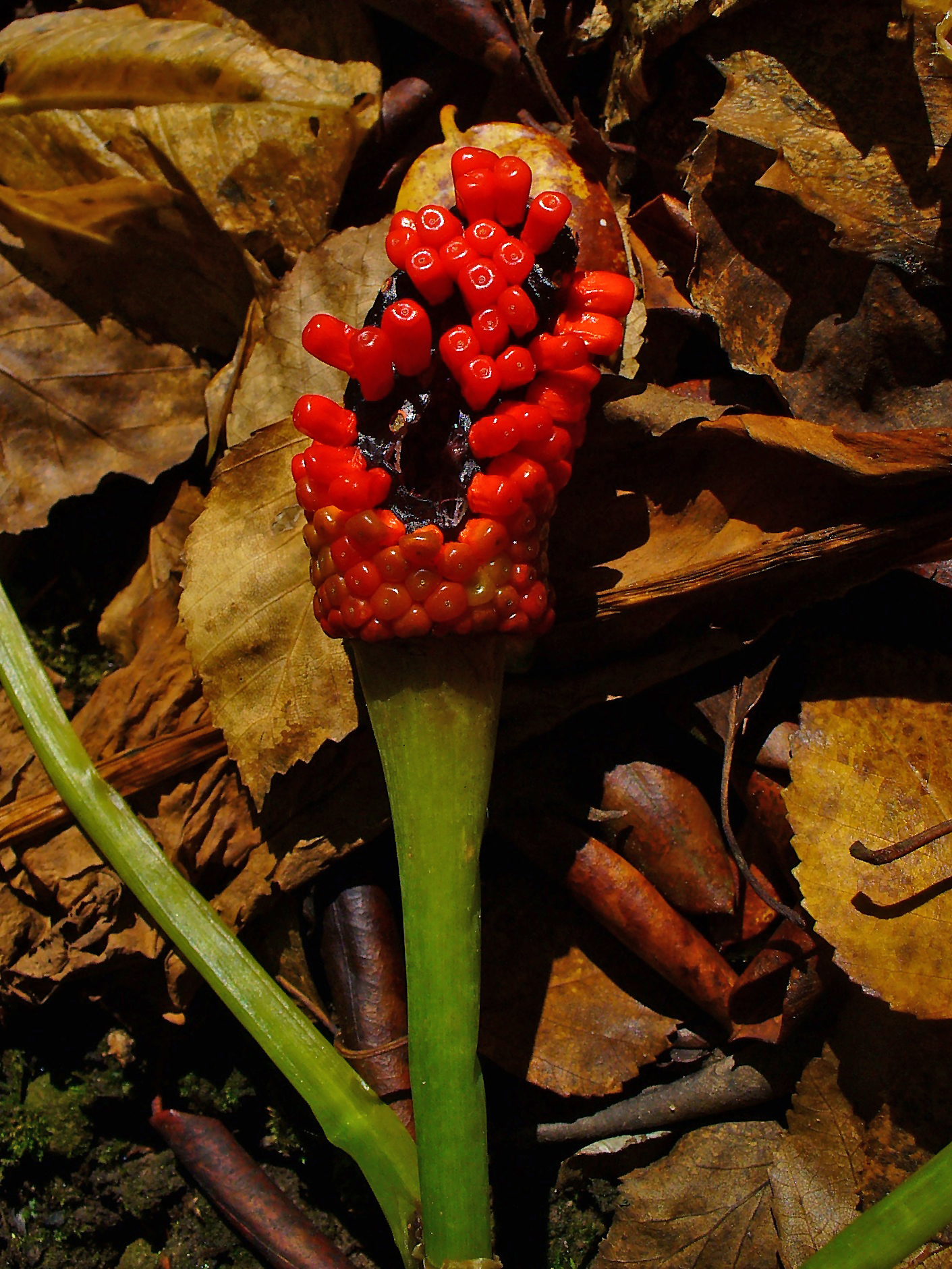
Arisaema engleri.
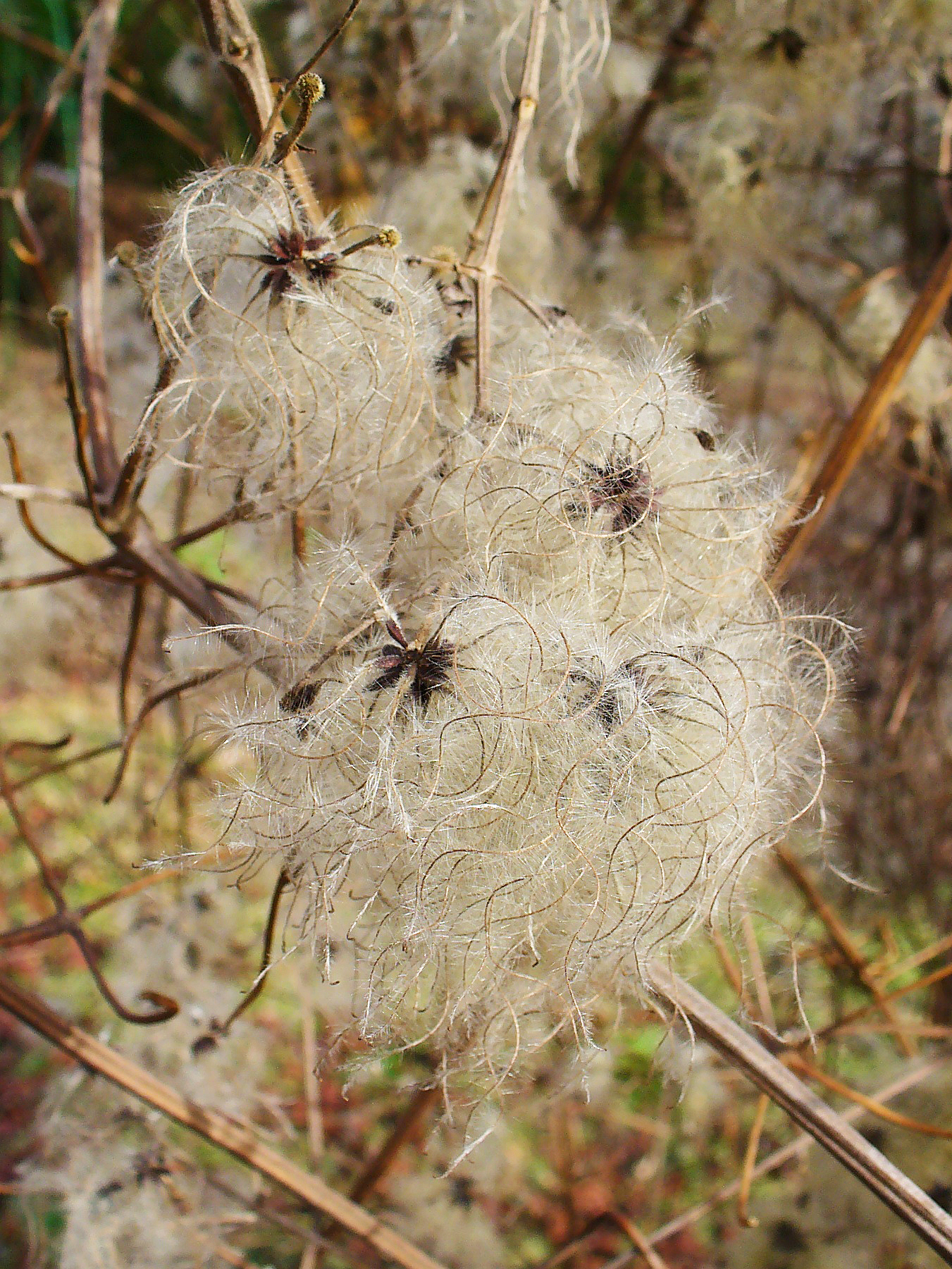
Clematis vitalba.
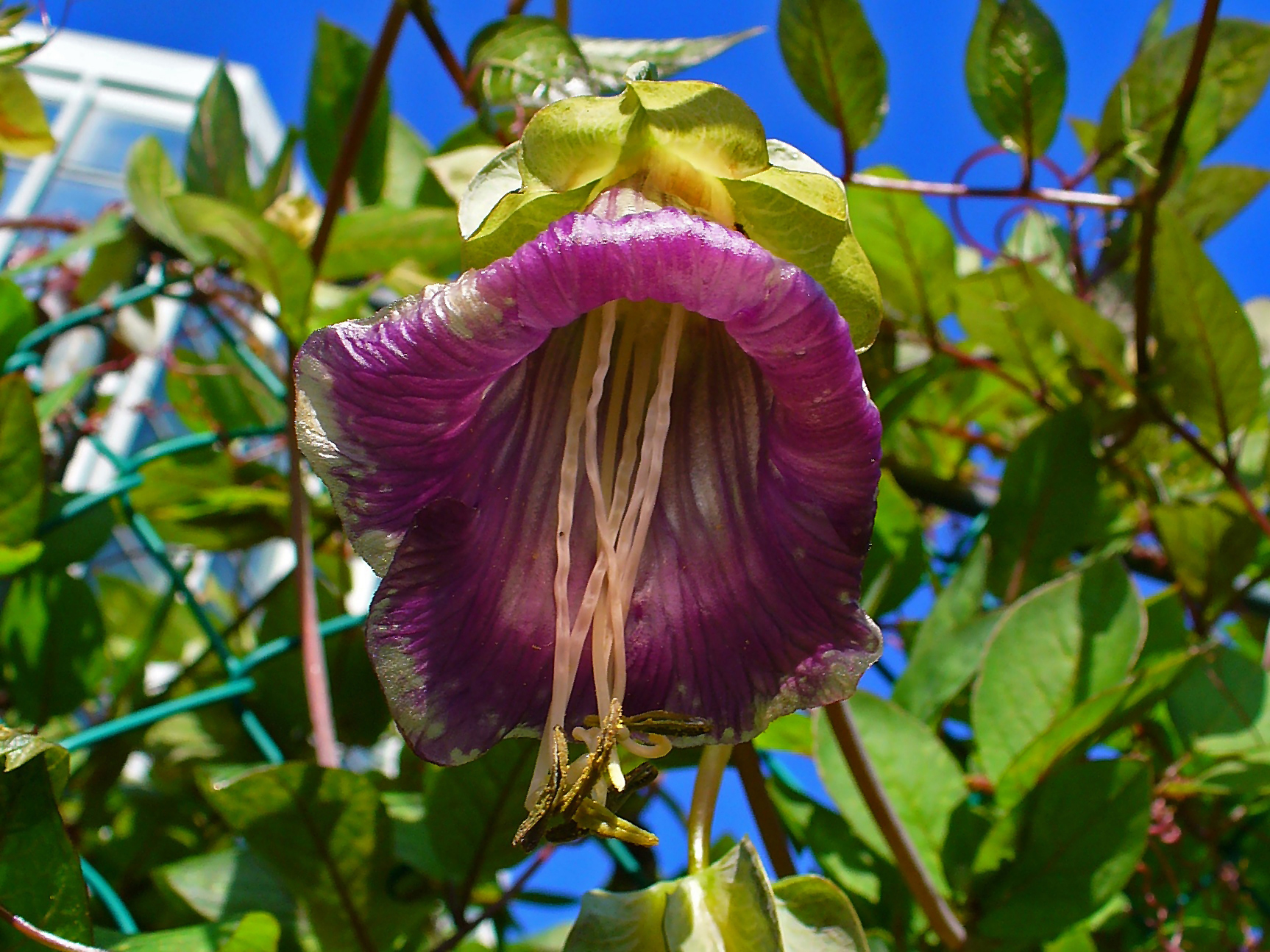
Cobaea scandens.
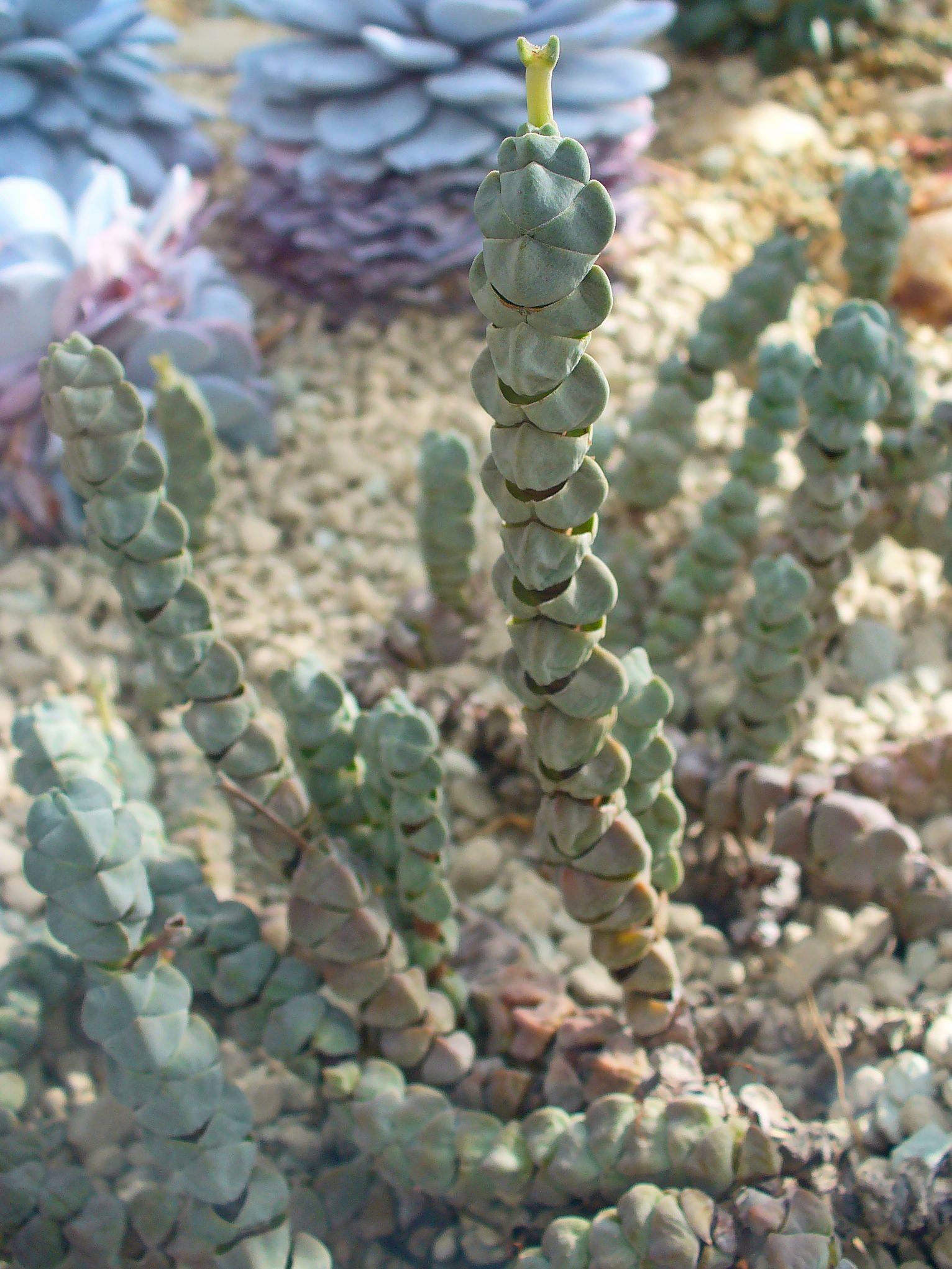
Crassula arta.
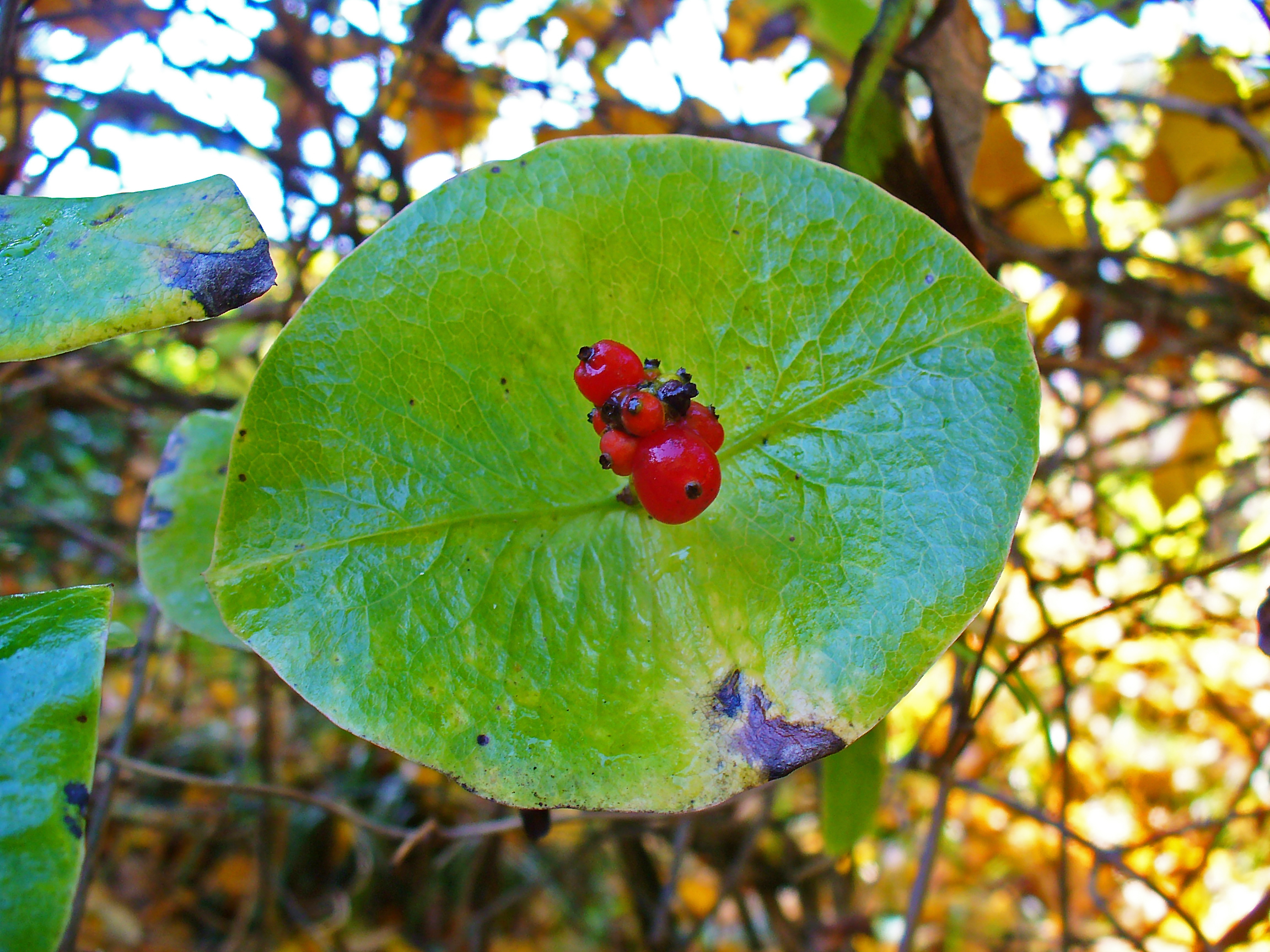
Lonicera tellmanniana.
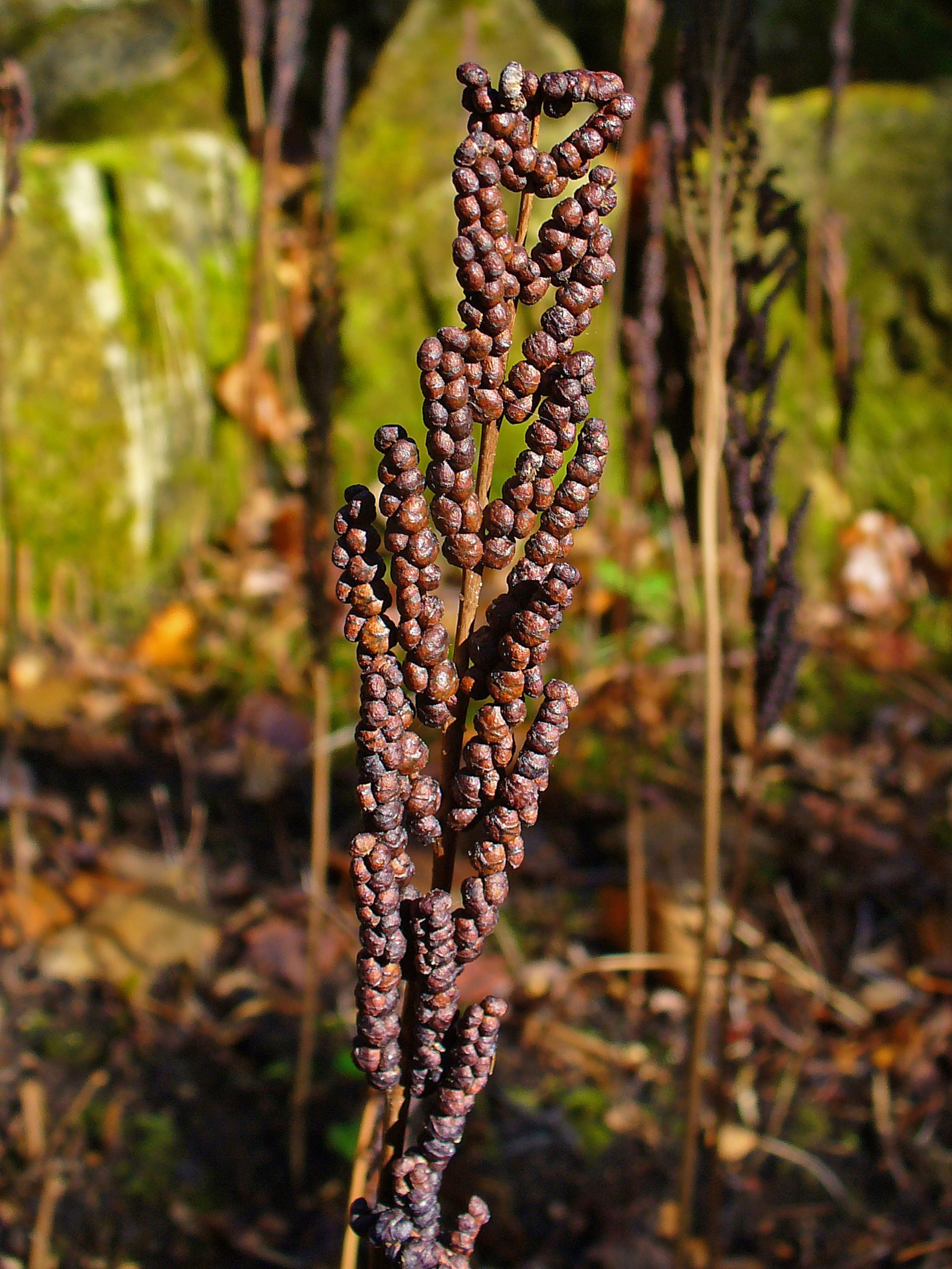
Onoclea sensibilis.
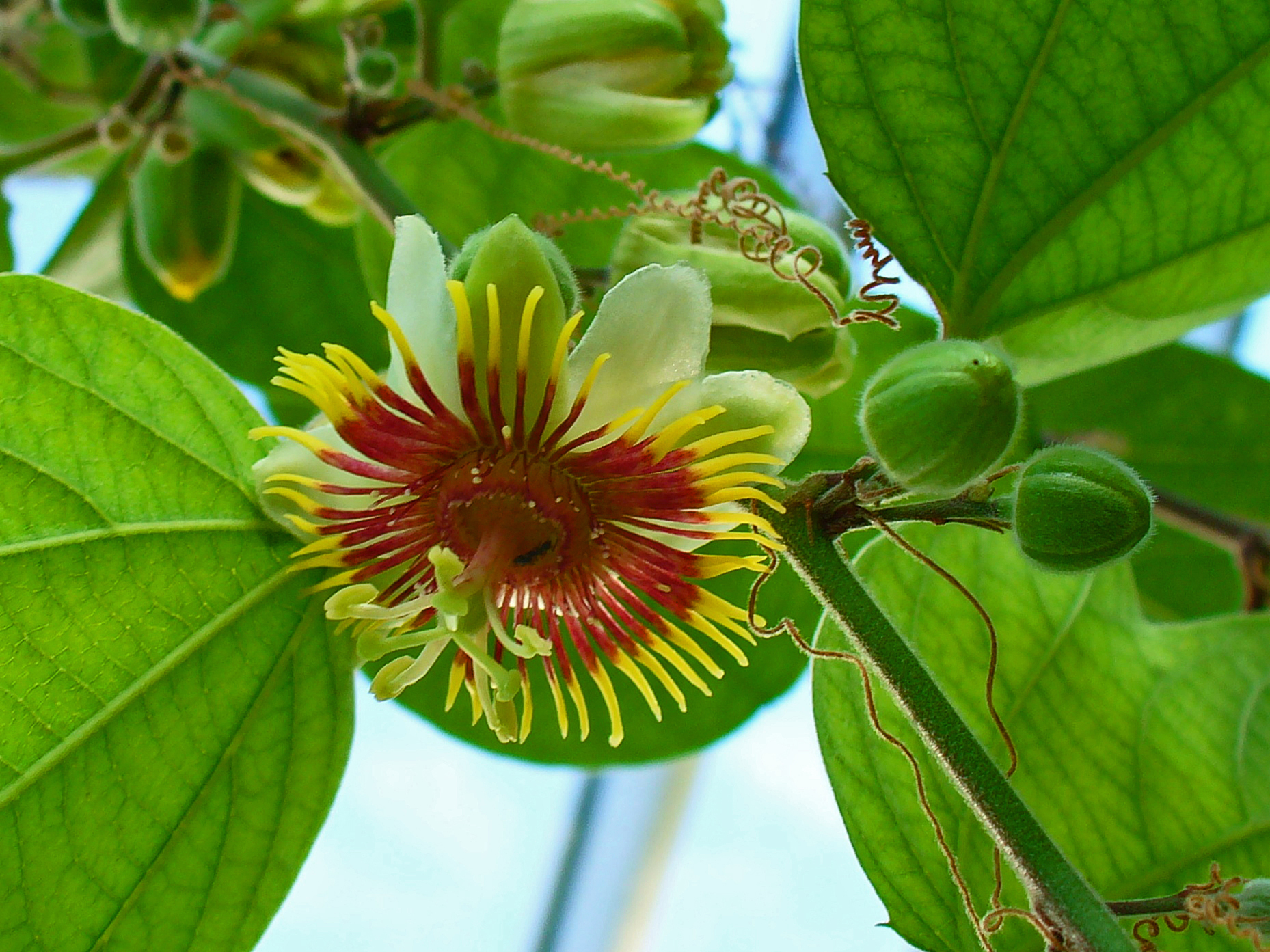
Passiflora holosericea.

### Collection d'objet d'astronomie et d'astrophysique

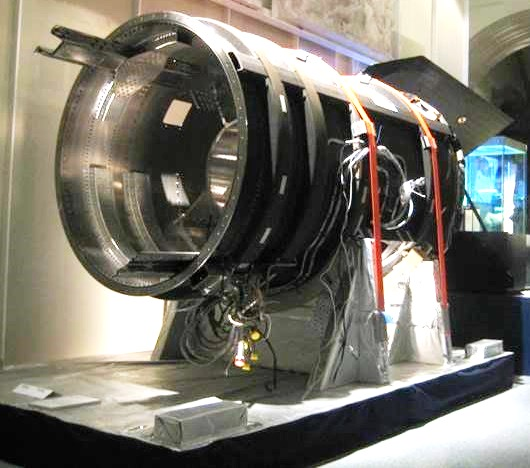
Élément du télescope.

La collection de l'institut universitaire d'astronomie et d'astrophysique de Tübingen débute en 1752, avec l'acquisition d'un quadrant. Avec de nouveaux travaux de recherches, la collection s'accroît vers le milieu des années 1960.
La collection se compose, entre autres, d'un globe céleste conçu en 1854 par Carl Adami pour les recherches de Dietrich Reimer (de) ; une lunette méridienne fabriquée en 1837 ; une partie corps du télescope ORFEUS (de) (observatoire spatial lancé en 1993) ainsi qu'un détecteur de rayons UV compris dans la charge utile de l'engin, de 40 × 40 mm et d'une définition de 512 pixels,,,, un oscillographe de 1935 ; deux galvanomètres, l'un fabriqué en 1940 et l'autre en 1950, ; et un télescope conçu par la société Reichenbach & Utzschneider pour Johann Gottfried Friedrich Bohnenberger en 1814, instrument d'observation dont la monture équatoriale mesure 70 cm de diamètre et la monture azimutale fait 95 cm de diamètre,,.

### Collection d'instruments de biochimie

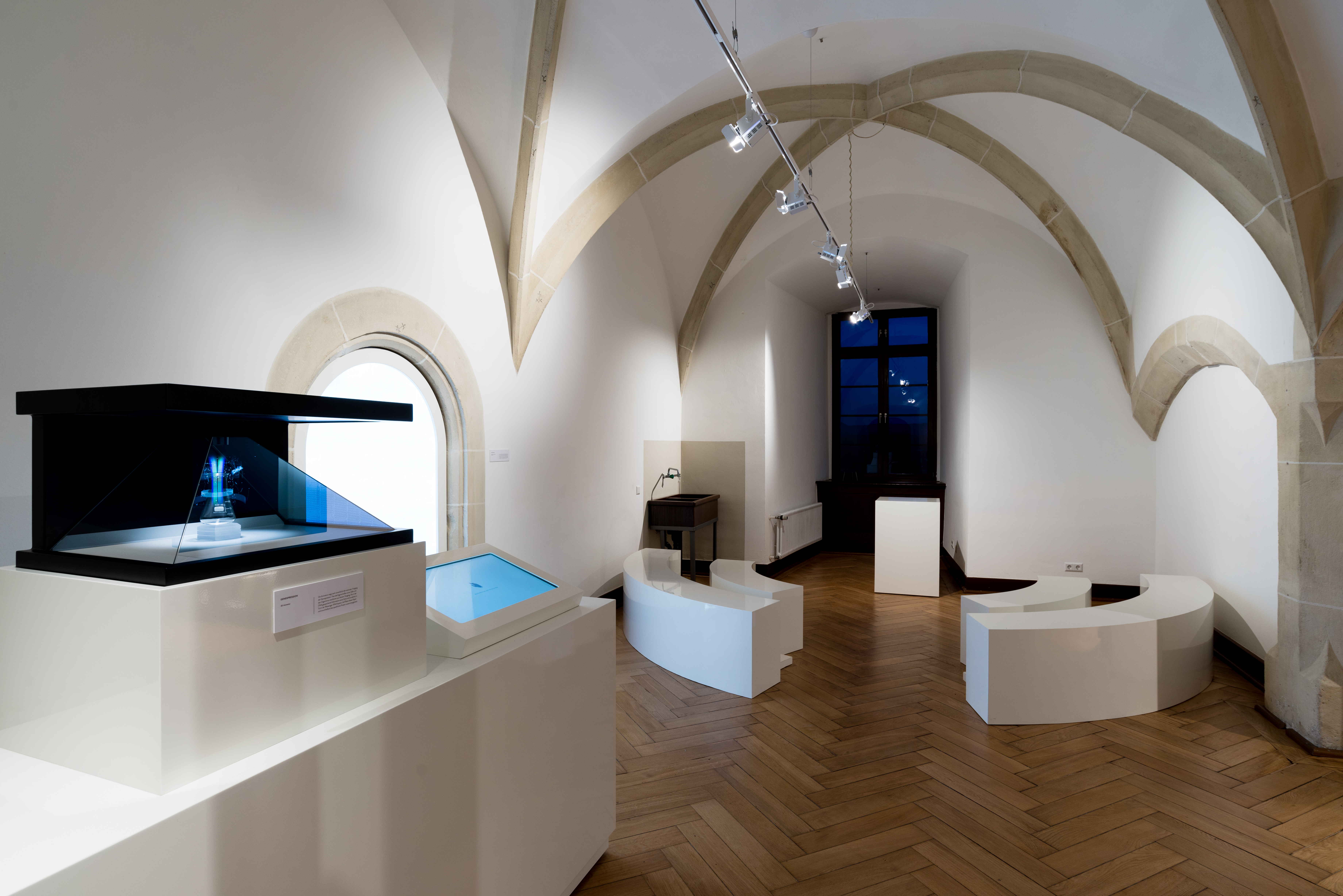
Ancien laboratoire du château transformé en salle d'exposition.

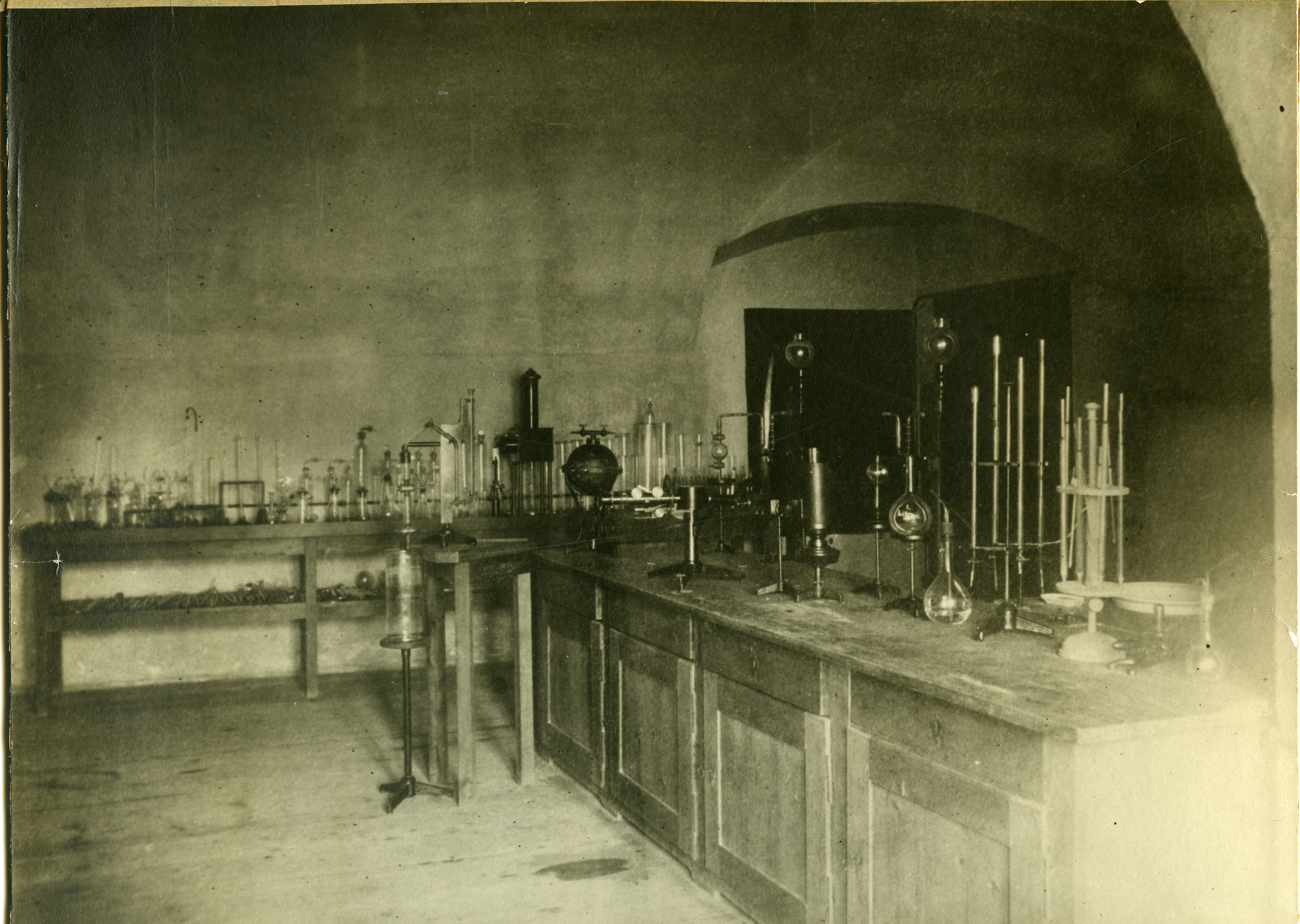
Laboratoire aménagé dans l'ancienne cuisine du château de Hohentübingen.

Le musée abrite également l'un des premiers laboratoires de biochimie. En 1818, l'université installe un laboratoire de chimie dans l'ancienne cuisine du château de Hohentübingen, une salle aux voûtes de style Renaissance, dans lequel Friedrich Miescher exécuta ses travaux de recherche qui le conduisirent, en 1869, à isoler dans le noyau de certaines cellules les premiers acides nucléiques dont le rôle en tant que porteur du matériel génétique ne sera reconnu que des décennies plus tard. Depuis novembre 2015, l'emplacement, qui a été rénové, fait partie du MUT et est ouvert au public. Au centre de la salle d'exposition peut être observée l'éprouvette originale de Miescher contenant de l'acide nucléique.